# Siphoviren
Die morphologisch begründete (nicht-taxonomische) Gruppe der Siphoviren (manchmal auch Siphophagen genannt, englisch siphoviruses bzw. siphophages, früher auch Morphotyp B genannt) umfasst eine Reihe von Familien, Unterfamilien und Gattungen von Viren mit einem linearen Molekül doppelsträngiger DNA (dsDNA) als Genom von ca. 22–121 kbp Länge.
Ihre Morphologie ist gekennzeichnet durch ein 50–60 nm im Durchmesser großes ikosaedrisches Kapsid mit einem 56–570 nm langen, nicht-kontraktilen Schwanzteil. Dieses Schwanzteil besteht aus übereinander gestapelten Scheiben von 7 bis 10 nm Durchmesser, die aus sechs identischen Untereinheiten aufgebaut sind. Wegen dieser für die Siphoviren charakteristischen Struktur leitet sich der Name für den Morphotyp von griechisch σίφων siphon, deutsch ‚Wasserröhre‘ ab.

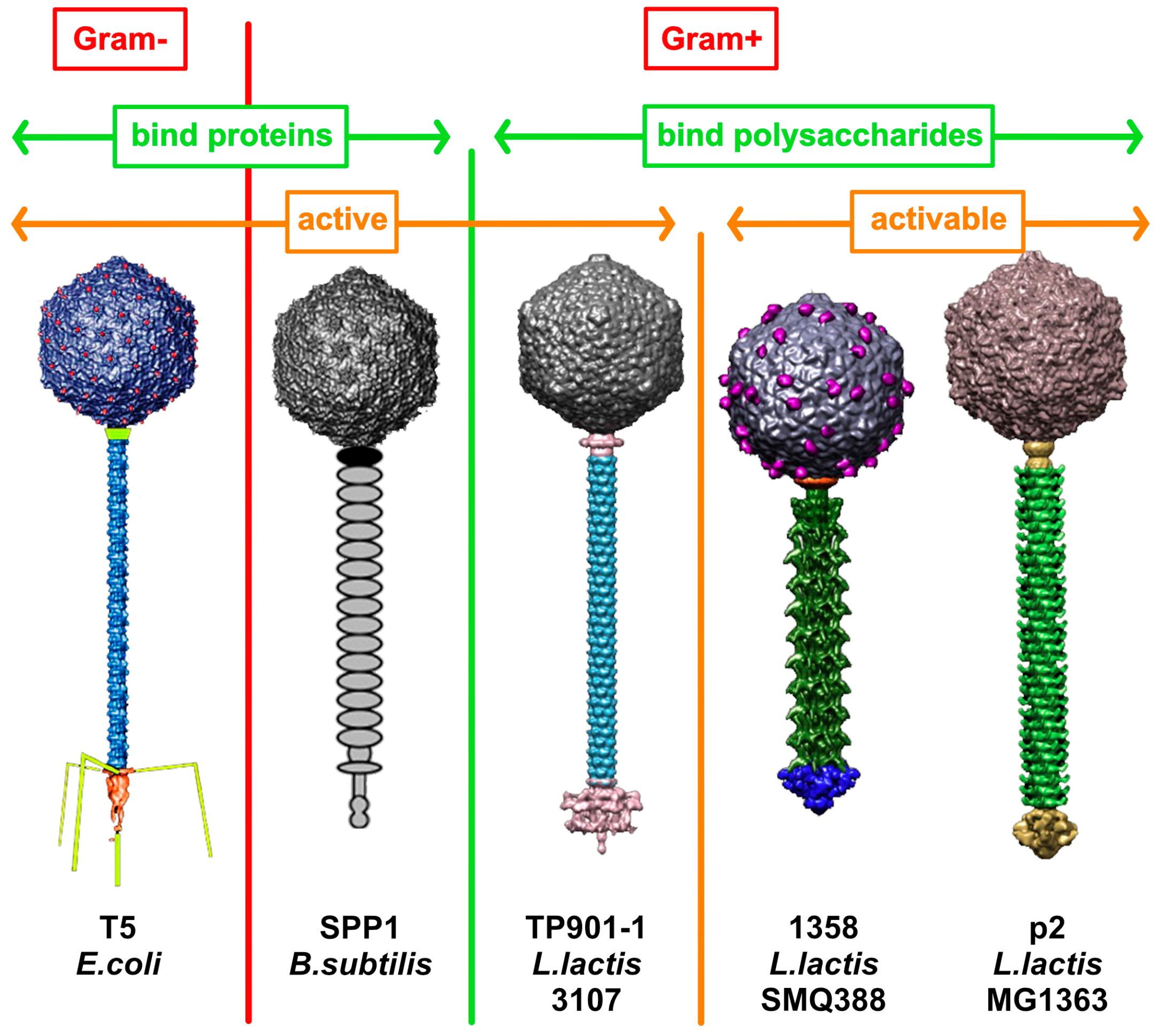
Subtypen der Siphophagen (Siphoviren).

Die Siphoviren werden unterteilt in Subtypen: 1: Kopf und Schwanz ohne Anhängsel; 2: knopfartige Anhängsel an Kopf und Schwanz mit einem Haken am Ende; 3: knopfartige Anhängsel an Kopf, Schwanz mit kurzen Anhängseln.

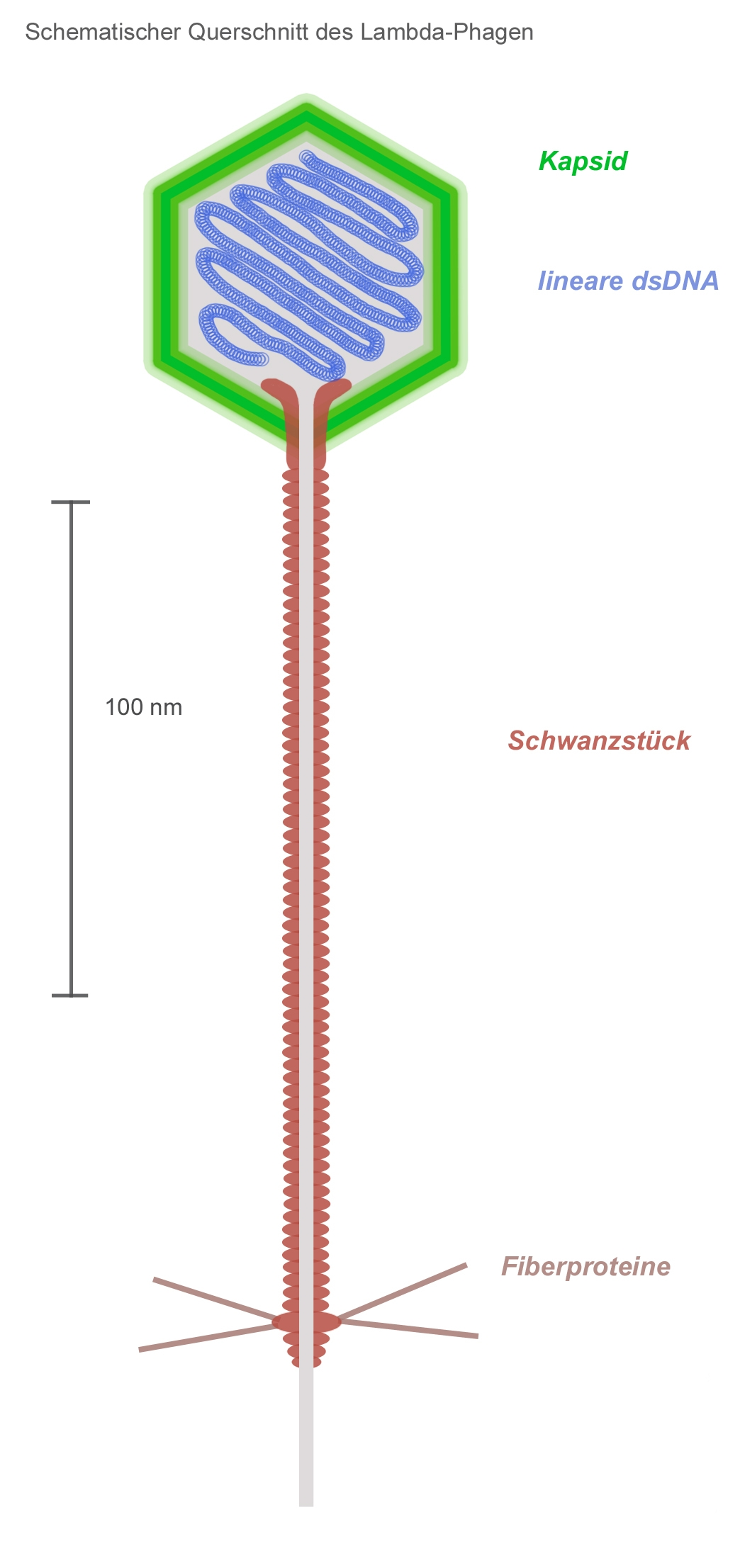
Aufbau eines Virusteilchens des λ-Phagen, eines typischen Vertreters der Siphoviren.

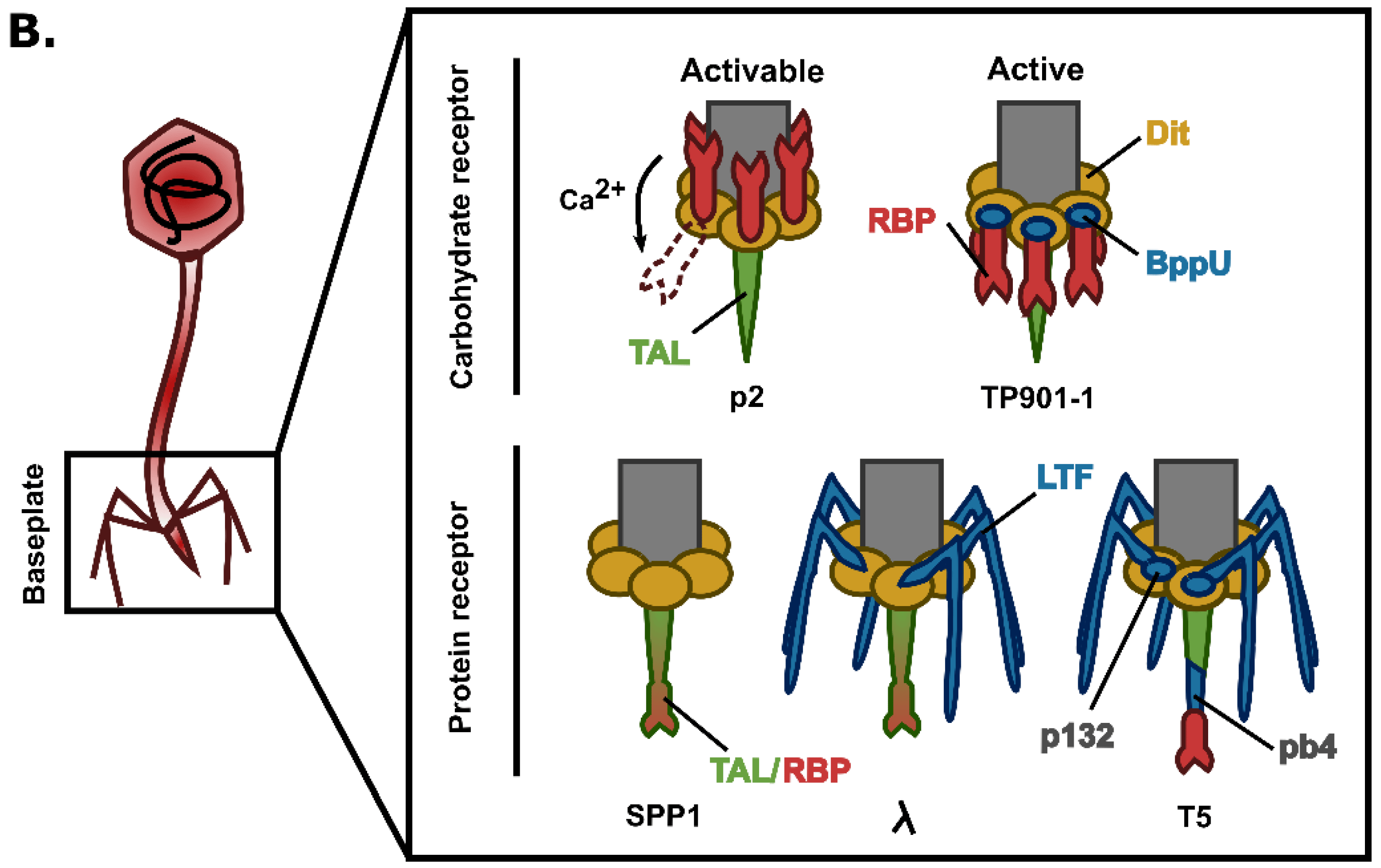
Detailzeichnungen der Basisplatte verschiedener Siphoviren, mit Kohlenhydrat- bzw. Protein-Rezeptor.

Die Siphoviren haben Prokaryoten zum Wirt. Gewöhnlich sind dies Bakterien, was sie nicht-taxonomisch als Bakteriophagen klassifiziert. Es gibt aber auch Siphoviren, die Archaeen infizieren. Eine künstlerische Darstellung von Virusteilchen der Siphoviren, eine Bakterienzelle angreifend, findet sich zusammen mit Details des Schwanzaufbaus bei EurekAlert (Nov. 2020).
Die Ordnungen, Familien und Gattungen der Siphoviren unterscheiden sich hinsichtlich der Organisation des Genoms, den Mechanismen der DNA-Verpackung und dem Vorhandensein einer DNA-Polymerase. Einige Gattungen (λ-ähnliche bis L5-ähnliche Viren) haben ein regulär-ikosaedrisches (d. h. isometrisches) Kapsid, bei den anderen ist das Kapsid langgestreckt und nicht-isometrisch.
Wichtige Beispiele der Siphoviren sind
das Escherichia-Phage Lambda (Lambda-Phage, Gattung Lambdavirus),
der Salmonella-Phage Chi (Chi-Phage, Gattung Chivirus),
der Escherichia-Phage HK97 (HK97-Phage, Gattung Byrnievirus),
das Bacillus-Phage Gamma (Gattung Wbetavirus) und
der „Enterobacteria-Phage Phi80“ (Phi80-Phage alias Lula, Status zum 8. April 2025: Vorschlag ohne Gattungszuordnung).
Die Gruppe galt lange Zeit als ein Virustaxon im Rang einer Virusfamilie mit der Bezeichnung Siphoviridae.
Im März 2021 wurde vorgeschlagen, diese Familie mitsamt der Ordnung Caudovirales wegen fehlender Monophylie aufzulösen und (wie damals bereits z. T. geschehen) durch neu zu schaffende Familien zu ersetzen, damit neue Ergebnisse aus der Metagenomik in die Taxonomie aufgenommen werden können.
Zudem scheint es Viren zu geben, die keinem der drei Caudoviricetes-Morphotypen zuzuordnen sind, wie etwa den Roseobacter-Phagen DSS3Φ8, der den Bakterienstamm Ruegeria pomeroyi DSS-3 infiziert. Dieser wird zwar unter die Siphoviren klassifiziert (Subtyp B3), zeigt aber auch Merkmale von Podoviren.
Das International Committee on Taxonomy of Viruses (ICTV) hat dem im März 2022 entsprochen.
Gemäß Vorschlag bleibt die Bezeichnung „Siphoviren“ (englisch siphoviruses) aber als informeller Sammelbegriff morphologisch ähnlicher Prokaryotenviren mit einem linearen Doppelstrang-DNA-Genom erhalten.

## Systematik
Die folgende Systematik nach ICTV mit Stand 3./7. März 2025. umfasst nicht immer alle Spezies der aufgeführten Gattungen:
Nicht-taxonomische Gruppe Siphoviren (en. siphoviruses, auch Caudoviricetes „Morphotyp B“)
- Ordnung Juravirales (Wirte: Ammoniak-oxidierende marine Archaeen der Klasse Nitrososphaeria)

- Ordnung Kirjokansivirales (Archaeen-Viren mit Kopf-Schwanz-Struktur mit Podo- und Siphoviren-Morphologie, hier nur die Siphoviren-Familien)[14][15]
  - Familie Graaviviridae (früher Flexireviridae)
  - Familie Haloferuviridae
  - Familie Pyrstoviridae

- Ordnung Magrovirales (Archaeen-Viren mit Kopf-Schwanz-Struktur, die Archeen der Euryarchaeota-Ordnung Poseidoniales alias Marine Group II befallen)

- Ordnung Methanobavirales (Archaeen-Viren mit Kopf-Schwanz-Struktur, die methanogene Archaeen infizieren. Sie haben alle Siphoviren-Morphologie)[14][15]

- Ordnung Thumleimavirales (Archaeen-Viren mit Kopf-Schwanz-Struktur mit Myo- und Siphoviren-Morphologie, hier nur die Siphoviren-Familie)[14][15]
  - Familie Druskaviridae (früher Queuoviridae, Siphoviren)

- Siphoviren ohne aktuelle Ordnungszuweisung
  - Familie Aliceevansviridae
  - Familie Assiduviridae
  - Familie Casidaviridae (früher als Unterfamilie Azeevirinae, ehem. Siphoviridae)
  - Familie Casjensviridae
  - Familie Colingsworthviridae
  - Familie Demerecviridae
  - Familie Drexlerviridae
  - Familie Duneviridae
  - Familie Ehrlichviridae
  - Familie Fervensviridae (Archaeenviren, mit Methanocaldococcus fervens tailed virus 1, MFTV1)[16][17][18]
  - Familie Forsetiviridae, ehemalige Unterfamilie Bclasvirinae

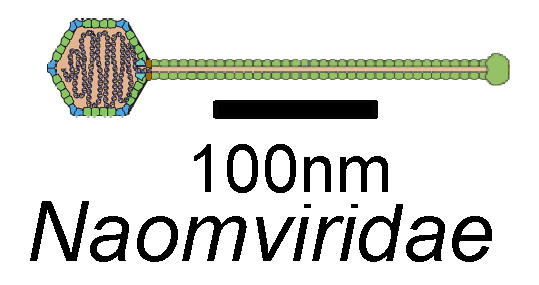
Schemazeichnung

    - ohne zugewiesene Unterfamilie (1 Gattung)
      - Gattung Freyavirus
        - Spezies Freyavirus danklef, mit Polaribacter-Phage Danklef_1[19]
        - Spezies Freyavirus freya, mit Mycobacterium-Phage Freya_1[20]

  - Familie Helgolandviridae
    - ohne zugewiesene Unterfamilie (1 Gattung)
      - Gattung Leefvirus
        - Spezies Leefvirus Leef, mit Polaribacter-Phage Leef_1

  - Familie Hodgkinviridae
  - Familie Jeanschmidtviridae (früher als Unterfamilie Dolichocephalovirinae, ehem. Siphoviridae)
  - Familie Madisaviridae (Archaeenviren)
  - Familie Mesyanzhinovviridae
  - SchemazeichnungFamilie Naomviridae[21]
    - ohne zugewiesene Unterfamilie (1 Gattung)
      - Gattung Noahvirus (1 Spezies)
        - Spezies Noahvirus arc, mit Bacteriophage DSS3_VP1 – Wirte: Gattung Roseobacter (Roseoviren)[22][23]

  - Familie Orlajensenviridae
    - Unterfamilie Pelczarvirinae

  - Familie Pungoviridae (Archaeenviren)[16]
  - Familie Saparoviridae (Archaeenviren)
  - Familie Sarkviridae
  - Familie Speroviridae (Archaeenviren)[16]
  - Familie Stackebrandtviridae
  - Familie Stanwilliamsviridae
  - Familie Suolaviridae (Archaeenviren)[16]
  - Familie Trautnerviridae
  - Familie Verdandiviridae (Archaeenviren)[16][24]
  - Familie Vilmaviridae
  - Familie Zierdtviridae
  - Familie „Suviridae“[25]
    - Vorschläge ohne zugewiesene Unterfamilie oder Gattung
      - Spezies „Halomonas phage vB_HmeY_H4907“ („Halomonas-Phage vB_HmeY_H4907“)[25][26][A. 3]

  - ohne zugewiesene Familie
    - Unterfamilie Andrewesvirinae
      - Gattung Denvervirus
        - Spezies Denvervirus dv9183, mit Enterococcus-Phage 9183

      - Gattung Vipetofemvirus
        - Spezies Vipetofemvirus nattely, mit Enterococcus-Phage nattely[27]
        - Spezies Vipetofemvirus vipetofem, mit Enterococus-Phage vipetofem
        - Spezies Vipetofemvirus vv140, mit Enterococcus-Phage vB_EfaS_140

    - Unterfamilie Arquatrovirinae
      - Gattung Arequatrovirus (früher R4virus)
        - Spezies Arequatrovirus ELB20, mit Streptomyces-Phage phiELB20
        - Spezies Arequatrovirus paedore, mit Streptomyces-Phage Paedore
        - Spezies Arequatrovirus R4 (Streptomyces-Virus R4), mit Streptomyces-Phage R4

      - Gattung Caelumvirus
        - Spezies Caelumvirus alvy, mit Streptomyces-Phage Alvy
        - Spezies Caelumvirus caelum, mit Streptomyces-Phage Caelum
        - Spezies Caelumvirus daudau, mit Streptomyces-Phage Daudau
        - Spezies Caelumvirus issmi, mit Streptomyces-Phage Issmi
        - Spezies Caelumvirus thestral, mit Streptomyces-Phage Thestral

      - Gattung Camvirus (8 Spezies)
        - Spezies Camvirus CAM (Streptomyces-Virus phiCAM), mit Streptomyces-Phage phiCAM
        - Spezies …

      - Gattung Celiavirus
        - Spezies Celiavirus celia, mit Streptomyces-Phage Celia

      - Gattung Hautrevirus
        - Spezies Hautrevirus hau3, mit Streptomyces-Phage phiHau3

      - Gattung Janusvirus
        - Spezies Janusvirus hank144, mit Streptomyces-Phage Hank144
        - Spezies Janusvirus janus, mit Streptomyces-Phage Janus
        - Spezies Janusvirus pablito, mit Streptomyces-Phage Pablito

      - Gattung Likavirus (14 Spezies)
        - Spezies Likavirus goby, mit Streptomyces-Phage Goby
        - Spezies Likavirus hydra, mit Streptomyces-Phage Hydra
        - Spezies Likavirus izzy, mit Streptomyces-Phage Izzy
        - Spezies Likavirus lannister, mit Streptomyces-Phage Lannister
        - Spezies Likavirus lika (Streptomyces-Virus Lika), mit Streptomyces-Phage Lika
        - Spezies Likavirus lorelei, mit Streptomyces-Phage Lorelei
        - Spezies Likavirus zemlya, mit Streptomyces-Phage Zemlya
        - Spezies …

      - Gattung Omarvirus
        - Spezies Omarvirus amethyst, mit Streptomyces-Phage Amethyst
        - Spezies Omarvirus diane, mit Streptomyces-Phage Diane
        - Spezies Omarvirus omar, mit Streptomyces-Phage Omar
        - Spezies Omarvirus tefunt, mit Streptomyces-Phage Tefunt

      - Gattung Salutenavirus
        - Spezies Salutenavirus salutena, mit Streptomyces-Phage Salutena

      - Gattung Sentinelvirus
        - Spezies Sentinelvirus sentinel, mit Streptomyces-Phage Sentinel
        - Spezies Sentinelvirus spernnie, mit Streptomyces-Phage Spernnie

      - Gattung Yosifvirus
        - Spezies Yosifvirus yosif, mit Streptomyces-Phage Yosif

    - Unterfamilie Azeredovirinae
      - Gattung Dubowvirus (abgetrennt von Phietavirus, 18 offiziell bestätigte Spezies)
        - Spezies Dubowvirus dv11 (Staphylococcus-Virus 11), mit Staphylococcus-Phage 11[28]
        - Spezies Dubowvirus dv53, mit Staphylococcus-Phage 53
        - Spezies Dubowvirus dv69, mit Staphylococcus-Phage 69
        - Spezies Dubowvirus dv85, mit Staphylococcus-Phage 85
        - Spezies Dubowvirus dv80alpha (Staphylococcus-Virus 80alpha), mit Staphylococcus-Phage 80alpha alias Staphylococcus aureus bacteriophage 80α[29][30]
        - Spezies Dubowvirus ETA2 (Staphylococcus-Virus phiETA2), mit Staphylococcus-Phage phiETA2
        - Spezies Dubowvirus SA97 (Staphylococcus-Virus SA97), mit Staphylococcus-Phage SA97 alias Staphylococcus aureus Bacteriophage SA97[31]
        - Spezies Dubowvirus SAP26, mit Staphylococcus-Phage SAP-26
        - Spezies Dubowvirus SAP33, mit Staphylococcus-Phage SAP33
        - Spezies …
        - Spezies „Staphylococcus phage StB27“ („Staphylococcus-Phage StB27“, Vorschlag)[32][33]

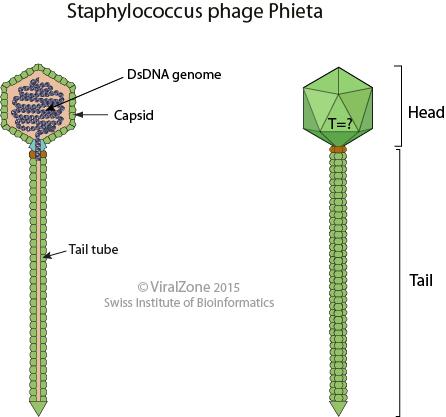
Schemazeichnung: Staphylococcus-Phage Phieta, Gattung Phietavirus (Querschnitt und Seitenansicht).

      - Schemazeichnung: Staphylococcus-Phage Phieta, Gattung Phietavirus (Querschnitt und Seitenansicht).Gattung Phietavirus (früher Phietalikevirus; 30 Spezies)[34]
        - Spezies Phietavirus ETA (Staphylococcus-Virus phiETA),[35] mit Staphylococcus-Phage phiETA (alias Phage ΦETA oder φETA)[36][37][38]
        - Spezies Phietavirus ETA3, mit Staphylococcus-Phage phiETA3
        - Spezies Phietavirus EW, mit Staphylococcus-Phage EW
        - Spezies Phietavirus pv29, mit Staphylococcus-Phage 29
        - Spezies Phietavirus pv80 (Staphylococcus-Virus 80), mit Staphylococcus-Phage 80[39][40] (unterscheide: Enterobacteria-Phage phi80)***** Spezies Phietavirus pv187 (Staphylococcus-Virus 187), mit Staphylococcus-Phage 187[28]
        - Spezies Phietavirus StauST3981, mit Staphylococcus-Phage StauST398-1
        - Spezies Phietavirus StauST3983, mit Staphylococcus-Phage StauST398-3
        - Spezies Phietavirus StauST3985, mit Staphylococcus-Phage StauST398-5
        - Spezies …

      - ohne Gattungszuweisung
        - Spezies „Staphylococcus phage IME1323_01“ („Staphylococcus-Phage IME1323_01“)[41][42]

    - Unterfamilie Bclasvirinae
      - Gattung Acadianvirus
        - Spezies Acadianvirus acadian, mit Mycobacterium-Phage Acadian
        - Spezies Acadianvirus baee, mit Mycobacterium-Phage Baee
        - Spezies Acadianvirus reprobate, mit Mycobacterium-Phage Reprobate
        - Spezies Acadianvirus serendipitous, mit Mycobacterium-Phage Serendipitous

      - Gattung Birdsnestvirus
        - Spezies Birdsnestvirus birdsnest, mit Mycobacterium-Phage BirdsNest

      - Gattung Coopervirus (12 Spezies)
        - Spezies Coopervirus cooper, mit Mycobacterium-Phage Cooper
        - Spezies Coopervirus fortunato, mit Mycobacterium-Phage Fortunato
        - Spezies Coopervirus heath, mit Mycobacterium-Phage Heath
        - Spezies Coopervirus nigel, mit Mycobacterium-Phage Nigel
        - Spezies Coopervirus stinger, mit Mycobacterium-Phage Stinger
        - Spezies Coopervirus vincenzo, mit Mycobacterium-Phage Vincenzo
        - Spezies Coopervirus zemanar, mit Mycobacterium-Phage Zemanar
        - Spezies …

      - Gattung Imvubuvirus
        - Spezies Imvubuvirus imvubu, mit Mycobacterium-Phage Imvubu

      - Gattung Julieunavirus
        - Spezies Julieunavirus julie1, mit Mycobacterium-Phage Julie1

      - Gattung Lilmcdreamyvirus (1 Spezies)
        - Spezies Lilmcdreamyvirus lilmcdreamy, mit Mycobacterium-Phage LilMcDreamy

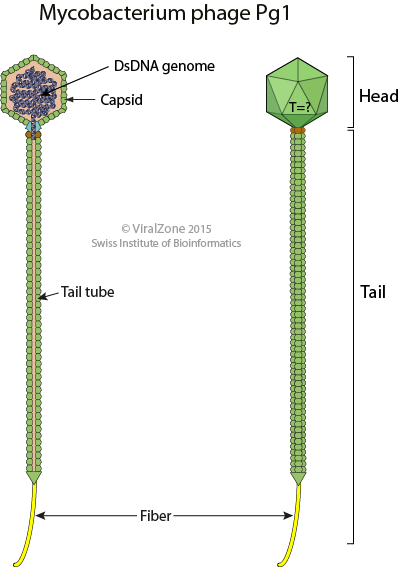
Virion des Mycobacterium-Phagen Pg1, Gattung Pegunavirus

      - Virion des Mycobacterium-Phagen Pg1, Gattung Pegunavirus Gattung Pegunavirus (früher Pg1virus, Pgonelikevirus)[43]
        - Spezies Pegunavirus apizium, mit Mycobacterium-Phage Apizium
        - Spezies Pegunavirus kingtut, mit Mycobacterium-Phage KingTut
        - Spezies Pegunavirus manad, mit Mycobacterium-Phage Manad, …
        - Spezies Pegunavirus oline, mit Mycobacterium-Phage Oline, …
        - Spezies Pegunavirus osmaximus (früher Pegunavirus Osmaximus, Pegunavirus OSmaximus), mit Mycobacterium-Phage OSmaximus (ICTV VMR) – Zugriffsnummern nach ICTV VMR: NC_028803.1 und JN006064.1
        - Spezies Pegunavirus Pg1 (ICTV VMR, NCBI Taxonomy), mit Mycobacterium-Phage PG1 (NCBI-Taxonomie), …
        - Spezies Pegunavirus soto, mit Mycobacterium-Phage Soto, …
        - Spezies Pegunavirus suffolk, mit Mycobacterium-Phage Suffolk, …
        - Spezies „Mycobacterium phage Cannibal“ („Mycobacterium-Phage Cannibal“)
        - Spezies „Mycobacterium phage Cher“ („Mycobacterium-Phage Cher“)
        - Spezies „Mycobacterium phage Cobra“ („Mycobacterium-Phage Cobra“)
        - Spezies „Mycobacterium phage Giraffe“ („Mycobacterium-Phage Giraffe“)
        - Spezies „Mycobacterium phage Inverness“ („Mycobacterium-Phage Inverness“)
        - Spezies „Mycobacterium phage Mecca“ („Mycobacterium-Phage Mecca“)
        - Spezies „Mycobacterium phage Olive“ („Mycobacterium-Phage Olive“)
        - Spezies „Mycobacterium phage Prickles“ („Mycobacterium-Phage Prickles“)
        - Spezies „Mycobacterium phage Sheila“ („Mycobacterium-Phage Sheila“)
        - Spezies „Mycobacterium phage Sophia“ („Mycobacterium-Phage Sophia“)
        - Spezies „Mycobacterium phage Toni“ („Mycobacterium-Phage Toni“)
        - Spezies „Mycobacterium phage True“ („Mycobacterium-Phage True“)
        - Spezies „Mycobacterium phage Vortex“ („Mycobacterium-Phage Vortex“)
        - Spezies „Mycobacterium phage Xavier“ („Mycobacterium-Phage Xavier“)
        - Spezies „…“ (weitere Vorschläge/Kandidaten)

      - Gattung Pipefishvirus
        - Spezies Pipefishvirus athena, mit Mycobacterium-Phage Athena
        - Spezies Pipefishvirus bernardo, mit Mycobacterium-Phage Bernardo
        - Spezies Pipefishvirus gadjet, mit Mycobacterium-Phage Gadjet
        - Spezies Pipefishvirus obutu, mit Mycobacterium-Phage Obutu
        - Spezies Pipefishvirus pipefish, mit Mycobacterium-Phage Pipefish

      - Gattung Quesadillavirus
        - Spezies Quesadillavirus CRB2, mit Mycobacterium-Phage CRB2
        - Spezies Quesadillavirus quesadilla, mit Mycobacterium-Phage Quesadilla

      - Gattung Rosebushvirus
        - Spezies Rosebushvirus godines, mit Mycobacterium-Phage Godines
        - Spezies Rosebushvirus laurie, mit Mycobacterium-Phage Laurie
        - Spezies Rosebushvirus rosebush, mit Mycobacterium-Phage Rosebush
        - Spezies Rosebushvirus TA17a, mit Mycobacterium-Phage TA17A

      - Gattung Saguarovirus
        - Spezies Saguarovirus saguaro, mit Mycobacterium-Phage Saguaro

      - Gattung Thonkovirus
        - Spezies Thonkovirus thonko, mit Mycobacterium-Phage Thonko

    - Unterfamilie Bronfenbrennervirinae

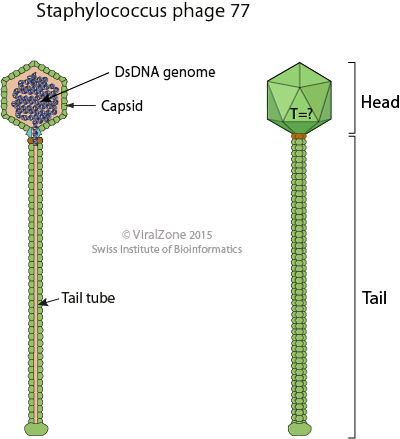
Schemazeichnung: Staphylococcus-Phage 77, Gattung Biseptimavirus (Querschnitt und Seitenansicht)

      - Schemazeichnung: Staphylococcus-Phage 77, Gattung Biseptimavirus (Querschnitt und Seitenansicht)Gattung Biseptimavirus (früher 77likevirus, 14 Spezies<--MSL#40v1-->)[34][28][44]
        - Spezies Biseptimavirus bv77 (Staphylococcus-Virus 77), mit Staphylococcus-Phage 77[28]
        - Spezies …

      - Gattung Peeveelvirus (abgetrennt von Biseptimavirus, 10 Spezies)
        - Spezies Peeveelvirus pv13 (Staphylococcus-Virus 13), mit Phage φ13[36][37][38][28]
        - Spezies Peeveelvirus PVL (Staphylococcus-Virus PVL), mit Staphylococcus-Phage PVL (ΦPVL oder φPVL)[45][36][37][38][28]
        - Spezies Peeveelvirus PVL108 (Staphylococcus-Virus 108PVL), mit Staphylococcus-Phage phiPVL108[28]
        - Spezies …

      - Vorschläge ohne Gattungszuweisung
        - Spezies „Staphylococcus phage phiN315“ („Staphylococcus-Phage phiN315“),[46] mit Phage N315 (alias Phage φN315)[36][37][38][28]
        - Spezies „Staphylococcus phage Mu50A“ („Staphylococcus-Phage Mu50A“), mit Phage Mu50A (alias Phage φMu50A)[36][37][38][28]

    - Unterfamilie Chebruvirinae
      - Gattung Brujitavirus
        - Spezies Brujitavirus babsiella (Mycobacterium-Virus Babsiella), mit Mycobacterium-Phage Babsiella
        - Spezies Brujitavirus brujita (Mycobacterium-Virus Brujita), mit Mycobacterium-Phage Brujita
        - Spezies Brujitavirus HC, mit Mycobacterium-Phage HC
        - Spezies Brujitavirus xula, mit Mycobacterium-Phage Xula

    - Unterfamilie Dclasvirinae
      - Schemazeichnung: Mycobacterium-Phage PBI1, Gattung Plotvirus, Querschnitt und SeitenansichtGattung Hawkeyevirus

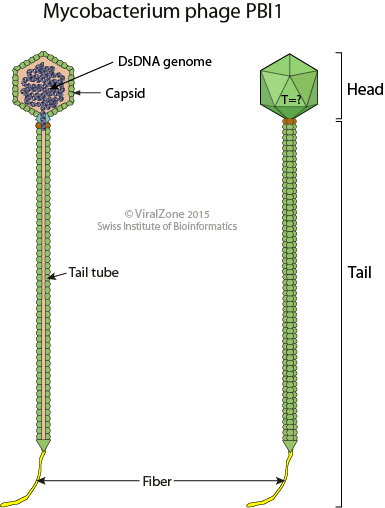
Schemazeichnung: Mycobacterium-Phage PBI1, Gattung Plotvirus, Querschnitt und Seitenansicht

        - Spezies Hawkeyevirus hawkeye, mit Mycobacterium-Phage Hawkeye

      - Gattung Plotvirus (früher Pbi1virus; Pbiunavirus, Pbiunalikevirus)[47]
        - Spezies Plotvirus plot (Mycobacterium-Virus Plot), mit Mycobacterium-Phage PLot[48] mit
        - Spezies „Mycobacterium virus PBI1“ („Mycobacterium-Virus PBI1)“, mit Mycobacterium-Phage PBI1 (nicht mehr beim ICTV geführt)

    - Unterfamilie Deejayvirinae – Wirte: Gordonia (Bakteriengattung)
      - Gattung Kenoshavirus (7 Spezies)
        - Spezies Kenoshavirus kenosha, mit Gordonia-Phage Kenosha
        - Spezies …

      - Gattung Secretariatvirus
        - Spezies Secretariatvirus secretariat, mit Gordonia-Phage Secretariat

      - Gattung Tanisvirus
        - Spezies Tanisvirus avazak, mit Gordonia-Phage Avazak
        - Spezies Tanisvirus tanis, mit Gordonia-Phage Tanis

    - Unterfamilie „Dolichocephalovirinae-II“ (Vorschlag)[49]
      - Gattung „Eliscbkvirus“ (Vorschlag)
        - Spezies „Erythrobacter-Phage vB_EliS-L02“[49][50]

      - Gattung Lacusarxvirus[51]
        - Spezies Lacusarxvirus lacusarx (Sphingobium-Virus Lacusarx), mit Sphingobium-Phage Lacusarx[52][53]

      - |Unterfamilie Dovevirinae
      - Gattung Lambovirus (16 Spezies)
        - Spezies Lambovirus lambo, mit Gordonia-Phage Lambo
        - Spezies …

      - Xeniaduovirus
        - Spezies Xeniaduovirus xenia2, mit Gordonia-Phage Xenia2

    - Unterfamilie Gclasvirinae
      - Gattung Antsirabevirus
        - Spezies Antsirabevirus antsirabe, mit Mycobacterium-Phage Antsirabe

      - Gattung Avocadovirus
        - Spezies Avocadovirus avocado, mit Mycobacterium-Phage Avocado
        - Spezies Avocadovirus cambiare, mit Mycobacterium-Phage Cambiare
        - Spezies Avocadovirus flagstaff, mit Mycobacterium-Phage FlagStaff

      - Gattung Jolieduovirus
        - Spezies Jolieduovirus jolie2, mit Mycobacterium-Phage Jolie2
        - Spezies Jolieduovirus lemuria, mit Mycobacterium-Phage Lemuria
        - Spezies Jolieduovirus mercurio, mit Mycobacterium-Phage Mercurio

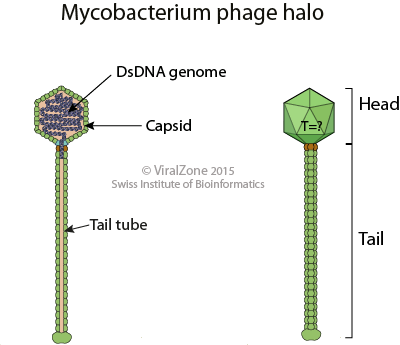
Schemazeichnung: Mycobacterium-Phage halo, Gattung Liefievirus; Querschnitt und Seitenansicht

      - Schemazeichnung: Mycobacterium-Phage halo, Gattung Liefievirus; Querschnitt und SeitenansichtGattung Liefievirus (früher Halolikevirus; 6 Spezies)[54]
        - Spezies Liefievirus grizzly, mit Mycobacterium-Phage Grizzly
        - Spezies Liefievirus halo (Mycobacterium-Virus Halo), mit Mycobacterium-Phage Halo
        - Spezies Liefievirus liefie (Mycobacterium-Virus Liefie), mit Mycobacterium-Phage Liefie[55]
        - Spezies Liefievirus paito, mit Mycobacterium-Phage Paito
        - Spezies Liefievirus rabbs, mit Mycobacterium-Phage Rabbs
        - Spezies Liefievirus taheera, mit Mycobacterium-Phage Taheera
        - Spezies „Mycobacterium phage BPs“ („Mycobacterium-Phage BPs“, vorgeschlagen)[56][57][2][58] im „Cluster G“, dazu BPsΔ33HTH (gantechnische Mutante) mit Varianten BPsΔ33HTH-HRM1 und BPsΔ33HTH-HRM10

      - Gattung Pinnievirus
        - Spezies Pinnievirus moorethemaryer, mit Mycobacterium-Phage MOOREtheMARYer
        - Spezies Pinnievirus pinnie, mit Mycobacterium-Phage Pinnie

    - Unterfamilie Gochnauervirinae
      - Gattung Dragolirvirus
        - Spezies Dragolirvirus dragolir, mit Paenibacillus-Phage Dragolir

      - Gattung Harrisonvirus
        - Spezies Harrisonvirus harrison (Paenibacillus-Virus Harrison), mit Paenibacillus-Phage Harrison

      - Gattung Vegasvirus
        - Spezies Vegasvirus vegas (Paenibacillus-Virus Vegas), mit Paenibacillus-Phage Vegas (Referenzstamm), Diane, Hayleynd Vadim[59]

      - Gattung Wanderervirus
        - Spezies Wanderervirus wanderer, mit Paenibacillus-Phage Wanderer

    - Unterfamilie Gracegardnervirinae
      - Gattung Avanivirus (6 Spezies)
        - Spezies Avanivirus avani, mit Mycobacterium-Phage Avani
        - Spezies …

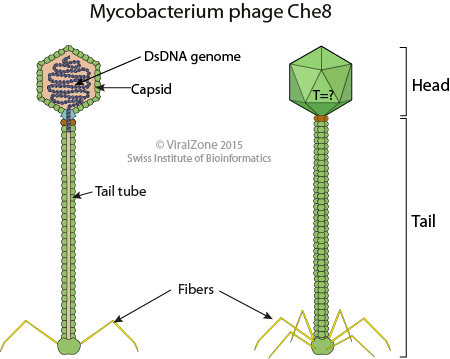
Schemazeichnung eines Virions des Mycobacterium-Phagen Che8, Gattung Cheoctovirus

      - Schemazeichnung eines Virions des Mycobacterium-Phagen Che8, Gattung CheoctovirusGattung Cheoctovirus (früher Che8virus, Che8likevirus; 106 Spezies)[60]
        - Spezies Cheoctovirus che8 (Mycobacterium-Virus Che8), mit Mycobacterium-Phage Che8
        - Spezies Cheoctovirus dante, mit Mycobacterium-Phage Dante
        - Spezies Cheoctovirus emma, mit Mycobacterium-Phage Emma
        - Spezies Cheoctovirus hades, mit Mycobacterium-Phage Hades
        - Spezies Cheoctovirus harley, mit Mycobacterium-Phage Harley
        - Spezies Cheoctovirus krakatau, mit Mycobacterium-Phage Krakatau
        - Spezies Cheoctovirus mahavrat, mit Mycobacterium-Phage Mahavrat
        - Spezies Cheoctovirus mantra, mit Mycobacterium-Phage Mantra
        - Spezies Cheoctovirus minnie, mit Mycobacterium-Phage Minnie
        - Spezies Cheoctovirus priscilla, mit Mycobacterium-Phage Priscilla
        - Spezies Cheoctovirus sisi, mit Mycobacterium-Phage SiSi
        - Spezies Cheoctovirus tweety (Mycobacterium-Virus Tweety), mit Mycobacterium-Phage Tweety[56] im „Subcluster E6“
        - Spezies Cheoctovirus veteran, mit Mycobacterium-Phage Veteran
        - Spezies Cheoctovirus wachhund, mit Mycobacterium-Phage Wachhund
        - Spezies …

      - Gattung Cornievirus
        - Spezies Cornievirus cornie (Mycobacterium-Virus Cornie), mit Mycobacterium-Phage Cornie

      - Gattung Moomoovirus
        - Spezies Moomoovirus moomoo, mit Mycobacterium-Phage MooMoo

      - Gattung Squirtyvirus
        - Spezies Squirtyvirus squirty (Mycobacterium-Virus Squirty), mit Mycobacterium-Phage Squirty

      - Gattung Thetabobvirus
        - Spezies Thetabobvirus renaud18 (Mycobacterium-Virus Renaud18), mit Mycobacterium-Phage Renaud18
        - Spezies Thetabobvirus tchen (Mycobacterium-Virus TChen), mit Mycobacterium-Phage TChen
        - Spezies Thetabobvirus thetabob (Mycobacterium-Virus ThetaBob), mit Mycobacterium-Phage ThetaBob

    - Unterfamilie Guarnerosvirinae
      - Gattung Beetrevirus
        - Spezies Beetrevirus B3, mit Pseudomonas-Phage B3

      - Gattung Mechnikovvirus (6 Spezies)
        - Spezies Mechnikovvirus PM105, mit Pseudomonas-Phage vB_PaeS_PM105
        - Spezies …

      - Gattung Torontovirus (7 Spezies)
        - Spezies Torontovirus Fc02, mit Pseudomonas-Phage Fc02
        - Spezies …

    - Unterfamilie Gutmannvirinae
      - Gattung Carmenvirus
        - Spezies Carmenvirus carmen17, mit Bacillus-Phage Carmen17
        - Spezies Carmenvirus Wes44, mit Bacillus-Phage Wes44

      - Gattung Layangbvirus
        - Spezies Layangavirus LY1, mit Bacillus-Phage vB_BceS_LY1
        - Spezies Layangbvirus LY5, mit Bacillus-Phage vB_BceS_LY5

      - Gattung Pebcunavirus
        - Spezies Pebcunavirus PBC1, mit Bacillus-Phage PBC1

    - Unterfamilie Hendrixvirinae (früher Gattung Hendrixvirus alias Hk97virus, HK97-ähnliche Viren – s. l.), isometrisches Kapsid, abgetrennt von Lambdavirus
      - TEM-Aufnahme eines Virions von Byrnievirus HK97, Gattung ByrnievirusGattung Byrnievirus

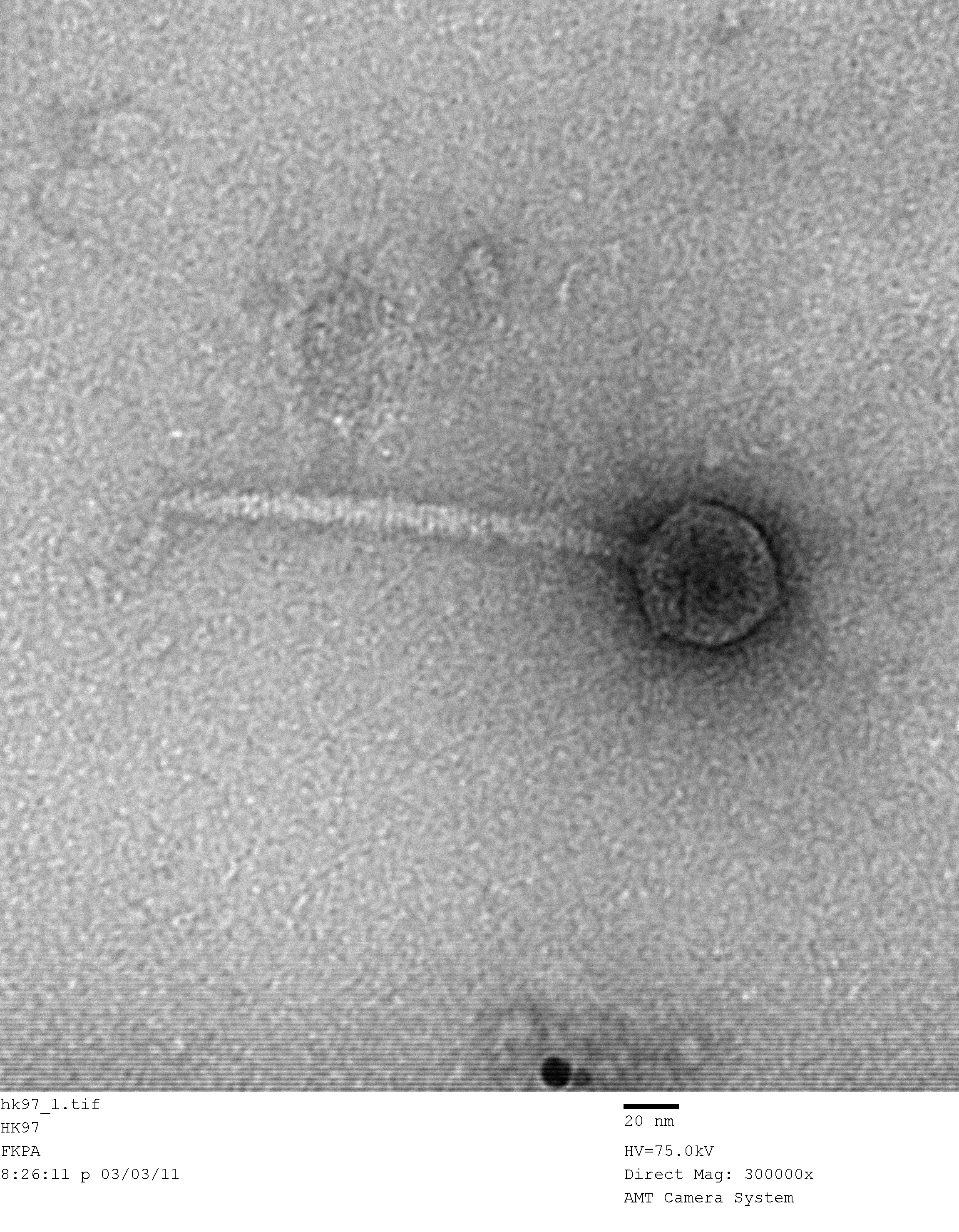
TEM-Aufnahme eines Virions von Byrnievirus HK97, Gattung Byrnievirus

        - Spezies Byrnievirus HK97 (Escherichia-Virus HK97), mit Escherichia-Phage HK97 alias Enterobacteria-Phage HK97[61][62]

      - Gattung Cuauhtlivirus
        - Spezies Cuauhtlivirus mEpX1 (Escherichia-Virus mEpX1), mit Escherichia-Phage mEpX1

      - Gattung Kwaitsingvirus
        - Spezies Kwaitsingvirus HK446 (Escherichia-Virus HK446), mit Escherichia-Phage HK446
        - Spezies Kwaitsingvirus HK544 (Escherichia-Virus HK544), mit Escherichia-Phage HK544

      - Gattung Nochtlivirus
        - Spezies Nochtlivirus mEp235, mit Enterobacteria-Phage mEp235

      - Gattung Saikungvirus
        - Spezies Saikungvirus HK75 (Escherichia-Virus HK75), mit Escherichia-Phage HK75 alias Enterobacteria-Phage HK75
        - Spezies Saikungvirus HK633 (Escherichia-Virus HK633), mit Escherichia-Phage HK633

      - Gattung Shamshuipovirus
        - Spezies Shamshuipovirus HK022 (Escherichia-Virus HK022), mit Escherichia-Phage HK022 alias Enterobacteria-Phage HK022
        - Spezies Shamshuipovirus mEpX2 (Escherichia-Virus mEpX2), mit Escherichia-Phage mEpX2 alias Enterobacteria-Phage mEpX2

      - Gattung Wanchaivirus (2 Spezies)

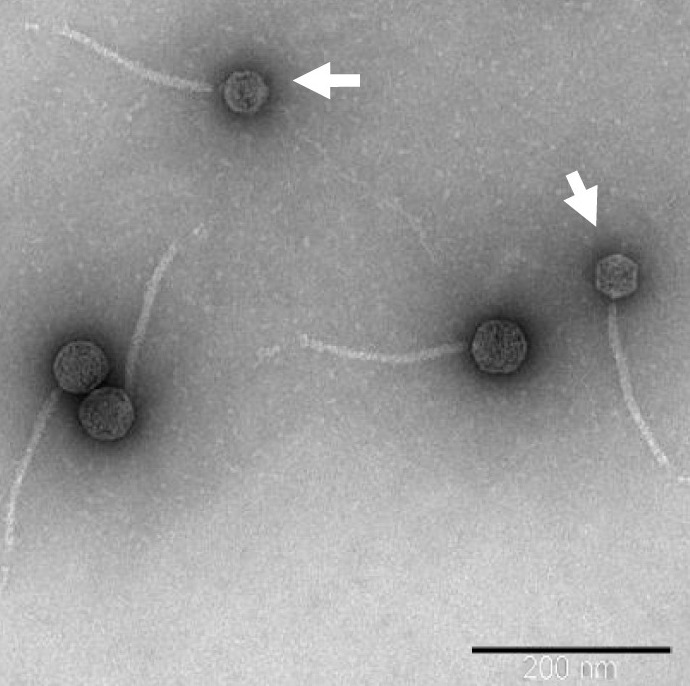
Virionen des Wildtyps von Escherichia-Phage HK106 mit den etwas kleineren Satelliten EcCIEDL933 (Pfeilspitzen)

        - Virionen des Wildtyps von Escherichia-Phage HK106Virionen des Wildtyps von Escherichia-Phage HK106 mit den etwas kleineren Satelliten EcCIEDL933 (Pfeilspitzen)Spezies Wanchaivirus HK106 (Escherichia-Virus HK106), mit Escherichia-Phage HK106 (hat Satellit EcCIEDL933)[63][64]

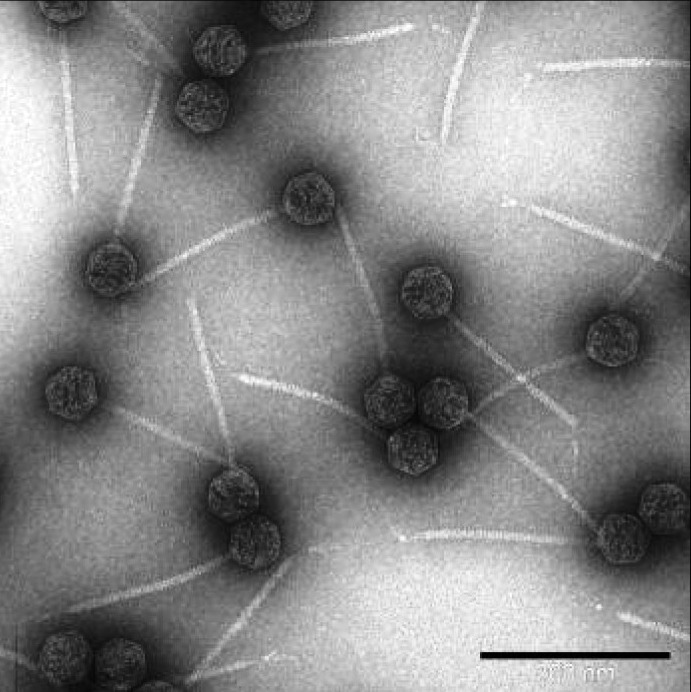
Virionen des Wildtyps von Escherichia-Phage HK106

        - Spezies Wanchaivirus mEp234 (Escherichia-Virus mEp234), mit Escherichia-Phage mEp234

      - Gattung Wongtaivirus
        - Spezies Wongtaivirus ECP1, mit Escherichia-Phage ECP1
        - Spezies Wongtaivirus HK542, mit Escherichia-Phage HK542

      - Gattung Yautsimvirus
        - Spezies Yautsimvirus HK140, mit Enterobacteria-Phage HK140

    - Unterfamilie Jondennisvirinae
      - Gattung Kilunavirus
        - Spezies Kilunavirus KL1 (Burkholderia-Virus KL1), mit Burkholderia-Phage vB_BceS_KL1 alias Burkholderia-Phage KL1[65]

      - Gattung Kipunavirus (abgespalten von Septimatrevirus)
        - Spezies Kipunavirus KP1, mit Pseudomonas-Phage KP1

      - Gattung Septimatrevirus
      - Gattung Septimatrevirus (früher Septima3virus; 21 Spezies)
        - Spezies Septimatrevirus Ab26 (Pseudomonas-Virus Ab26), mit Pseudomonas-Phage vB_PaeS_SCH_Ab26[66] (Pseudomonas phage vB_PaeS_SCH_Ab26)[67][65]
        - Spezies Septimatrevirus kakheti25 (Pseudomonas-Virus Kakheti25), mit Pseudomonas-Phage vB_Pae-Kakheti25[68] (Pseudomonas-Phage vB_Pae-Kakheti25)[69][65]
        - Spezies Septimatrevirus sv73 (Pseudomonas-Virus 73), mit Pseudomonas-Phage 73[65]
        - Spezies …

    - Unterfamilie Kutznervirinae
      - Gattung Kozievirus (abgetrennt von Mementomorivirus)
        - Spezies Kozievirus kozie, mit Microbacterium-Phage Kozie
        - Spezies Kozievirus MO526, mit Microbacterium-Phage MO526

      - Gattung Mementomorivirus (4 Spezies)
        - Spezies Mementomorivirus mementomori, mit Microbacterium-Phage MementoMori
        - Spezies …

    - Unterfamilie Langleyhallvirinae – Wirte: Bakterien-Gattung Gordonia
      - Gattung Getalongvirus
        - Spezies Getalongvirus asapag, mit Gordonia-Phage Asapag
        - Spezies Getalongvirus bentherdunthat, mit Gordonia-Phage BENtherdunthat
        - Spezies Getalongvirus getalong, mit Gordonia-Phage Getalong
        - Spezies Getalongvirus kenna, mit Gordonia-Phage Kenna

      - Gattung Horusvirus
        - Spezies Horusvirus horus, mit Gordonia-Phage Horus

      - Gattung Phistoryvirus
        - Spezies Phistoryvirus phistory, mit Gordonia-Phage Phistory

    - Unterfamilie Mccleskeyvirinae – Wirte: Leuconostoc (Milchsäurebakterien, im Gegensatz zu Nostoc keine Cyanobakterien!)
      - Gattung Limdunavirus (früher Lmd1virus)
        - Spezies Limdunavirus LDG, mit Leuconostoc-Phage LDG
        - Spezies Limdunavirus Lmd1, mit Leuconostoc-Phage Lmd1
        - Spezies Limdunavirus LN03, mit Leuconostoc-Phage LN03
        - Spezies Limdunavirus LN04, mit Leuconostoc-Phage LN04
        - Spezies Limdunavirus LN12, mit Leuconostoc-Phage phiLN12
        - Spezies Limdunavirus P793, mit Leuconostoc-Phage P793
        - Spezies Limdunavirus P965, mit Leuconostoc-Phage P965

      - Gattung Unaquatrovirus (früher Una4virus)
        - Spezies Unaquatrovirus Ln7, mit Leuconostoc-Phage Ln-7
        - Spezies Unaquatrovirus Ln9, mit Leuconostoc-Phage Ln-9
        - Spezies Unaquatrovirus LN25, mit Leuconostoc-Phage LN25
        - Spezies Unaquatrovirus LN34, mit Leuconostoc-Phage LN34
        - Spezies Unaquatrovirus uv1A4 (Leuconostoc-Virus 1A4), mit Leuconostoc-Phage 1-A4

    - Unterfamilie Nclasvirinae

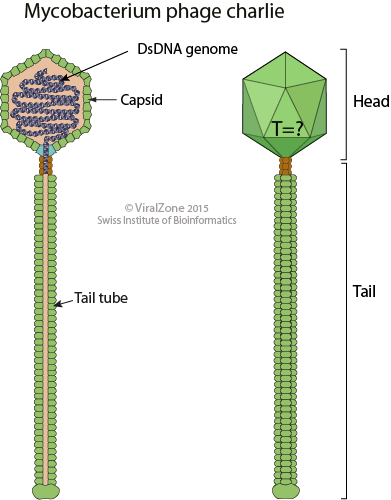
Schemazeichnung: Mycobacterium-Phage Charlie, Gattung Charlievirus

      - Schemazeichnung: Mycobacterium-Phage Charlie, Gattung CharlievirusGattung Charlievirus (früher Charlielikevirus; 18 Spezies)[70]
        - Spezies Charlievirus Charlie (Mycobacterium-Virus Charlie), mit Mycobacterium-Phage Charlie[56] im „Cluster N“
        - Spezies Charlievirus Fulbright, mit Mycobacterium-Phage Fulbright
        - Spezies Charlievirus Rebel, mit Mycobacterium-Phage Rebel
        - Spezies Charlievirus Tapioca, mit Mycobacterium-Phage Tapioca
        - Spezies Charlievirus Xeno, mit Mycobacterium-Phage Xeno
        - Spezies …

    - Unterfamilie Nymbaxtervirinae – Wirte: Bakterien-Gattung Gordonia
      - Gattung Baxterfoxvirus (früher Baxtervirus)
        - Spezies Baxterfoxvirus baxterfox (früher Baxtervirus baxterfox), mit Gordonia-Phage BaxterFox
        - Spezies Baxterfoxvirus ohgeesy, mit Gordonia-Phage Ohgeesy
        - Spezies Baxterfoxvirus yeezy (früher Baxtervirus yeezy), mit Gordonia-Phage Yeezy

      - Gattung Nymphadoravirus (12 Spezies)
        - Spezies Nymphadoravirus bosnia, mit Gordonia-Phage Bosnia
        - Spezies Nymphadoravirus kita, mit Gordonia-Phage Kita
        - Spezies Nymphadoravirus nymphadora, mit Gordonia-Phage Nymphadora
        - Spezies Nymphadoravirus polly, mit Gordonia-Phage Polly
        - Spezies Nymphadoravirus thankyoujordi, mit Gordonia-Phage ThankyouJordi
        - Spezies …

    - Unterfamilie Pclasvirinae

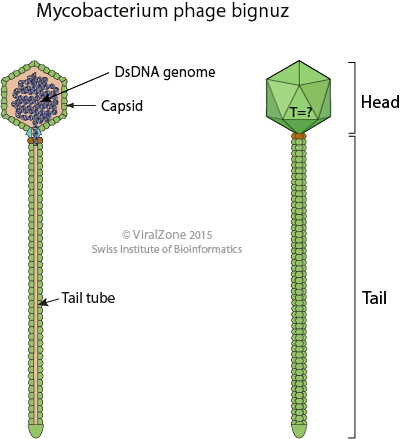
Schemazeichnung Mycobacterium-Phage BigNuz, Querschnitt und Seitenansicht

      - Schemazeichnung Mycobacterium-Phage BigNuz, Querschnitt und SeitenansichtGattung Bignuzvirus (früher Bignuzlikevirus)[71]
        - Spezies Bignuzvirus bignuz, mit Mycobacterium-Phage BigNuz (alias bignuz)

      - Gattung Fishburnevirus (16 Spezies)
        - Spezies Fishburnevirus donovan, mit Mycobacterium-Phage Donovan
        - Spezies Fishburnevirus fishburne, mit Mycobacterium-Phage Fishburne
        - Spezies Fishburnevirus jung, mit Mycobacterium-Phage Jung
        - Spezies …

      - Gattung Phayoncevirus
        - Spezies Phayoncevirus phayonce, mit Mycobacterium-Phage Phayonce
        - Spezies Phayoncevirus thulathula, mit Mycobacterium-Phage ThulaThula

      - Gattung Purkyvirus
        - Spezies Purkyvirus purky, mit Mycobacterium-Phage Purky

      - Gattung Tortellinivirus
        - Spezies Tortellinivirus tortellini (Mycobacterium-Virus Tortellini), mit Mycobacterium-Phage Tortellini

      - Gattung Xaviavirus
        - Spezies Xaviavirus xavia, mit Mycobacterium-Phage Xavia

    - Unterfamilie Queuovirinae
      - Gattung Amoyvirus
        - Spezies Amoyvirus R7M, mit Alteromonas-Phage vB_AcoS-R7M

      - TEM-Aufnahme von Pseudomonas-Phage AA17Gattung Iggyvirus

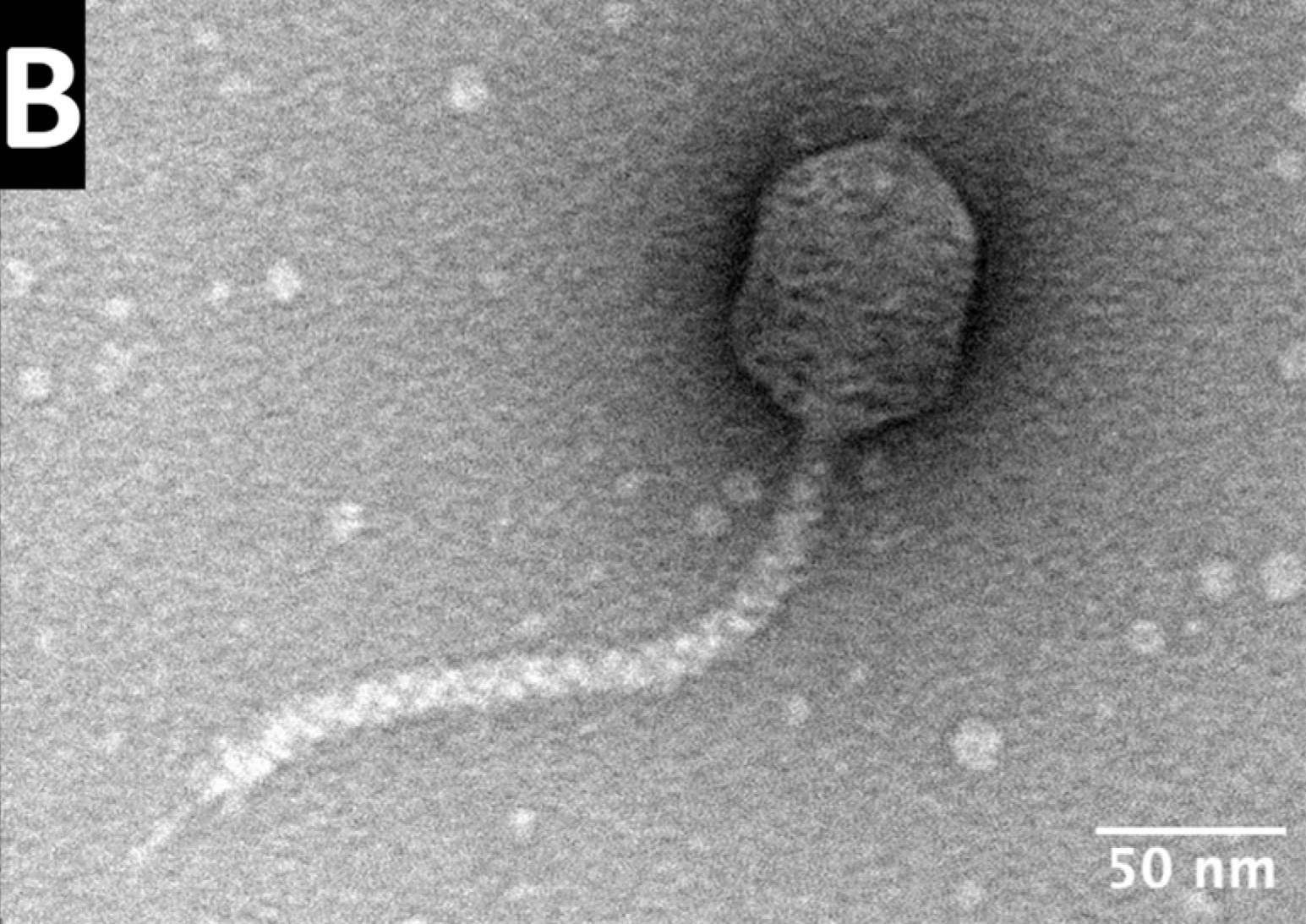
TEM-Aufnahme von Pseudomonas-Phage AA17

        - Spezies Iggyvirus iggy, mit Pseudomonas-Phage Iggy
        - Spezies Iggyvirus PBPA162 (Pseudomonas-Virus PBPA162)
        - Spezies „Pseudomonas-Phage vB_PaeS_HTN2“, mit Pseudomonas-Phage AA17 (lytisch, vorgeschlagener Kandidat für Phagentherapie)[72]

      - Gattung Micathvirus
        - Spezies Micathvirus micath, mit Pseudomonas-Phage MiCath

      - Gattung Nipunavirus (früher Np1virus)
        - Spezies Nipunavirus Doca3, mit Xanthomonas-Phage vB_Xar_IVIA-DoCa3
        - Spezies Nipunavirus JG054, mit Pseudomonas-Phage JG054
        - Spezies Nipunavirus NP1, mit Pseudomonas-Phage NP1
        - Spezies Nipunavirus PAJD1, mit Pseudomonas-Phage vB_PaeS_PAJD-1
        - Spezies Nipunavirus PaMx25, mit Pseudomonas-Phage PaMx25
        - Spezies Nipunavirus quinobequin, mit Pseudomonas-Phage Quinobequin-P09

      - Gattung Nonagvirus
        - Spezies Nonagvirus JenK1, mit Enterobacteria-Phage JenK1
        - Spezies Nonagvirus JenP1, mit Enterobacteria-Phage JenP1
        - Spezies Nonagvirus JenP2, mit Enterobacteria-Phage JenP2
        - Spezies Nonagvirus nv9g, mit Enterobacteria-Phage 9g
        - Spezies Nonagvirus SE1Kor, mit Salmonella-Phage SE1Kor

      - Gattung Seuratvirus
        - Spezies Seuratvirus cajan, mit Escherichia-Phage CAjan
        - Spezies Seuratvirus seurat, mit Escherichia-Phage Seurat

    - Unterfamilie Ruthgordonvirinae – Wirte: Bakterien-Gattung Gordonia
      - Gattung Catfishvirus
        - Spezies Catfishvirus catfish, mit Gordonia-Phage Catfish

      - Gattung Dardanusvirus
        - Spezies Dardanusvirus dardanus, mit Gordonia-Phage Dardanus

      - Gattung Gesputvirus
        - Spezies Gesputvirus gsput1 (Gordonia-Virus Gsput1), mit Gordonia-Phage Gsput1

      - Gattung Schmidtvirus
        - Spezies Schmidtvirus schmidt, mit Gordonia-Phage Schmidt

      - Gattung Tinalinvirus
        - Spezies Tinalinvirus tinalin, mit Gordonia-Phage TinaLin

      - Gattung Vendettavirus
        - Spezies Vendettavirus tzgordon, mit Gordonia-Phage TZGordon
        - Spezies Vendettavirus vendetta, mit Gordonia-Phage Vendetta

    - Unterfamilie Sejongvirinae
      - Gattung Basiliskvirus
        - Spezies Basiliskvirus bak10, mit Bacillus-Phage v_B-Bak10
        - Spezies Basiliskvirus basilisk, mit Bacillus-Phage Basilisk alias Bacillus cereus phage Basilisk[73][74]

      - Gattung Yihwangvirus
        - Spezies Yihwangvirus BCPST, mit Bacillus-Phage BCPST
        - Spezies Yihwangvirus PBC4, mit Bacillus-Phage PBC4
        - Spezies Yihwangvirus pW4, mit Bacillus-Phage pW4

    - Unterfamilie Skryabinvirinae
      - Gattung Bembunaquatrovirus
        - Spezies Bembunaquatrovirus BMBtp14, mit Bacillus-Phage vB_BtS_BMBtp14

      - Gattung Pushchinovirus
        - Spezies Pushchinovirus B83, mit Bacillus-Phage vB_BtS_B83

    - Unterfamilie Trabyvirinae
      - Gattung Jelitavirus
        - Spezies Jelitavirus B025, mit Listreria-Phage B025

      - Gattung Slepowronvirus
        - Spezies Slepowronvirus LP101, mit Listeria-Phage LP-101
        - Spezies Slepowronvirus LPHM00113468, mit Listeria-Phage LP-HM00113468

    - Unterfamilie Tybeckvirinae
      - Gattung Douglaswolinvirus
        - Spezies Douglaswolinvirus B2, mit Lactobacillus-Phage ATCC 8014-B2

      - Gattung Lenusvirus
        - Spezies Lenusvirus lenus, mit Lactobacillus-Phage Lenus
        - Spezies Lenusvirus nyseid, mit Lactobacillus-Phage Nyseid
        - Spezies Lenusvirus SAC12, mit Lactobacillus-Phage SA-C12

      - Gattung Lidleunavirus
        - Spezies Lidleunavirus Ldl1, mit Lactobacillus-Phage Ldl1
        - Spezies Lidleunavirus ViSo2018a, mit Lactobacillus-Phage ViSo-2018a

      - Gattung Maenadvirus (3 Spezies)
        - Spezies Maenadvirus maenad, mit Lactobacillus-Phage Maenad
        - Spezies Maenadvirus P1, mit Lactobacillus-Phage P1
        - Spezies Maenadvirus satyr, mit Lactobacillus-Phage Satyr
        - Spezies „Lactobacillus phage P2“ („Lactobacillus-Phage P2“, Vorschlag)[75] (unterscheide: Lactococcus-Virus P2)
        - Spezies „Lactobacillus phage MV1“ („Lactobacillus-Phage MV1“, Vorschlag)[76][77]
        - Spezies „Lactobacillus phage MV4“ („Lactobacillus-Phage MV4“, Vorschlag)[78][77]

    - Unterfamilie Weiservirinae
      - Gattung Amginevirus (5 Spezies)
        - Spezies Amginevirus amgine, mit Mycobacterium-Phage Amgine[56] im „Subcluster K6“
        - Spezies …

      - Gattung Aminayvirus
        - Spezies Aminayvirus aminay, mit Mycobacterium-Phage Aminay

      - Gattung Anayavirus (28 Spezies)
        - Spezies Anayavirus adephagia, mit Mycobacterium-Phage Adephagia[56] im „Subcluster I2“
        - Spezies Anayavirus adonis, mit Mycobacterium-Phage Adonis
        - Spezies Anayavirus amelie, mit Mycobacterium-Phage Amelie
        - Spezies Anayavirus anaya, mit Mycobacterium-Phage Anaya
        - Spezies Anayavirus angelica, mit Mycobacterium-Phage Angelica
        - Spezies Anayavirus apocalypse, mit Mycobacterium-Phage Apocalypse
        - Spezies Anayavirus validus, mit Mycobacterium-Phage Validus;[56] im „Subcluster K1“
        - Spezies …

      - Gattung Fionnbharthvirus
        - Spezies Fionnbharthvirus eponine, mit Mycobacterium-Phage Eponine
        - Spezies Fionnbharthvirus fionnbharth (Fionnbharthvirus Fionnbharth), mit Mycobacterium-Phage Fionnbharth, Mycobacterium-Phage Wintermute,[56] …; im „Subcluster K4“
        - Spezies Fionnbharthvirus henu3, mit Mycobacterium-Phage Henu3
        - Spezies Fionnbharthvirus patt, mit Mycobacterium-Phage Patt
        - Spezies Fionnbharthvirus taquito (Fionnbharthvirus Taquito), mit Mycobacterium-Phage Taquito
        - Spezies „Mycobacterium phage SamScheppers“, mit Mycobacterium-Phage SamScheppers[56] im „Subcluster K4“

      - Gattung Keshuvirus
        - Spezies Keshuvirus hurricane, mit Mycobacterium-Phage Hurricane
        - Spezies Keshuvirus keshu, mit Mycobacterium-Phage Keshu[56] im „Subcluster K3“
        - Spezies Keshuvirus macncheese, mit Mycobacterium-Phage MacnCheese
        - Spezies Keshuvirus pixie, mit Mycobacterium-Phage Pixie
        - Spezies Keshuvirus shedlockholmes, mit Mycobacterium-Phage ShedlockHolmes[56] im „Subcluster K3“

      - Gattung Kratiovirus (9 Spezies)
        - Spezies Kratiovirus kratio, mit Mycobacterium-Phage Kratio
        - Spezies Kratiovirus larva (Mycobacterium-Virus Larva), mit Mycobacterium-Phage Larva[56] im „Subcluster K5“
        - Spezies …

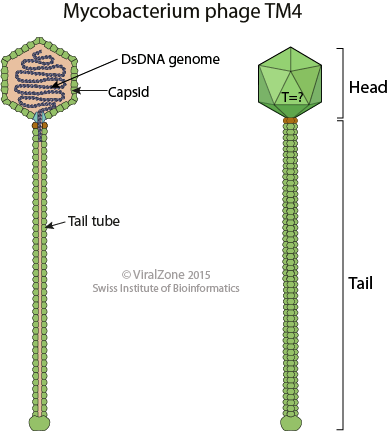
Schemazeichnung Mycobacterium-Phage TM4, Gattung Timquatrovirus (Querschnitt und Seitenansicht)

      - Schemazeichnung Mycobacterium-Phage TM4, Gattung Timquatrovirus (Querschnitt und Seitenansicht)Gattung Timquatrovirus (früher Tm4virus, Tm4likevirus)[79]
        - Spezies Timquatrovirus findley, mit Mycobacterium-Phage Findley
        - Spezies Timquatrovirus mufasa, mit Mycobacterium-Phage Mufasa
        - Spezies Timquatrovirus TM4 (Mycobacterium-Virus TM4), mit Mycobacterium-Phage TM4[56] im „Subcluster K2“
        - Spezies Timquatrovirus zoeJ, mit Mycobacterium-Phage ZoeJ[56][57][2][80][81] im „Subcluster K2“, mit ZoeJΔ45 (gentechnische Mutante)

      - Gattung Unicornvirus (5 Spezies)
        - Spezies Unicornvirus krueger, mit Mycobacterium-Phage Krueger[56] im „Subcluster K6“
        - Spezies Unicornvirus unicorn, mit Mycobacterium-Phage Unicorn
        - Spezies …

    - Klade/Unterfamilie „Lambda-Supergruppe“ (en. „λ supergroup“, vorgeschlagen)[82]
      - Gattung Backyardiganvirus (16 Spezies)
        - Spezies Backyardiganvirus backyardigan, mit Mycobacterium-Phage Backyardigan
        - Spezies Backyardiganvirus peaches (Mycobacterium-Virus Peaches), mit Mycobacterium-Phage Peaches[56] im „Subcluster A4“
        - Spezies …

      - Gattung Eagleeyevirus
        - Spezies Eagleeyevirus eagleeye, mit Mycobacterium-Phage EagleEye;[56] im „Subcluster A16“

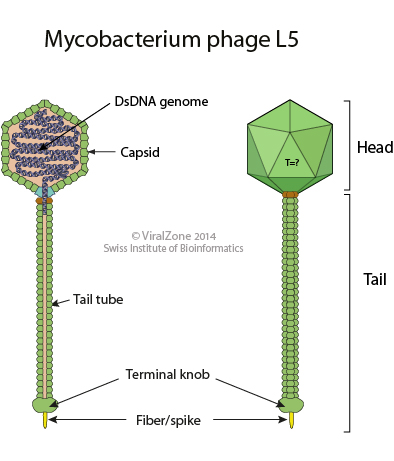
Schemazeichnung Mycobacterium-Phage L5, Gattung Fromanvirus (Querschnitt und Seitenansicht)

      - Fromanvirus Bxb1, Gattung FromanvirusSchemazeichnung Mycobacterium-Phage L5, Gattung Fromanvirus (Querschnitt und Seitenansicht)Gattung Fromanvirus (früher L5virus, L5likevirus, L5-ähnliche Viren; 39 Spezies),[83] isometrisches Kapsid

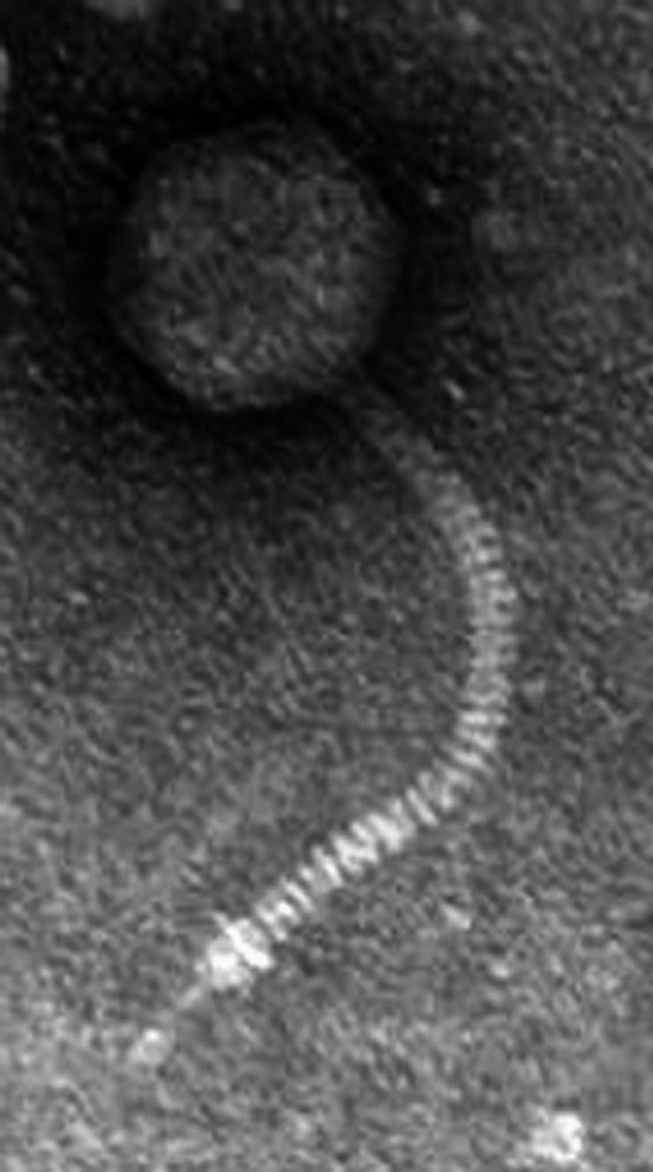
Fromanvirus Bxb1, Gattung Fromanvirus

        - Spezies Fromanvirus alma, mit Mycobacterium-Phage Alma
        - Spezies Fromanvirus astro, mit Mycobacterium-Phage Astro
        - Spezies Fromanvirus bethlehem, mit Mycobacterium-Phage Bethlehem
        - Spezies Fromanvirus Bxb1 (Mycobacterium-Virus Bxb1), mit Mykobakteriophage Bxb1[56] im „Subcluster A1“
        - Spezies Fromanvirus D29 (Mycobacterium-Virus D29), mit Mycobacterium-Phage D29, D32, Jinga3000 und Lakes[56][84][85][86] im „Subcluster A2“
        - Spezies Fromanvirus goose, mit Mycobacterium-Phage Goose und Mycobacterium-Phage Chupacabra[55][87]
        - Spezies Fromanvirus L5 (Mycobacterium-Virus L5), mit Mycobacterium-Phage L5
        - Spezies Fromanvirus SWU1 (Mycobacterium-Virus SWU1), mit Mycobacterium-Phage SWU1
        - Spezies Fromanvirus U2 (Mycobacterium-Virus U2), mit Mycobacterium-Phage U2
        - Spezies …

      - Gattung Gladiatorvirus (10 Spezies)
        - Spezies Gladiatorvirus gladiator (Mycobacterium-Virus Gladiator), mit Mycobacterium-Phage Gladiator
        - Spezies Gladiatorvirus hammer, mit Mycobacterium-Phage Hammer
        - Spezies …
        - Spezies „Mycobacterium phage DaVinci“ („Mycobacterium-Phage DaVinci“)[56] im „Subcluster A6“
        - Spezies „Mycobacterium phage Et2Brutus“ („Mycobacterium-Phage Et2Brutus“)[56] im „Subcluster A11“
        - Spezies „…“

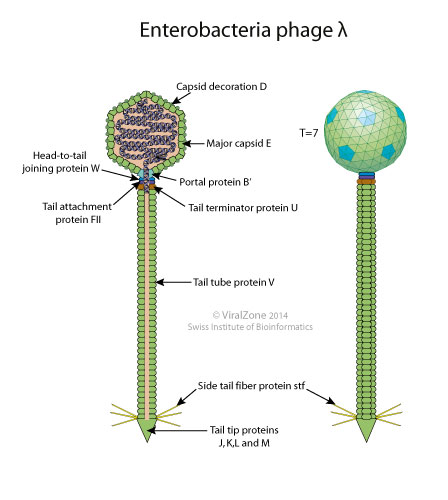
Schemazeichnung Enterobacteria-Phage λ, Gattung Lambdavirus (Querschnitt und Seitenansicht)

      - EM-Aufnahme eines Virions von Escherichia-Virus LambdaSchemazeichnung Enterobacteria-Phage λ, Gattung Lambdavirus (Querschnitt und Seitenansicht)Gattung Lambdavirus (früher Lambdalikevirus, λ‐like phages, Lambda-ähnliche Viren; 10 Spezies), isometrisches Kapsid

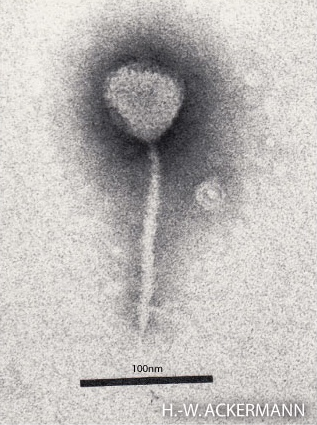
EM-Aufnahme eines Virions von Escherichia-Virus Lambda

        - Spezies Lambdavirus DE3 (Escherichia-Virus DE3), mit Escherichia-Phage DE3
        - Spezies Lambdavirus HK629 (Escherichia-Virus HK629), mit Escherichia-Phage HK629
        - Spezies Lambdavirus HK630 (Escherichia virus HK630), mit Escherichia-Phage HK630
        - Spezies Lambdavirus lambda (Escherichia-Virus Lambda), mit Enterobacteria-Phage Lambda alias Bakteriophage Lambda, Lambda-Phage oder Phage λ
        - Spezies Lambdavirus lvO276, mit Enterobacteria-Phage O276
        - Spezies …
        - Spezies „Actinophage RP3“ (Vorschlag gemäß NCBI-Taxonomie)
        - Spezies „Bacillus phage 41C“ („Bacillus-Phage 41C“ alias „Actinophage 41C“; Vorschlag)
        - Spezies „Bacillus phage Lurz2“ („Bacillus-Phage Lurz2“)
        - Spezies „Bacillus phage Lurz3“ („Bacillus-Phage Lurz3“)
        - Spezies „Bacillus phage rho11s“ („Bacillus-Phage rho11s“)
        - Spezies „Bacillus phage SPO2“ („Bacillus-Phage SPO2“)
        - Spezies „Campylobacter phage B14“ („Campylobacter-Phage B14“)
        - Spezies „Corynebacteriophage β“ (alias „Corynephage beta“, „Corynebacterium diphtheriae virus“[88][89])[37][36][90][91][92] mit Phage beta c[93] und Phage beta vir[93]
        - Spezies Corynebacteriophage ω (alias „Corynephage omega“),[94] mit Phage omega (alias Phage ω). Unterscheide: Gattung Omegavirus
        - Spezies „Enterobacteria phage H-19B“ („Enterobacteria-Phage H-19B“),[95] mit Bacteriophage H19B (alias Phage H-19B)[36][38]
        - Spezies „…“ (weitere unbestätigte Mitglieder)

      - Gattung Microwolfvirus
        - Spezies Microwolfvirus Bxz2 (Mycobacterium-Virus Bxz2), mit Mycobacterium-Phage Bxz2
        - Spezies Microwolfvirus JHC117, mit Mycobacterium-Phage JHC117 und Mycobacterium-Phage Fernando;[56] im „Subcluster A3“
        - Spezies Microwolfvirus microwolf, mit Mycobacterium-Phage Microwolf
        - Spezies Microwolfvirus purplehaze, mit Mycobacterium-Phage Purple Haze
        - Spezies Microwolfvirus soildragon, mit Mycobacterium-Phage SoilDragon
        - Spezies Microwolfvirus wonder, mit Mycobacterium-Phage Wonder
        - Spezies Microwolfvirus zetzy, mit Mycobacterium-Phage Zetzy

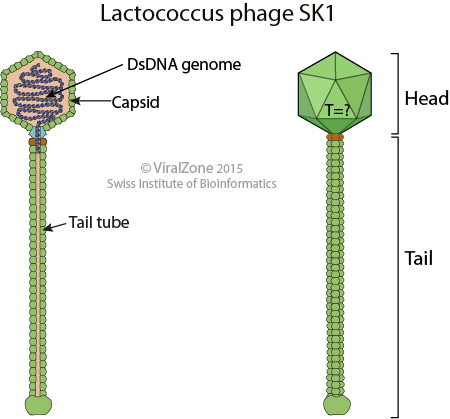
Schemazeichnung Lactococcus-Phage SK1, Gattung Skunavirus (Querschnitt und Seitenansicht)

      - Modell von Lactococcus-Phage p2 (Spezies Skunavirus p272). Größenangaben in Å, der Drehwinkel zwischen den MTP-Hexameren in Grad (°). Basisplatte aktivierbar, Bindung an Polysaccharide.Schemazeichnung Lactococcus-Phage SK1, Gattung Skunavirus (Querschnitt und Seitenansicht)Gattung Skunavirus (früher Sk1virus, Skunalikevirus, Sk1likevirus, Sk1-like phage, 936-Gruppe;[96] 94 Spezies)[97]

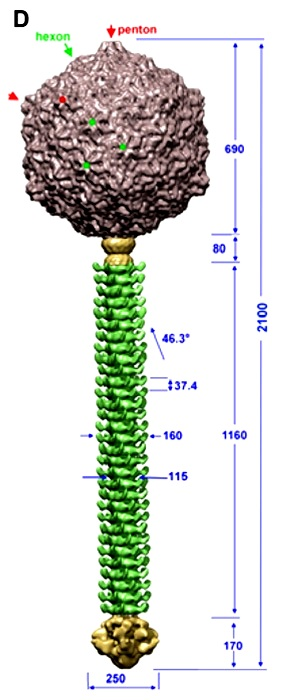
Modell von Lactococcus-Phage p2 (Spezies Skunavirus p272). Größenangaben in Å, der Drehwinkel zwischen den MTP-Hexameren in Grad (°). Basisplatte aktivierbar, Bindung an Polysaccharide.

        - Spezies Skunavirus p272 (inkl. Lactococcus-Virus P2), mit Lactococcus lactis phage p272 und Lactococcus lactis phage p2 (Lactococcus-Phage p2)[98][99][96] – unterscheide: „Lactobacillus-Phage P2“
        - Spezies Skunavirus sk1 (Lactococcus-Virus sk1), mit Lactococcus-Phage sk1 (alias SK1)
        - Spezies Skunavirus sv936 (Lactococcus-Virus 936), mit Lactococcus-Phage 936[100][101]
        - Spezies …

      - Gattung Turbidovirus (13 Spezies)
        - Spezies Turbidovirus benvolio, mit Mycobacterium-Phage Benvolio[55][102]
        - Spezies Turbidovirus centaur, mit Mycobacterium-Phage Centaur
        - Spezies Turbidovirus turbido, mit Mycobacterium-Phage Turbido
        - Spezies …

      - Gattung Veracruzvirus (8 Spezies)
        - Spezies Veracruzvirus babyboy, mit Mycobacterium-Phage BabyRay[56][103]
        - Spezies Veracruzvirus heldan (Mycobacterium-Virus Heldan),[104][105] mit Mycobacterium-Phage HelDan[56] und Mycobacterium-Phage Fred313;[56] im „Subcluster A3“
        - Spezies Veracruzvirus phantastic, mit Mycobacterium-Phage Phantastic
        - Spezies Veracruzvirus pistachio, mit Mycobacterium-Phage Pistachio
        - Spezies Veracruzvirus rockstar (inkl. Mycobacterium-Birus Isca) , mit Mycobacterium-Phage Rockstar und Mycobacterium-Phage Isca;[56][106] im „Subcluster A3“
        - Spezies Veracruzvirus veracruz, mit Mycobacterium-Phage Veracruz
        - Spezies …
        - Spezies „Mycobacterium phage Puppy“ („Mycobacterium-Phage Puppy“);[56][107] im „Subcluster A3“
        - Spezies „Mycobacterium phage TNguyen7“ („Mycobacterium-Phage TNguyen7“);[56][108] im „Subcluster A3“
        - Spezies „…“

    - Gruppe der Telomer-Bakteriophagen (englisch Telomere bacteriophages)[109]

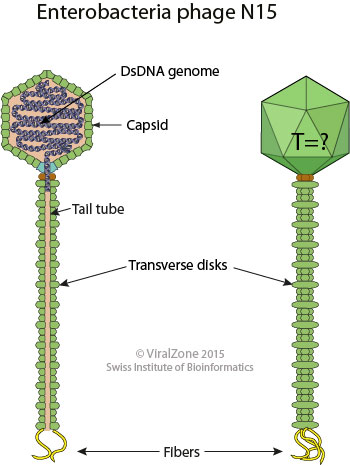
Schemazeichnung Enterobacteria-Phage N15, Gattung Ravinvirus (Querschnitt und Seitenansicht)

      - Schemazeichnung Enterobacteria-Phage N15, Gattung Ravinvirus (Querschnitt und Seitenansicht)Gattung Ravinvirus (früher N15virus, N15likevirus, N15-ähnliche Viren),[110] nicht-isometrisches Kapsid
        - Spezies Ravinvirus N15 (Escherichia-Virus N15), mit Escherichia-Phage N15 alias Enterobacteria-Phage N15
        - Spezies „Enterobacteria phage Phi80“ („Enterobacteria-Phage Phi80“, alias „Enterobacteria phage Lula/phi80“, Vorschlag) mit Phage φ80[9] – unterscheide: Yersinia-Phage phi80-18 (Autographiviridae: Pokrovskaiavirus) und Staphylococcus-Phage 80 (Azeredovirinae: Phietavirus)
        - Spezies „Yersinia phage PY54“ („Yersinia-Phage PY54“ alias „Bacteriophage PY54“, „Yersinia enterocolitica phage PY54“, Vorschlag)[111][112][113]

      - ohne zugewieene Gattung
        - Spezies „Klebsiella phage phiKO2“ („Klebsiella-Phage phiKO2“), mit Phage φKO2[114][115][116]

      - Spezies „Klebsiella phage NAR688“ („Klebsiella-Phage NAR688“), mit Klebsiella-Phage GTai-2021a[109][117][118]

    - ohne zugewiesene Unterfamilie oder Klade/Gruppe
      - Gattung Abbeymikolonvirus
        - Spezies Abbeymikolonvirus abbeymikolon, mit Streptomyces-Phage AbbeyMikolon

      - Gattung Agmunavirus
        - Spezies Agmunavirus AGM1, mit Brevibacterium-Phage AGM1

      - Gattung Aguilavirus
        - Spezies Aguilavirus mEp043, mit Enterobacteria-Phage mEp043 c-1
        - Spezies Aguilavirus mEp213, mit Enterobacterial-Phage mEp213

      - Gattung Alachuavirus
        - Spezies Alachuavirus Xp15, mit Xanthomonas-Phage Xp15

      - Gattung Alegriavirus
        - Spezies Alegriavirus av2B8, mit Escherichia-Phage 2B8

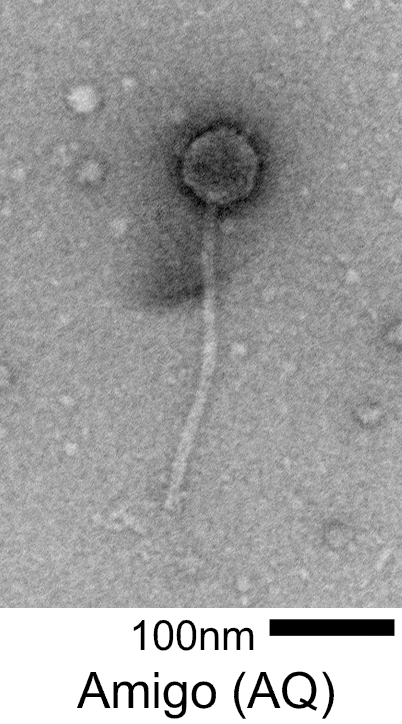
EM-Aufnahme: Virion von Arthrobacter-Phage KitKat

      - EM-Aufnahme: Virion von Arthrobacter-Phage KitKatGattung Amigovirus (im PahgesDB-Cluster AQ)
        - Spezies Amigovirus amigo, mit Arthrobacter-Phage Amigo
        - Spezies Amigovirus molivia, mit Arthrobacter-Phage Molivia

      - Gattung Anatolevirus
        - Spezies Anatolevirus anatole, mit Propionibacterium-Phage Anatole
        - Spezies Anatolevirus B3, mit Propionibacterium-Phage B3

      - Gattung Andrewvirus
        - Spezies Andrewvirus andrew, mit Arthrobacter-Phage Andrew

      - Gattung Appavirus
        - Spezies Appavirus appa, mit Microbacterium-Phage Appa

      - Gattung Apricotvirus – Wirte: Bakterien-Gattung Gordonia
        - Spezies Apricotvirus apricot, mit Gordonia-Phage Apricot

      - Gattung Arawnvirus
        - Spezies Arawnvirus arawn, mit Butyrivibrio-Phage Arawn

      - Gattung Armstrongvirus
        - Spezies Armstrongvirus armstrong, mit Microbacterium-Phage Armstrong

      - Gattung Ashduovirus
        - Spezies Ashduovirus A2, mit Lactobacillus-Phage A2

      - Gattung Atraxavirus
        - Spezies Atraxavirus atraxa, mit Arthrobacter-Phage Atraxa
        - Spezies „Arthrobacter phage Sputnik“ – zu unterscheiden Mimivirus-dependent virus Sputnik, einem Virophagen

      - Gattung Attisvirus (9 Spezies) – Wirte: Bakterien-Gattung Gordonia
        - Spezies Attisvirus attis, mit Gordonia-Phage Attis
        - Spezies Attisvirus sahara, mit Gordonia-Phage Sahara
        - Spezies …

      - Gattung Attoomivirus
        - Spezies Attoomivirus attoomi, mit Streptomyces-Phage Attoomi

      - Gattung Audreyjarvisvirus (7 Spezies)
        - Spezies Audreyjarvisvirus av949, mit Lactococcus-Phage 949
        - Spezies …

      - Gattung Austintatiousvirus
        - Spezies Austintatiousvirus austintatious, mit Streptomyces-Phage Austintatious
        - Spezies Austintatiousvirus ididsumtinwong, mit Streptomyces-Phage Ididsumtinwong
        - Spezies Austintatiousvirus papayasalad, mit Streptomyces-Phage PapayaSalad

      - Gattung Bantamvirus – Wirte: Bakterien-Gattung Gordonia
        - Spezies Bantamvirus bantam, mit Gordonia-Phage Bantam

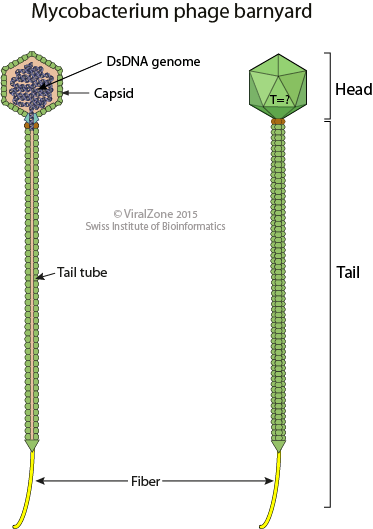
Schemazeichnung Mycobacterium-Phage Barnyard, Gattung Barnyardvirus (Querschnitt und Seitenansicht)

      - Schemazeichnung Mycobacterium-Phage Barnyard, Gattung Barnyardvirus (Querschnitt und Seitenansicht)Gattung Barnyardvirus (früher Barnyardlikevirus)[119]
        - Spezies Barnyardvirus barnyard (Mycobacterium-Virus Barnyard), mit Mycobacterium-Phage Barnyard (alias barnyard)
        - Spezies Barnyardvirus drlupo (Mycobacterium-Virus DrLupo), mit Mycobacterium-Phage DrLupo

      - Gattung Beceayunavirus
        - Spezies Beceayunavirus BceA1, mit Bacillus-Phage BceA1

      - Gattung Behunavirus
        - Spezies Behunavirus BH1, mit Lactobacillus-Phage BH1

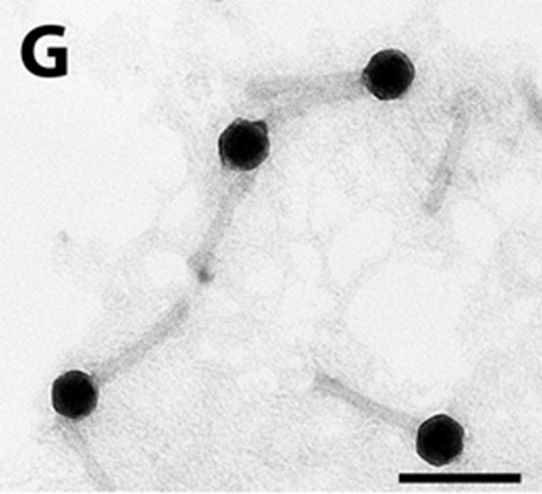
TEM-Aufnahme von Gordonia-Phage GMA6, Spezies Bendigovirus GMA6. Balken: 50 nm

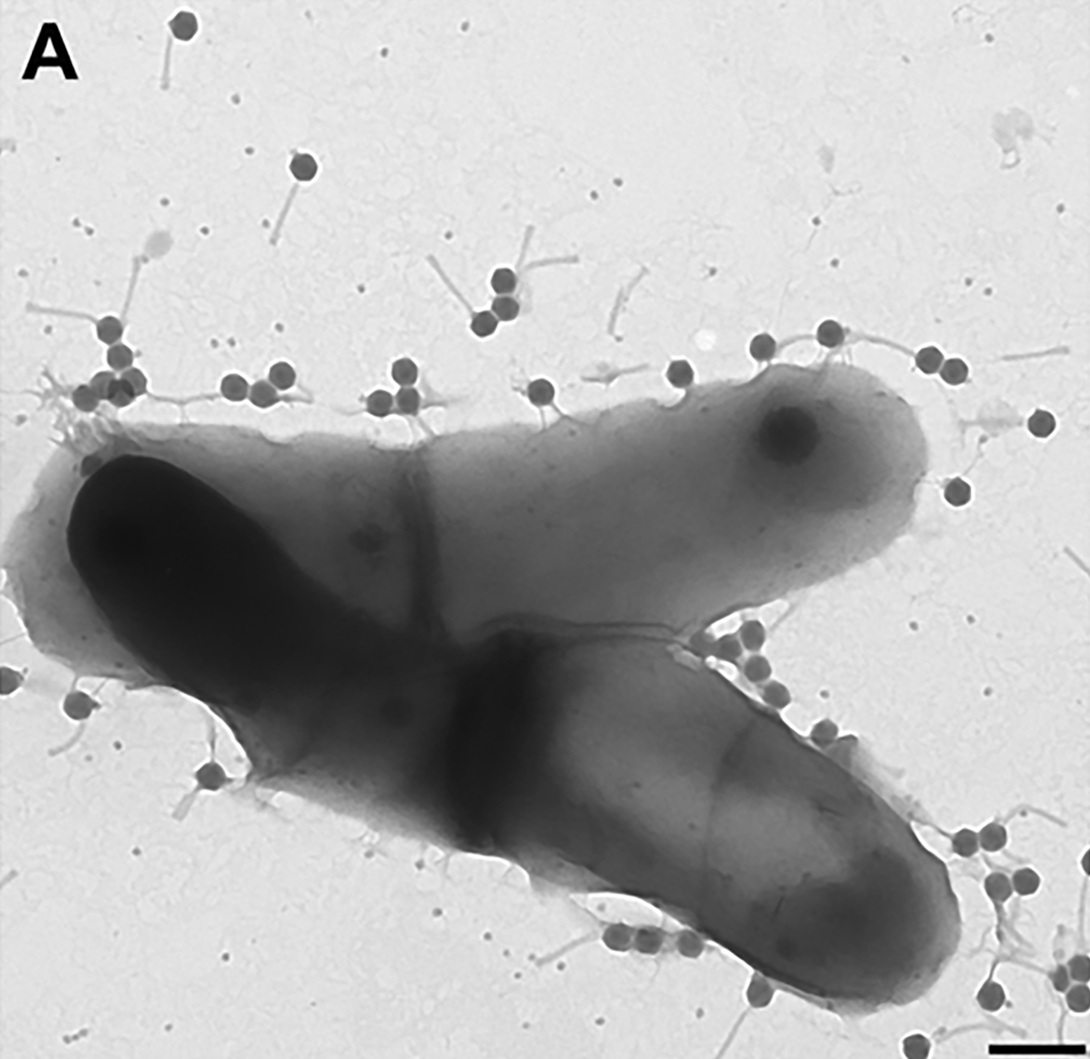
TEM-Aufnahme von Partikeln des Gordonia-Phagen GMA6 (Spezies Bendigovirus GMA6) auf Zellen des Wirtsbakteriums Gordonia malaquae (Stamm CON67). Balken: 200 nm

      - TEM-Aufnahme von Gordonia-Phage GMA6, Spezies Bendigovirus GMA6. Balken: 50 nmTEM-Aufnahme von Partikeln des Gordonia-Phagen GMA6 (Spezies Bendigovirus GMA6) auf Zellen des Wirtsbakteriums Gordonia malaquae (Stamm CON67). Balken: 200 nmGattung Bendigovirus – Wirte: Bakterien-Gattung Gordonia
        - Spezies Bendigovirus GMA6 (Gordonia-Virus GMA6), mit Gordonia-Phage GMA6

      - Gattung Bernalvirus (früher Bernal13virus)
        - Spezies Bernalvirus bernal13, mit Mycobacterium-Phage Bernal13
        - Spezies Bernalvirus mendokysei, mit Mycobacterium-Phage Mendokysei

      - Gattung Betterkatzvirus – Wirte: Bakterien-Gattung Gordonia
        - Spezies Betterkatzvirus betterkatz, mit Gordonia-Phage BetterKatz

      - Gattung Bievrevirus
        - Spezies Bievrevirus bv4A7, mit Escherichia-Phage 4A7

      - Gattung Bingvirus
        - Spezies Bingvirus bing, mit Streptomyces-Phage Bing

      - Gattung Bowservirus – Wirte: Bakterien-Gattung Gordonia
        - Spezies Bowservirus bowser, mit Gordonia-Phage Bowser

      - Gattung Bridgettevirus (5 Spezies)
        - Spezies Bridgettevirus bridgette, mit Arthrobacter-Phage Bridgette
        - Spezies Bridgettevirus constance, mit Arthrobacter-Phage Constance
        - Spezies Bridgettevirus eileen, mit Arthrobacter-Phage Eileen
        - Spezies …

      - Gattung Britbratvirus – Wirte: Bakterien-Gattung Gordonia
        - Spezies Britbratvirus britbrat, mit Gordonia-Phage BritBrat

      - Gattung Camtrevirus
        - Spezies Camtrevirus BtCS33, mit Bacillus-Phage BtCS33
        - Spezies Camtrevirus CM3, mit Bacillus-Phage phiCM3
        - Spezies Camtrevirus S3501, mit Bacillus-Phage phIS3501

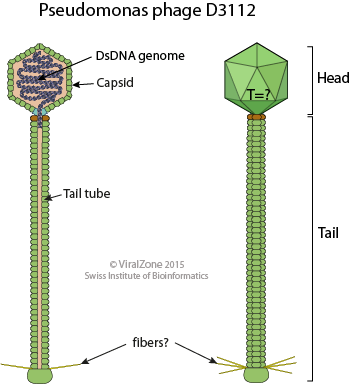
Schemazeichnung Pseudomonas-Phage D3112, Gattung Casadabanvirus (Querschnitt uns Deitenansicht)

      - Schemazeichnung Pseudomonas-Phage D3112, Gattung Casadabanvirus (Querschnitt uns Deitenansicht)Gattung Casadabanvirus (früher D3112virus, D3112likevirus, 24 Spezies)[120]
        - Spezies Casadabanvirus D3112 (Pseudomonas-Virus D3112), mit Pseudomonas-Phage D3112
        - Spezies Casadabanvirus spike, mit Pseudomonas-Phage Spike
        - Spezies …

      - Gattung Cbastvirus (früher Cba13unalikevirus)
        - Spezies Cbastvirus ST (Cellulophaga-Virus ST) mit Cellulophaga-Phage phiST, phi13:1 und phi19:2

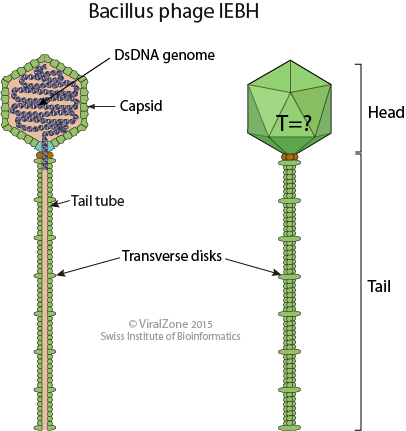
Schemazeichnung Bacillus-Phage IEBH, Gattung Cecivirus (Querschnitt und Seitenansicht)

      - Schemazeichnung Bacillus-Phage IEBH, Gattung Cecivirus (Querschnitt und Seitenansicht)Gattung Cecivirus (früher Iebhlikevirus; 2 Spezies)[121]
        - Spezies Cecivirus cv250 (Bacillus-Virus 250), mit Bacillus-Phage 250
        - Spezies Cecivirus IEBH (Bacillus-Virus IEBH), mit Bacillus-Phage IEBH

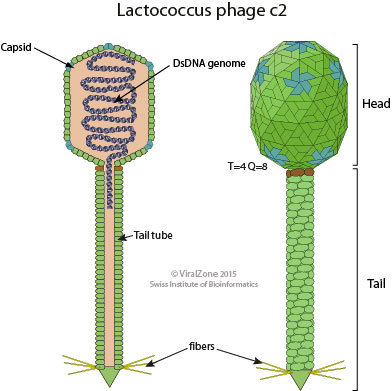
Schemazeichnung Lactococcus-Phagen c2, Gattung Ceduovirus (Querschnitt und Seitenansicht)

      - Schemazeichnung Lactococcus-Phagen c2, Gattung Ceduovirus (Querschnitt und Seitenansicht)Gattung Ceduovirus (früher C2virus, C2likevirus, C2-ähnliche Viren, C2-Gruppe;[101] 34 Spezies),[122] nicht-isometrisches Kapsid
        - Spezies Ceduovirus bIL67 (Lactococcus-Virus bIL67), mit Lactococcus-Phage bIL67
        - Spezies Ceduovirus c2 (Lactococcus-Virus c2), mit Lactococcus-Phage c2
        - Spezies …

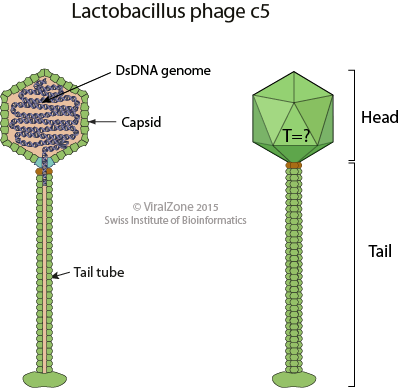
Schemazeichnung Lactobacillus-Phage c5, Gattung Cequinquevirus (Querschnitt und Seitenansicht)

      - Schemazeichnung Lactobacillus-Phage c5, Gattung Cequinquevirus (Querschnitt und Seitenansicht)Gattung Cequinquevirus (früher C5virus, C5likevirus, C5-ähnliche Viren, 6 Spezies)[123]
        - Spezies Cequinquevirus c5 (Lactobacillus-Virus c5), mit Lactobacillus-Phage c5
        - Spezies …

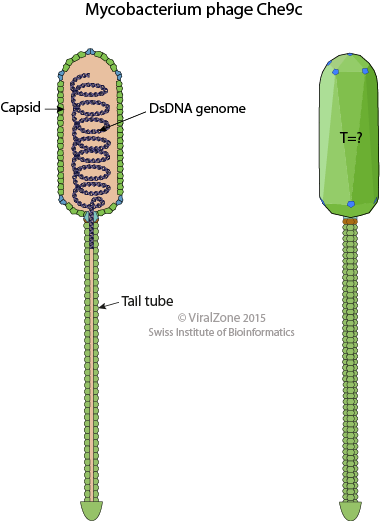
Schemazeichnung Mycobacterium-Phage Che9c, Gattung Chenonavirus, Querschnitt und Seitenansicht

      - Schemazeichnung Mycobacterium-Phage Che9c, Gattung Chenonavirus, Querschnitt und SeitenansichtGattung Chenonavirus (früher Che9cvirus, Che9clikevirus)[124]
        - Spezies Chenonavirus Che9c (Mycobacterium-Virus Che9c), mit Mycobacterium-Phage Che9c[56] im „Subcluster I2“
        - Spezies Chenonavirus sbash, mit Mycobacterium-Phage Sbash

      - Gattung Cimpunavirus
        - Spezies Cimpunavirus CMP1, mit Clavibacter-Phage CMP1

      - Gattung Cinunavirus
        - Spezies Cinunavirus CN1A, mit Clavibbacter-Phage CN1A

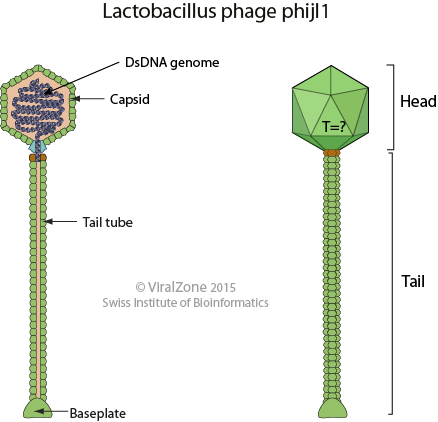
Schemazeichnung Lactobacillus-Phage phiJL-1, Gattung Coetzeevirus (Querschnitt und Seitenansicht)

      - Schemazeichnung Lactobacillus-Phage phiJL-1, Gattung Coetzeevirus (Querschnitt und Seitenansicht)Gattung Coetzeevirus (früher Phijl1virus, Phijlunalikevirus)[125]
        - Spezies Coetzeevirus ATCC8014, mit Lactobacillus-Phage ATCC 8014-B1
        - Spezies Coetzeevirus cIP1, mit Pediococcus-Phage cIP1
        - Spezies Coetzeevirus JL1 (Lactobacillus-Virus phiJL1), mit Lactobacillus-Phage phiJL-1 (alias phijl1)

      - Gattung Colunavirus
        - Spezies Colunavirus CL1, mit Lactobacillus-Phage CL1
        - Spezies Colunavirus CL2, mit Lactobacillus-Phage CL2
        - Spezies Colunavirus iLp1308, mit Lactobacillus-Phage iLp1308

      - Gattung Coralvirus
        - Spezies Coralvirus coral, mit Arthrobacter-Phage Coral
        - Spezies Coralvirus kepler, mit Arthrobacter-Phage Kepler

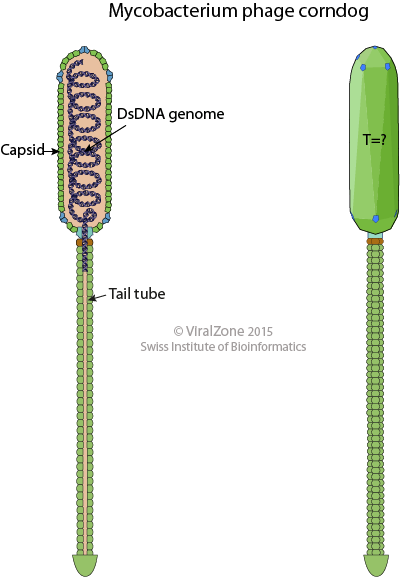
Schemazeichnung Mycobacterium-Phage Corndog, Gattung Corndogvirus (Querschnitt und Seitenansicht)

      - Schemazeichnung Mycobacterium-Phage Corndog, Gattung Corndogvirus (Querschnitt und Seitenansicht)Gattung Corndogvirus (früher Corndoglikevirus)[126]
        - Spezies Corndogvirus catdawg, mit Mycobacterium-Phage Catdawg
        - Spezies Corndogvirus corndog (Mycobacterium-Virus Corndog), mit Mycobacterium-Phage Corndog
        - Spezies Corndogvirus firecracker, mit Mycobacterium-Phage Firecracker (Exemplar) und Mycobacterium-Phage Dylan
        - Spezies Corndogvirus ryadel, mit Mycobacterium-Phage Ryadel

      - Gattung Coventryvirus (7 Spezies)
        - Spezies Coventryvirus SN8, mit Staphylococcus-Phage SN8
        - Spezies …

      - Gattung Cronusvirus
        - Spezies Cronusvirus cronus, mit Rhodobacter-Phage RcCronus

      - Gattung Cukevirus
        - Spezies Cukevirus cuke (Mycobacterium-Virus Cuke), mit Mycobacterium-Phage Cuke

      - Gattung Daredevilvirus – Wirte: Bakterien-Gattung Gordonia
        - Spezies Daredevilvirus daredevil, mit Gordonia-Phage DareDevil

      - Gattung Decurrovirus
        - Spezies Decurrovirus decurro, mit Arthrobacter-Phage Decurro

      - Gattung Delepquintavirus
        - Spezies Delepquintavirus DLP5, mit Stenotrophomonas-Phage vB_SmaS_DLP_5

      - Gattung Demosthenesvirus – Wirte: Bakterien-Gattung Gordonia
        - Spezies Demosthenesvirus demosthenes, mit Gordonia-Phage Demosthenes
        - Spezies Demosthenesvirus katyusha, mit Gordonia-Phage Katyusha

      - Gattung Deseoctovirus
        - Spezies Deseoctovirus C1, mit Escherichia-Phage C1[127][36][38]
        - Spezies Deseoctovirus DS8, mit Shigella-Phage DS8

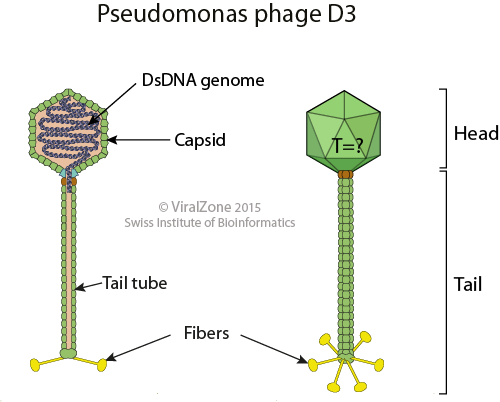
Schemazeichnung Pseudomonas-Phage D3 Gattung Detrevirus (Querschnitt und Seitenansicht)

      - Schemazeichnung Pseudomonas-Phage D3 Gattung Detrevirus (Querschnitt und Seitenansicht)Gattung Detrevirus (früher D3virus, D3likevirus)[128]
        - Spezies Detrevirus D3 (Pseudomonas-Virus D3), mit Pseudomonas-Phage D3
        - Spezies Detrevirus PMG1, mit Pseudomonas-Phage PMG1

      - Gattung Deurplevirus
        - Spezies Deurplevirus deeppurple, mit Bacillus-Phage Deep-Purple

      - Gattung Dhillonvirus (früher Hk578virus, Hk578likevirus; 49 Spezies)[129]
        - Spezies Dhillonvirus EP23, mit Shigella-Phage EP23
        - Spezies Dhillonvirus HK578 (Escherichia-Virus HK578), mit Escherichia-Phage HK578
        - Spezies Dhillonvirus maverick, mit Escherichia-Phage vB_Eco_Maverick
        - Spezies Dhillonvirus rolling, mit Escherichia-Phage rolling
        - Spezies Dhillonvirus sponge, mit Escherichia-Phage vB_EcoS_Sponge
        - Spezies Dhillonvirus welsh, mit Escherichia-Phage welsh
        - Spezies …

      - Gattung Dinavirus
        - Spezies Dinavirus dina, mit Ralstonia-Phage Dina

      - Gattung Dismasvirus
        - Spezies Dismasvirus dismas, mit Microbacterium-Phage Dismas

      - Gattung Doucettevirus (4 Spezies)
        - Spezies Doucettevirus doucette, mit Propionibacterium-Phage Doucette
        - Spezies …

      - Gattung Edenvirus
        - Spezies Edenvirus eden, mit Microbacterium-Phage Eden

      - TEM-Aufnahme eines Partikels von Enterococcus-Phage SFQ1, vorgeschlagenes Mitglied der Gattung Efquatrovirus.[130]Genomkarte von Enterococcus-Phage SFQ1[130]Gattung Efquatrovirus (14 Spezies)

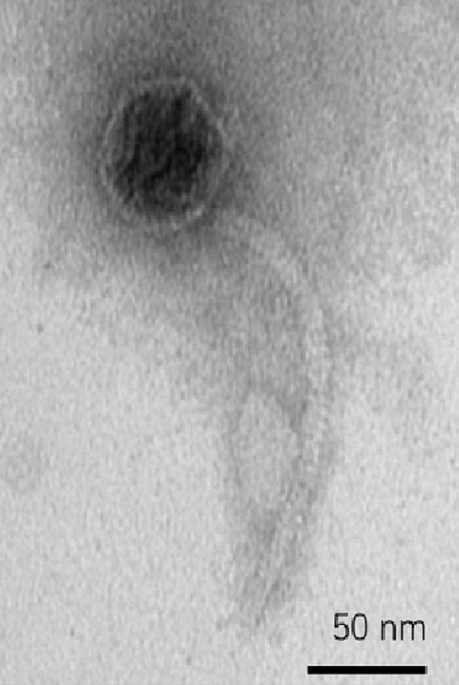
TEM-Aufnahme eines Partikels von Enterococcus-Phage SFQ1, vorgeschlagenes Mitglied der Gattung Efquatrovirus.

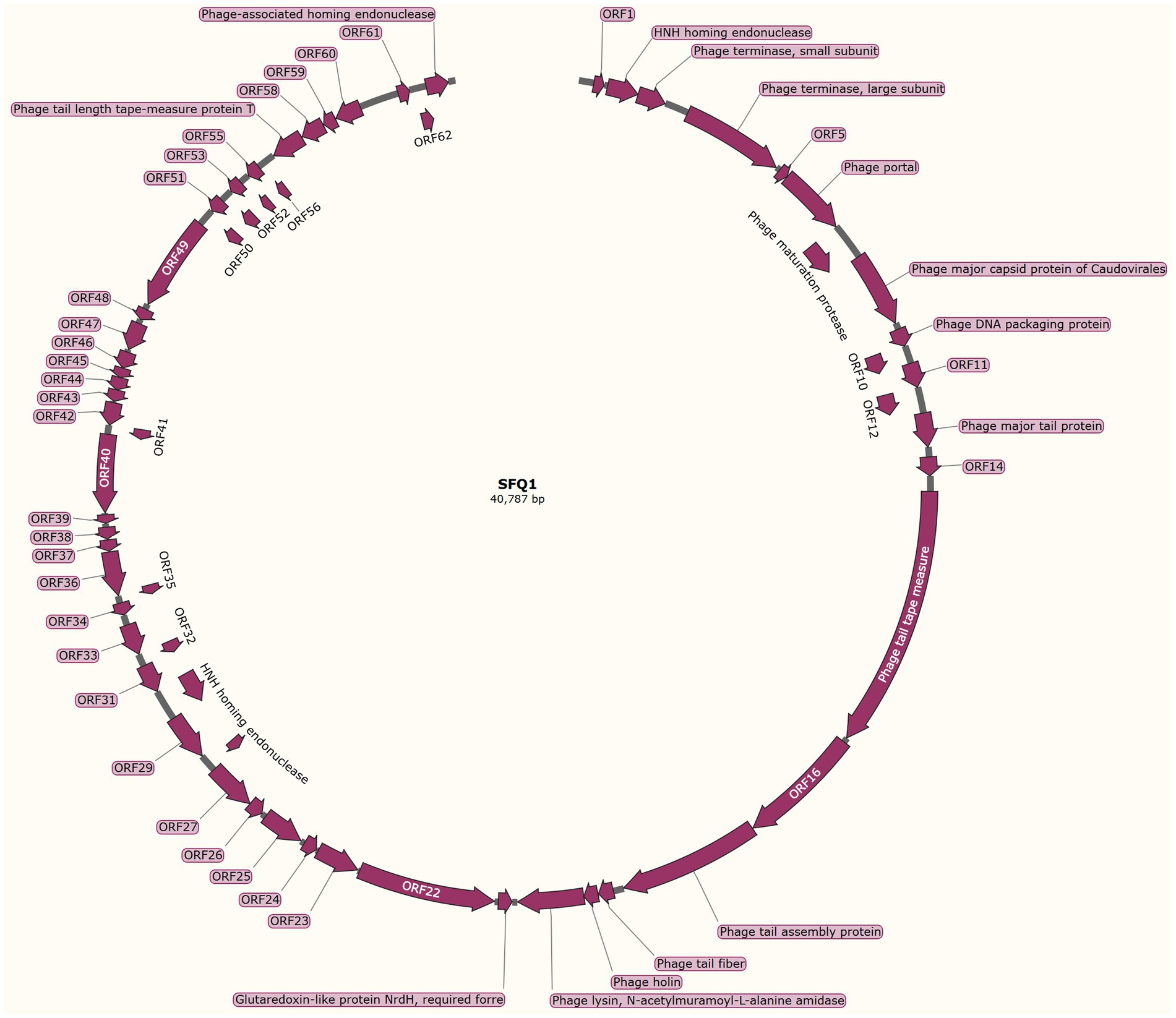
Genomkarte von Enterococcus-Phage SFQ1

        - Spezies Efquatrovirus AL2, mit Enterococcus-Phage vB_EfaS_AL2
        - Spezies Efquatrovirus AL3, mit Enterococcus-Phage vB_EfaS_AL3[130]
        - Spezies Efquatrovirus EF3, mit Enterococcus-Phage IME_EF3
        - Spezies Efquatrovirus EF4, mit Enterococcus-Phage IME-EF4
        - Spezies Efquatrovirus LY0322, mit Enterococcus-Phage LY0322[130]
        - Species Efquatrovirus SHEF2, mit Enterococcus-Phage phiSHEF2
        - Species Efquatrovirus SHEF4, mit Enterococcus-Phage phiSHEF4[130]
        - Species Efquatrovirus SHEF5, mit Enterococcus-Phage phiSHEF5[130]
        - Spezies …
        - Spezies „Enterococcus-Phage EFRM31“, mit Enterococcus faecalis bacteriophage EFRM31[130]
        - Spezies „Enterococcus-Phage SFQ01“, mit Enterococcus-Phage SFQ1[130]
        - Spezies „Enterococcus-Phage vB_EfaS-271“[130]
        - Spezies „Enterococcus-Phage vB_Efa29212_2e“[130]
        - Spezies „…“

      - Gattung Eiauvirus
        - Spezies Eiauvirus eiAU, mit Edwardsiella-Phage eiAU

      - Gattung Eisenstarkvirus
        - Spezies Eisenstarkvirus L7 (Xanthomonas-Virus PhiL7), mit Xanthomonas-Phage phiL7

      - Gattung Elerivirus
        - Spezies Elerivirus eleri, mit Microbacterium-Phage Eleri

      - Gattung Emalynvirus (4 Spezies) – Wirte: Bakterien-Gattung Gordonia
        - Spezies Emalynvirus emalyn, mit Gordonia-Phage Emalyn
        - Spezies …

      - Gattung Eyrevirus – Wirte: Bakterien-Gattung Gordonia
        - Spezies Eyrevirus eyre, mit Gordonia-Phage Eyre

      - Gattung Fairfaxidumvirus – Wirte: Bakterien-Gattung Gordonia
        - Spezies Fairfaxidumvirus fairfaxidum, mit Gordonia-Phage Fairfaxidum
        - Spezies Fairfaxidumvirus toast, mit Gordonia-Phage Toast
        - Spezies Fairfaxidumvirus william, mit Gordonia-Phage William

      - Gattung Farahnazvirus
        - Spezies Farahnazvirus ISF9, mit Microbacterium vB_MoxS-ISF9

      - Gattung Fattrevirus
        - Spezies Fattrevirus AT3, mit Lactobacillus-Phage PhiAT3

      - Gattung Feofaniavirus
        - Spezies Feofaniavirus Eho49, mit Erwinia-Phage vB_EhrS_49
        - Spezies Feofaniavirus Eho59, mit Erwinia-Phage vB_EhrS_59

      - Gattung Fernvirus (früher Sitaravirus; 18 Spezies)
        - Spezies Fernvirus BN12 (Paenibacillus-Virus BN12), mit Paenibacillus-Phage PN12
        - Spezies Fernvirus diva (Paenibacillus-Virus Diva), mit Paenibacillus-Phage Diva
        - Spezies Fernvirus eltigre (Paenibacillus-Virus Eltigre), mit Paenibacillus-Phage Eltigre
        - Spezies Fernvirus fern (Paenibacillus-Virus Fern),[59] mit Paenibacillus-Phage Fern und Paenibacillus-Phage Willow
        - Spezies Fernvirus Hb10c2 (Paenibacillus-Virus Hb10c2), mit Paenibacillus-Phage HB10c2
        - Spezies Fernvirus jacopo (Paenibacillus-Virus Jacopo), mit Paenibacillus-Phage Jacopo
        - Spezies Fernvirus kawika (Paenibacillus-Virus Kawika), mit Paenibacillus-Phage Kawika
        - Spezies Fernvirus leyra (Paenibacillus-Virus Leyra), mit Paenibacillus-Phage Leyra
        - Spezies Fernvirus likha (Paenibacillus-Virus Likha), mit Paenibacillus-Phage Likha
        - Spezies Fernvirus lucielle (Paenibacillus-Virus Lucielle), mit Paenibacillus-Phage Lucielle
        - Spezies Fernvirus P123 (Paenibacillus-Virus P123), mit Paenibacillus-Phage phiIBB_P123
        - Spezies Fernvirus pagassa (Paenibacillus-Virus Pagassa), mit Paenibacillus-Phage Pagassa
        - Spezies Fernvirus PBL1c (Paenibacillus-Virus PBL1c), mit Paenibacillus-Phage PBL1c
        - Spezies Fernvirus rani (Paenibacillus-Virus Rani), mit Paenibacillus-Phage Rani
        - Spezies Fernvirus shelly (Paenibacillus-Virus Shelly), mit Paenibacillus-Phage Shelly
        - Spezies Fernvirus sitara (Paenibacillus-Virus Sitara), mit Paenibacillus-Phage Sitara
        - Spezies Fernvirus tadhana (Paenibacillus-Virus Tadhana), mit Paenibacillus-Phage Tadhana
        - Spezies Fernvirus yyerffej (Paenibacillus-Virus Yyerffej), mit Paenibacillus-Phage Yyerffej

      - Gattung Fibralongavirus
        - Spezies Fibralongavirus fv2638A, mit Staphylococcus-Phage 2638A
        - Spezies Fibralongavirus QT1, mit Staphylococcus-Phage vB_SpsS_QT1

      - Gattung Fowlmouthvirus
        - Spezies Fowlmouthvirus fowlmouth, mit Mycobacterium-Phage Fowlmouth

      - Gattung Franklinbayvirus
        - Spezies Franklinbayvirus fv9A, mit Colwellia-Phage 9A

      - Gattung Fremauxvirus
        - Spezies Fremauxvirus CHPC971, mit Lactococcus-Phage CHPC971
        - Spezies Fremauxvirus fv1706, mit Lactococcus-Phage 1706

      - Gattung Gaiavirus
        - Spezies Gaiavirus gaia, mit Mycobacterium-Phage Gaia

      - EM-Aufnahme: Virion von Arthrobacter-Phage GalaxyGattung Galaxyvirus

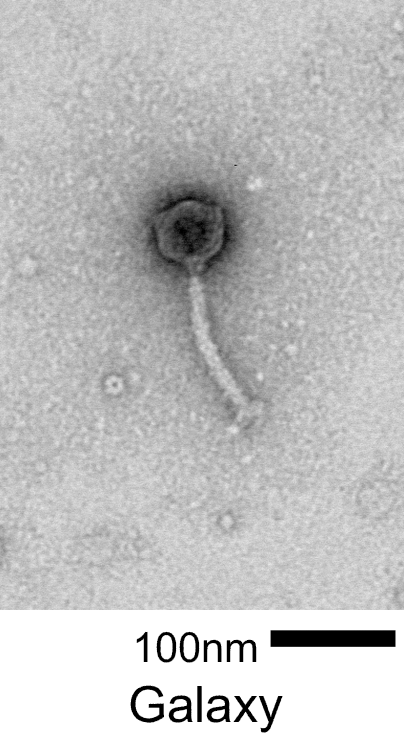
EM-Aufnahme: Virion von Arthrobacter-Phage Galaxy

        - Spezies Galaxyvirus abidatro, mit Arthrobacter-Phage Abidatro
        - Spezies Galaxyvirus galaxy, mit Arthrobacter-Phage Galaxy

      - Gattung Galunavirus – Wirte: Bakterien-Gattung Gordonia
        - Spezies Galunavirus GAL1 (Gordonia-Virus GAL1), mit Gordonia-Phage GAL1

      - Gattung Gamtrevirus – Wirte: Bakterien-Gattung Gordonia
        - Spezies Gamtrevirus GMA3 (Gordonia-Virus GMA3), mit Gordonia-Phage GMA3

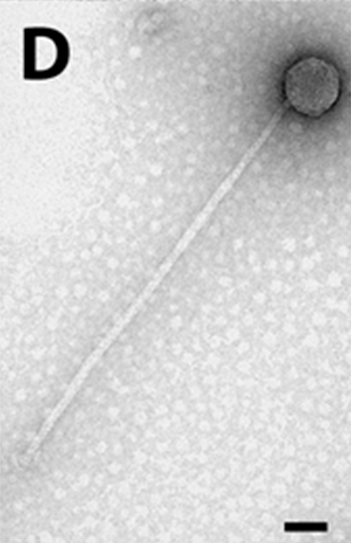
TEM-Aufnahme von Gordonia-Phage GMA7, Spezies Getseptimavirus GMA7. Balken: 50 nm

      - TEM-Aufnahme von Gordonia-Phage GMA7, Spezies Getseptimavirus GMA7. Balken: 50 nmGattung Getseptimavirus – Wirte: Bakterien-Gattung Gordonia
        - Spezies Getseptimavirus GMA7, mit Gordonia-Phage GMA7
        - Spezies Getseptimavirus GTE7 (Gordonia-Virus GTE7), mit Gordonia-Phage GTE7

      - Gattung Ghobesvirus – Wirte: Bakterien-Gattung Gordonia
        - Spezies Ghobesvirus ghobes (Gordonia-Virus Ghobes), mit Gordonia-Phage Ghobes

      - Gattung Gilesvirus
        - Spezies Gilesvirus giles, mit Mycobacterium-Phage Giles

      - Gattung Gillianvirus
        - Spezies Gillianvirus oneinagillian, mit Microbacterium-Phage OneinaGillian

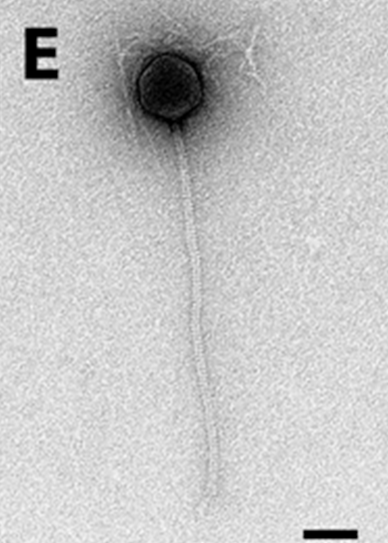
TEM-Aufnahme von Gordonia-Phage GMA2, Spezies Gimaduovirus GMA2. Balken: 50 nm

      - TEM-Aufnahme von Gordonia-Phage GMA2, Spezies Gimaduovirus GMA2. Balken: 50 nmGattung Gimaduovirus
        - Spezies Gimaduovirus GMA2, mit Gordonia-Phage GMA2

      - Gattung Glaedevirus
        - Spezies Glaedevirus gv2H10, mit Escherichia-Phage 2H10

      - Gattung Godonkavirus
        - Spezies Godonkavirus godonK, mit Gordonia-Phage GodonK
        - Spezies Godonkavirus phendrix, mit Gordonia-Phage Phendrix

      - Gattung Goodmanvirus
        - Spezies Goodmanvirus goodman, mit Microbacterium-Phage Goodman

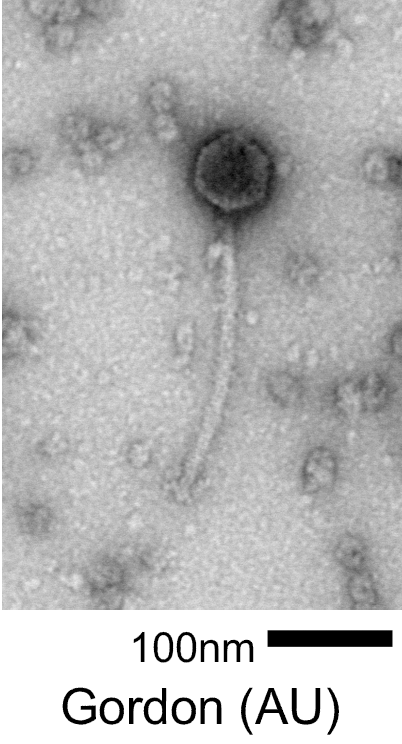
EM-Aufnahme: Virion von Arthrobacter-Phage Gordon

      - EM-Aufnahme: Virion von Arthrobacter-Phage GordonGattung Gordonvirus (13 Spezies, im PhagesDB-Cluster AU)
        - Spezies Gordonvirus captnmurica (Arthrobacter-Virus Captnmurica), mit Arthrobacter-Phage CaptnMurica
        - Spezies Gordonvirus gordon (Arthrobacter-Virus Gordon), mit Arthrobacter-Phage Gordon
        - Spezies …

      - Gattung Gordtnkvirus – Wirte: Bakterien-Gattung Gordonia
        - Spezies Gordtnkvirus gordtnk2 (Gordonia-Virus GordTnk2), mit Gordonia-Phage GordTnk2

      - Gattung Gorganvirus
        - Spezies Gorganvirus isfahan (Proteus-Virus Isfahan), mit Proteus-Phage vB_PmiS-Isfahan

      - Gattung Gorjumvirus – Wirte: Bakterien-Gattung Gordonia
        - Spezies Gorjumvirus jumbo (Gordonia-Virus Jumbo), mit Gordonia-Phage Jumbo

      - Gattung Gustavvirus – Wirte: Bakterien-Gattung Gordonia
        - Spezies Gustavvirus gustav (Gordonia-Virus Gustav), mit Gordonia-Phage Gustav
        - Spezies Gustavvirus mahdia (Gordonia-Virus Mahdia), mit Gordonia-Phage Mahdia

      - TEM-Aufnahme von Gordonia-Phage GMA5, Spezies Grutrevirus GMA5. Balken: 50 nmTEM-Aufnahme von Gordonia-Phage GRU3, Spezies Grutrevirus GRU3. Balken: 50 nmGattung Grutrevirus

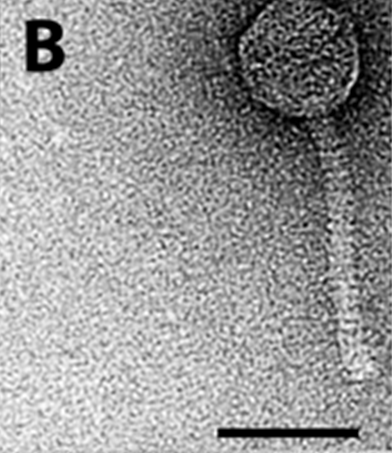
TEM-Aufnahme von Gordonia-Phage GMA5, Spezies Grutrevirus GMA5. Balken: 50 nm

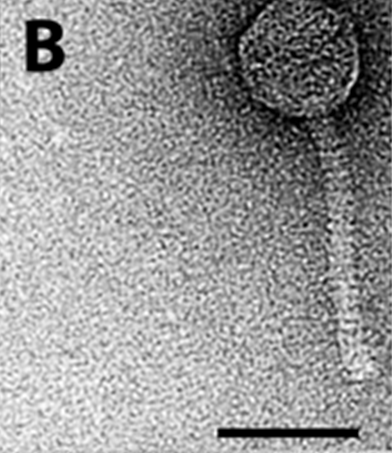
TEM-Aufnahme von Gordonia-Phage GRU3, Spezies Grutrevirus GRU3. Balken: 50 nm

        - Spezies Grutrevirus GMA5, mit Gordonia-Phage GMA5
        - Spezies Grutrevirus GRU3, mit Gordonia-Phage GRU3

      - Gattung Halcyonevirus (früher Trippvirus, 5 Spezies)
        - Spezies Halcyonevirus halcyone, mit Paenibacillus-Phage Halcyone
        - Spezies …

      - Gattung Hattifnattvirus
        - Spezies Hattifnattvirus hattifnatt, mit Flavobacterium-Phage vB_FspS_hattifnatt9-1

      - Gattung Hedwigvirus
        - Spezies Hedwigvirus hedwig, mit Gordonia-Phage Hedwig

      - Gattung Helsingorvirus (früher Cba181virus, Cba18unalikevirus, 3 Spezies)[131]
        - Spezies Helsingorvirus Cba121 (Cellulophaga-Virus Cba121), mit Cellulophaga-Phage phi12:1 und Cellulophaga-Phage phi12:3
        - Spezies Helsingorvirus Cba171 (Cellulophaga-Virus Cba171), mit Cellulophaga-Phage phi17:1
        - Spezies Helsingorvirus Cba181 (Cellulophaga-Virus Cba181), mit Cellulophaga-Phage phi18:1 und Cellulophaga-Phage phi18:2

      - Gattung Hiyaavirus
        - Spezies Hiyaavirus hiyaa, mit Streptomyces-Phage Hiyaa

      - Gattung Hnatkovirus
        - Spezies Hnatkovirus DS6A (Mycobacterium-Virus DS6A), mit Mycobacterium-Phage DS6A

      - Gattung Holosalinivirus
        - Spezies Holosalinivirus M1EM1 (Salinibacter-Virus M1EM1), mit Salinibacter-Phage M1EM-1 – Wirt: Salinibacter ruber[132][133]
        - Spezies Holosalinivirus M8CR302 (Salinibacter-Virus M8CR30-2, inkl. Salinibacter-Virus M8CR30-4), mit Salinibacter-Phage M8CR30-2 und Salinibacter-Phage M8CR30-4 – Wirt: Salinibacter ruber[132][133]

      - Gattung Homburgvirus (früher P70virus; 5 Spezies)
        - Spezies Homburgvirus P70 (Listeria-Virus P70), mit Listeria-Phage P70
        - Spezies …

      - Gattung Hubeivirus
        - Spezies Hubeivirus MY192, mit Bacillus-Phage vB_BceS-MY192
        - Spezies Hubeivirus PfEFR4, mit Bacillus-Phage PfEFR-4

      - Gattung Iaduovirus
        - Spezies Iaduovirus iA2, mit Lactobacillus-Phage iA2

      - Gattung Ikedavirus
        - Spezies Ikedavirus phi673, mit Corynebacterium-Phage phi673
        - Spezies Ikedavirus phi674, mit Corynebacterium-Phage phi674

      - Gattung Ilzatvirus (5 Spezies)
        - Spezies Ilzatvirus hamlet, mit Microbacterium-Phage Hamlet
        - Spezies Ilzatvirus ilzat, mit Microbacterium-Phage Ilzat
        - Spezies …
        - Spezies „Microbacterium-Phage ChickenKing“ („Microbacterium-Phage ChickenKing“)[134]
        - Spezies „…“

      - Gattung Incheonvirus (teilw. als Incheonvrus – ohne ‚i‘ – verschrieben, ehem. P12002virus)
        - Spezies Incheonvirus P12002L (Polaribacter-Virus P12002L, teilw. als Incheonvrus P12002L – ohne ‚i‘ – verschrieben), mit Polaribacter-Phage P12002L
        - Spezies Incheonvirus P12002S (Polaribacter-Virus P12002S, teilw. als Incheonvrus P12002S – ohne ‚i‘ – verschrieben), Polaribacter-Phage P12002S

      - Gattung Indlulamithivirus
        - Spezies Indlulamithivirus indlulamithi, mit Mycobacterium-Phage Indlulamithi

      - Gattung Inhavirus (früher P12024virus)
        - Spezies Inhavirus P12024L (Nonlabens-Virus P12024L), mit Nonlabens-Phage P12024S
        - Spezies Inhavirus P12024S (Nonlabens-Virus P12024S), mit Nonlabens-Phage P12024S

      - Gattung Jacevirus
        - Spezies Jacevirus jace, mit Gordonia-Phage Jace

      - Gattung Jarrellvirus
        - Spezies Jarrellvirus BCAJ1, mit Bacillus-Phage BCASJ1c

      - Gattung Jenstvirus
        - Spezies Jenstvirus jenst, mit Brevibacillus-Phage Jenst

      - Gattung Jouyvirus
        - Spezies Jouyvirus ev017, mit Escherichia-Phage ev017
        - Spezies Jouyvirus ev207, mit Escherichia-Phage ev207
        - Spezies Jouyvirus jv1H12, mit Escherichia-Phage 1H12

      - Gattung Juiceboxvirus
        - Spezies Juiceboxvirus juicebox, mit Corynebacterium-Phage Juicebox

      - Gattung Junavirus
        - Spezies Junavirus J1, mit Lactobacillus-Phage J-1
        - Spezies Junavirus LJ, mit Lactobacillus-Phage LJ
        - Spezies Junavirus PL1, mit Lactobacillus-Phage PL-1

      - Gattung Kairosalinivirus
        - Spezies Kairosalinivirus M31CR412 (Salinibacter-Virus M31CR41-2), mit Salinibacter-Phage M31CR41-2 – Wirt: Salinibacter sp.[133]
        - Spezies Kairosalinivirus SRUTV1 (Salinibacter-Virus SRUTV1), mit Salinibacter-Phage SRUTV-1 – Wirt: Salinibacter sp.[135][133]

      - Gattung Kamchatkavirus
        - Spezies Kamchatkavirus AP45, mit Aeribacillus-Phage AP45

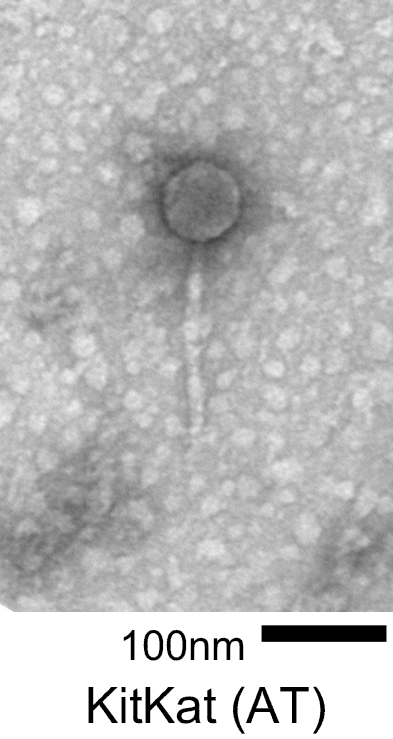
EM-Aufnahme: Virion von Arthrobacter-Phage KitKat

      - EM-Aufnahme: Virion von Arthrobacter-Phage KitKatGattung Kelleziovirus (im PhagesDB-Cluster AT)
        - Spezies Kelleziovirus kellezzio, mit Arthrobacter-Phage KellEzio
        - Spezies Kelleziovirus kitkat, mit Arthrobacter-Phage Kitkat

      - Gattung Klementvirus
        - Spezies Klementvirus CP1, mit Xanthomonas-Phage CP1

      - Gattung Knuthellervirus
        - Spezies Knuthellervirus PMBT14, mit Pseudomonas-Phage PMBT14

      - Gattung Kojivirus
        - Spezies Kojivirus golden, mit Microbacterium-Phage Golden
        - Spezies Kojivirus koji, mit Microbacterium-Phage Koji

      - Gattung Konstantinevirus
        - Spezies Konstantinevirus konstantine, mit Mycobacterium-Phage Konstantine
        - Spezies „Mycobacterium phage Cborch11“[136]
        - Spezies „Mycobacterium phage Damien“[137]
        - Spezies „Mycobacterium phage Oaker“[138]
        - Spezies „Mycobacterium phage Phreeze“[139]
        - Spezies „Mycobacterium phage Thumb“[140]

      - Gattung Korravirus (22 Spezies)
        - Spezies Korravirus korra, mit Arthrobacter-Phage Korra
        - Spezies …

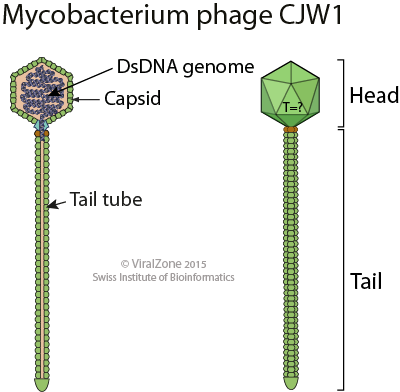
Schemazeichnung Mycobacterium-Phage CJW1, Gattung Kostyavirus (Querschnitt und Seitenansicht)

      - Schemazeichnung Mycobacterium-Phage CJW1, Gattung Kostyavirus (Querschnitt und Seitenansicht)Gattung Kostyavirus (früher Cjw1virus, Cjwunalikevirus; 9 Spezies)[141]
        - Spezies Kostyavirus CJW1 (Mycobacterium-Virus CJW1), mit Mycobacterium-Phage CJW1
        - Spezies Kostyavirus kostya, mit Mycobacterium-Phage Kostya

      - Gattung Krampusvirus
        - Spezies Krampusvirus krampus, mit Microbacterium-Phage Krampus

      - Gattung Kryptosalinivirus
        - Spezies Kryptosalinivirus M8CC19 (Salinibacter-Virus M8CC19), mit Salinibacter-Phage M8CC-19 – Wirt: Salinibacter ruber[132][133]
        - Spezies Kryptosalinivirus M8CRM1 (Salinibacter-Virus M8CRM1) – Wirt: Salinibacter ruber[132][133]

      - Gattung Kuleanavirus
        - Spezies Kuleanavirus kuleana, mit Arthrobacter-Phage Kuleana

      - Gattung Lacnuvirus
        - Spezies Lacnuvirus LcNu, mit Lactobacillus-Phage Lc-Nu

      - Gattung Lafunavirus
        - Spezies Lafunavirus LF1, mit Lactobacillus-Phage LF1

      - Gattung Lanavirus
        - Spezies Lanavirus lana, mit Pseudomonas-Phage Lana

      - Gattung Larmunavirus
        - Spezies Larmunavirus Lrm1, mit Lactobacillus-Phage Lrm1

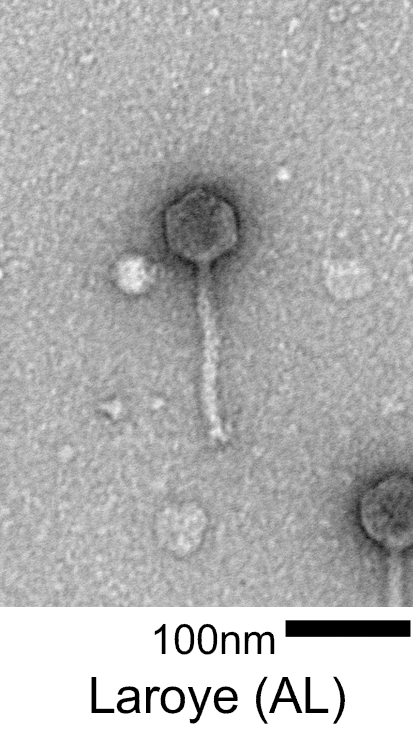
EM-Aufnahme: Virion von Arthrobacter-Phage Laroye

      - EM-Aufnahme: Virion von Arthrobacter-Phage LaroyeGattung Laroyevirus (4 Spezies, im PhagesDB-Cluster AL)
        - Spezies Laroyevirus laroye, mit Arthrobacter-Phage Laroye
        - Spezies …

      - Gattung Latrobevirus
        - Spezies Latrobevirus FNU1, mit Fusobacterium-Phage FNU1

      - Gattung Leicestervirus
        - Spezies Leicestervirus CD111, mit Clostridium-Phage phiCD111
        - Spezies Leicestervirus CD146, mit Clostridium-Phage phiCD146
        - Spezies Leicestervirus CD382, mit Clostridium-Phage phiCD38-2

      - Gattung Lentavirus (wohl zu unterscheiden von Lentivirus! d. h. Lentiviren)
        - Spezies Lentavirus PMBT5, mit Eggerthella-Phage PMBT5

      - Gattung Lillamyvirus (6 Spezies)
        - Spezies Lillamyvirus lillamy, mit Flavobacterium-Phage vB_FspS_lillamy9-1
        - Spezies …

      - Gattung Lokivirus
        - Spezies Lokivirus IMEAB3 (Acinetobacter-Virus IMEAB3), mit Acinetobacter-Phage IMEAB3[142] (Acinetobacter phage IME_AB3)[143][65]
        - Spezies Lokivirus loki, mit Acinetobacter-Phage Loki

      - Gattung Luckybarnesvirus
        - Spezies Luckybarnesvirus luckybarnes, mit Brevibacterium-Phage LuckyBarnes

      - Gattung Luckytenvirus
        - Spezies Luckytenvirus lucky10, mit Gordonia-Phage Lucky10

      - Gattung Lughvirus
        - Spezies Lughvirus lugh, mit Faecalibacterium-Phage FP_Lugh

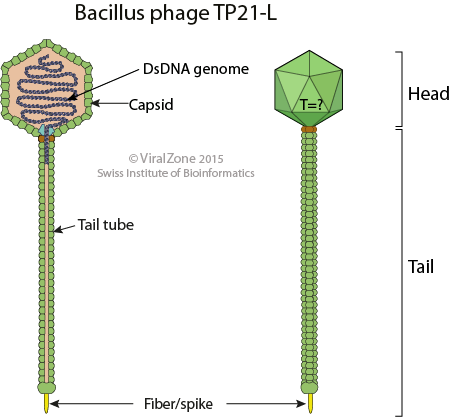
Schemazeichnung Bacillus-Phage TP21-L, Gattung Lwoffvirus (Querschnitt und Seitenansicht)

      - Schemazeichnung Bacillus-Phage TP21-L, Gattung Lwoffvirus (Querschnitt und Seitenansicht)Gattung Lwoffvirus (früher Tp21virus, Tp2unalikevirus; 2 Spezies)[144]
        - Spezies Lwoffvirus BMBtp2, mit Bacillus-Phage vB_BtS_BMBtp2
        - Spezies Lwoffvirus TP21 (Bacillus-Virus TP21), mit Bacillus-Phage TP21-L

      - Gattung Macdonaldcampvirus
        - Spezies Macdonaldcampvirus SB28, mit Salmonella-Phage vB_SenS_SB28
        - Spezies Macdonaldcampvirus ViIIE1, mit Salmonella-Phage Vi II-E1 (alias Salmonella-Phage E1)[145]

      - Gattung Magadivirus
        - Spezies Magadivirus Mgbh1, mit Bacillus-Phage Mgbh1

      - Gattung Majavirus
        - Spezies Majavirus maja, mit Arthrobacter-Phage Maja – unterscheide Burkholderia-Phage Maja (

      - Gattung Mapvirus (früher Ff47virus)
        - Spezies Mapvirus Ff47 (Mycobacterium-Virus Ff47), mit Mycobacterium-Phage FF47
        - Spezies Mapvirus muddy (Mycobacterium-Virus Muddy), mit Mycobacterium-Phage Muddy[56][57][2][55][146] im „Cluster AB“

      - Gattung Mardecavirus (früher Ssp2virus)
        - Spezies Mardecavirus MAR10, mit Vibrio-Phage vB_VpaS_ MAR10
        - Spezies Mardecavirus SSP002 (Vibrio-Virus SSP002), mit Vibrio-Phage SSP002

      - Gattung Marienburgvirus
        - Spezies Marienburgvirus BP4795, mit Enterobacteria-Phage BP-4795
        - Spezies Marienburgvirus JLK2012, mit Escherichia-Phage JLK-2012

      - Gattung Marvinvirus
        - Spezies Marvinvirus marvin, mit Mycobacterium-Phage Marvin
        - Spezies Marvinvirus mosmoris, mit Mycobacterium-Phage MosMoris

      - Gattung Maxrubnervirus
        - Spezies Maxrubnervirus PMBT3, mit Pseudomonas-Phage PMBT3

      - Gattung Minunavirus
        - Spezies Minunavirus Min1, mit Microbacterium-Phage Min1

      - Gattung Montyvirus (10 Spezies)
        - Spezies Montyvirus monty, mit Gordonia-Phage Monty
        - Spezies …

      - Gattung Mudcatvirus (12 Spezies)
        - Spezies Mudcatvirus mudcat, mit Arthrobacter-Phage Mudcat
        - Spezies …

      - Gattung Mufasoctovirus
        - Spezies Mufasoctovirus mufasa8, mit Arthrobacter-Phage Mufasa8

      - Gattung Muminvirus (5 Spezies)
        - Spezies Muminvirus filifjonk, mit vB_FspS_filifjonk9-1
        - Spezies Muminvirus mumin, mit vB_FspS_mumin9-1

      - Gattung Murrayvirus
        - Spezies Murrayvirus EC2, mit Enterobacteria-Phage IME_EC2
        - Spezies Murrayvirus lumpael, mit Salmonella-Phage Lumpael

      - Gattung Nanhaivirus
        - Spezies Nanhaivirus D5C, mit Dinoroseobacter-Phage vB_DshS-R5C

      - Gattung Neferthenavirus
        - Spezies Neferthenavirus neferthena, mit Microbacterium-Phage Neferthena

      - Gattung Nesevirus
        - Spezies Nesevirus ev243, mit Escherichia-Phage ev243
        - Spezies Nesevirus nv2G7b, mit Escherichia-Phage 2G7b

      - Gattung Nevevirus (4 Spezies)
        - Spezies Nevevirus P078, mit Lactococcus-Phage P078
        - Spezies …

      - Gattung Nickievirus
        - Spezies Nickievirus nickie, mit Pseudomonas-Phage nickie

      - Gattung Nonanavirus
        - Spezies Nonanavirus nv9NA, mit Salmonella-Phage 9NA
        - Spezies Nonanavirus SP069, mit Salmonella-Phage SP069

      - Gattung Nyceiraevirus
        - Spezies Nyceiraevirus nyceirae, mit Gordonia-Phage Nyceirae

      - Gattung Oengusvirus
        - Spezies Oengusvirus oengus, mit Faecalibacterium-Phage FP_Oengus

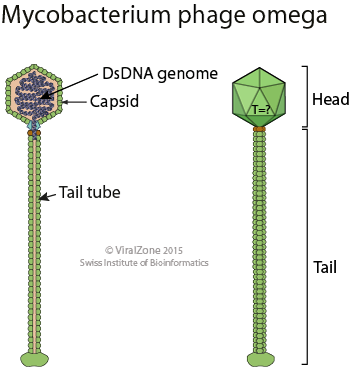
Schemazeichnung Mycobacterium-Phage Omega, Gattung Omegavirus (Querschnitt und Seitenansicht)

      - Gattung Schemazeichnung Mycobacterium-Phage Omega, Gattung Omegavirus (Querschnitt und Seitenansicht)Gattung Omegavirus (früher Omegalikevirus; 6 Spezies)[147]
        - Spezies Omegavirus courthouse (Mycobacterium-Virus Courthouse), mit Mycobacterium-Phage Courthouse[56] im „Cluster E“
        - Spezies Omegavirus omega (Mycobacterium-Virus Omega), mit Mycobacterium-Phage Omega. Unterscheide Vorschlag „Salmonella-Phage Ω“[148] und Corynebacteriophage ω
        - Spezies …

      - Gattung Oneupvirus
        - Spezies Oneupvirus brutongaster, mit Gordonia-Phage BrutonGaster
        - Spezies Oneupvirus oneup, mit Gordonia-Phage OneUp

      - Gattung Orchidvirus
        - Spezies Orchidvirus orchid, mit Gordonia-Phage Orchid

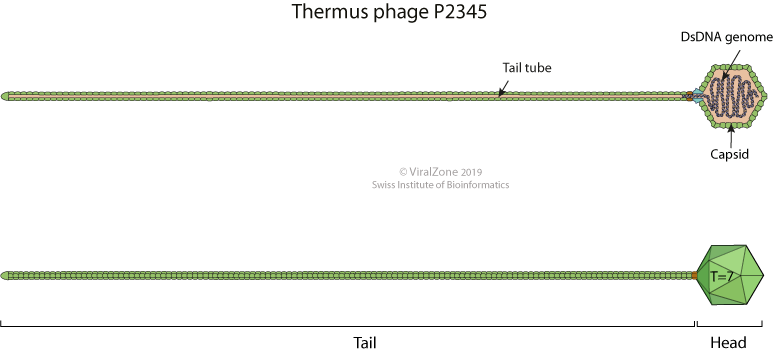
Schemazeichnung Thermus-Phage P2345, Gattung Oshimavirus (Querschnitt und Seitenansicht)

      - Schemazeichnung Thermus-Phage P2345, Gattung Oshimavirus (Querschnitt und Seitenansicht)Gattung Oshimavirus (früher P23virus, P23likevirus)[149]
        - Spezies Oshimavirus P2345 (Thermus-Virus P23-45), mit Thermus-Phage P23-45 alias Thermus-Phage P2345 – Fundort: Doline des Uson, Kamtschatka[150][151]
        - Spezies Oshimavirus P7426 (Thermus-Virus P74-26), mit Thermus-Phage P74-26 – Fundort: ebenda[150][151][152][153][154]

      - Gattung Pahexavirus (früher Pa6virus, 57 Spezies)
        - Spezies Pahexavirus PA6 (Propionibacterium-Virus PA6), mit Propionibacterium-Phage PA6
        - Spezies …

      - Gattung Pankowvirus (5 Spezies)
        - Spezies Pankowvirus pv2851, mit Enterobacteria-Phage 2851

      - Gattung Papyrusvirus (früher Send513virus)
        - Spezies Papyrusvirus papyrus, mit Mycobacterium-Phage Papyrus
        - Spezies Papyrusvirus send513 (Mycobacterium-Virus Send513), mit Mycobacterium-Phage Send513

      - Gattung Patiencevirus
        - Spezies Patiencevirus patience, mit Mycobacterium-Phage Patience

      - Gattung Pepyhexavirus (früher Pepy6virus)
        - Spezies Pepyhexavirus pepy6 (Rhodococcus-Virus Pepy6), mit Rhodococcus-Phage ReqiPepy6
        - Spezies Pepyhexavirus poco6, mit Rhodococcus-Phage ReqiPoco6

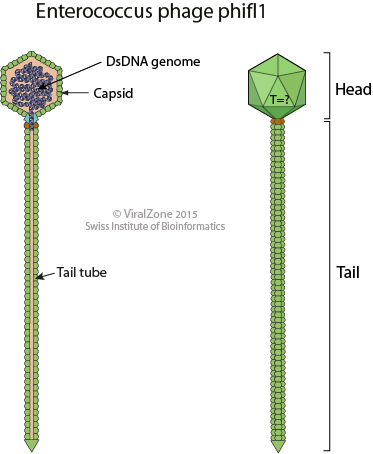
Schemazeichnung Enterococcus-Phage phifll, Gattung Phifelvirus (Querschnitt und Seitenansicht)

      - Schemazeichnung Enterococcus-Phage phifll, Gattung Phifelvirus (Querschnitt und Seitenansicht)Gattung Phifelvirus (früher Phifllikevirus)[155]
        - Spezies Phifelvirus FL1, mit Enterococcus-Phage phiFL1A alias Enterococcus-Phage phifll[156]
        - Spezies Phifelvirus FL2, mit Enterococcus-Phage phiFL2A[156]
        - Spezies Phifelvirus FL3, mit Enterococcus-Phage phiFL3A[156]

      - Gattung Picardvirus
        - Spezies Picardvirus picard, mit Streptomyces-Phage Picard
        - Spezies „Streptomyces-Phage SV1“ (ΦSV1, JX182371 – Vorschlag),[157][A. 4] Wirt: Streptomyces venezuelae[158]

      - Gattung Pikminvirus
        - Spezies Pikminvirus pikmin, mit Microbacterium-Phage Pikmin

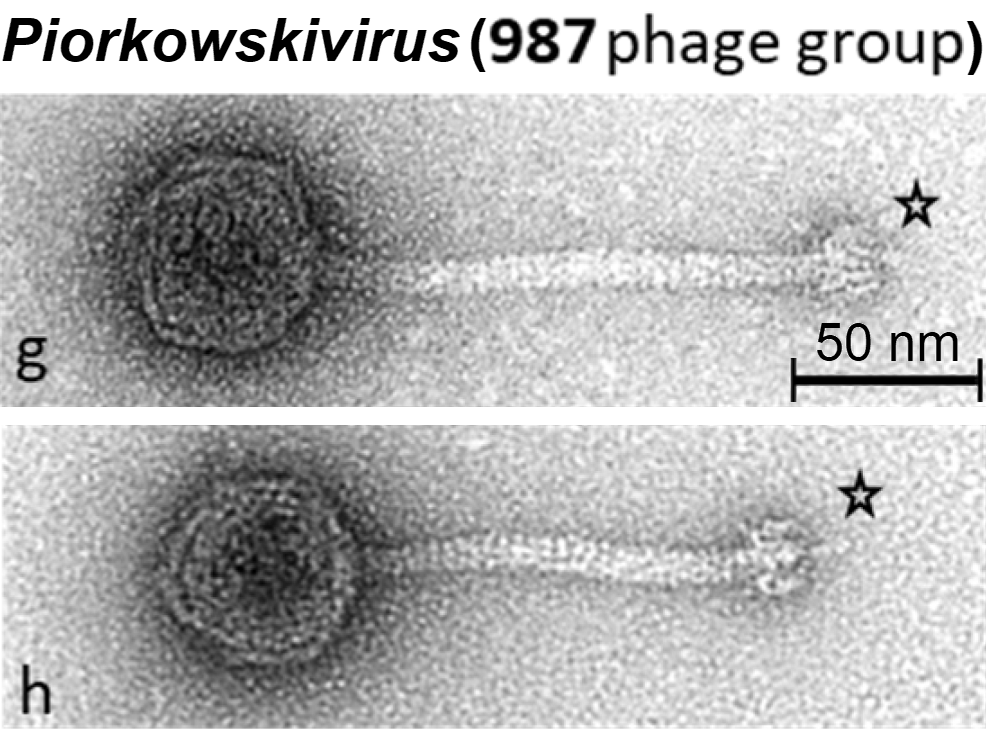
TEM-Aufnahme von Piorkowskinvirus-Partikeln (g: Phage 9871, h: Phage CHPC926)

      - TEM-Aufnahme von Piorkowskinvirus-Partikeln (g: Phage 9871, h: Phage CHPC926)[159]Gattung Piorkowskivirus (Streptococcus-Phagengruppe 987)[159]
        - Spezies Piorkowskivirus CHPC577, mit Streptococcus-Phage CHPC57
        - Spezies Piorkowskivirus CHPC926, mit Streptococcus-Phage CHPC926
        - Spezies Piorkowskivirus pv9871 (Streptococcus-Virus 9871), mit Streptococcus-Phage 9871
        - Spezies Piorkowskivirus pv9872 (Streptococcus-Virus 9872), mit Streptococcus-Phage 9872
        - Spezies Piorkowskivirus pv9874 (Streptococcus-Virus 9874), mit Streptococcus-Phage 9874
        - Spezies Piorkowskivirus SW16, mit Streptococcus-Phage SW16
        - Spezies Piorkowskivirus SW22, mit Streptococcus-Phage SW22

      - Gattung Pleeduovirus
        - Spezies Pleeduovirus PLE2, mit Lactobacillus-Phage PLE2

      - Gattung Pleetrevirus
        - Spezies Pleetrevirus iLp84, mit Lactobacillus-Phage iLp84
        - Spezies Pleetrevirus PLE3, mit Lactobacillus-Phage PLE3

      - Gattung Poushouvirus
        - Spezies Poushouvirus Poushou, mit Corynebacterium-Phage Poushou

      - Gattung Predatorvirus
        - Spezies Predatorvirus predator, mit Mycobacterium-Phage Predator

      - Gattung Psavirus
        - Spezies Psavirus LP302, mit Listeria-Phage LP-030-2
        - Spezies Psavirus PSA, mit Listeria-Phage PS

      - Gattung Pulverervirus (früher Pfr1virus)
        - Spezies Pulverervirus PFR1 (Propionibacterium-Virus PFR1), mit Propionibacterium-Phage PFR1

      - Gattung Questintvirus
        - Spezies Questintvirus Q54, mit Lactococcus-Phage Q54

      - Gattung Radostvirus
        - Spezies Radostvirus ev099, mit Escherichia-Phage ev099

      - Gattung Raleighvirus
        - Spezies Raleighvirus darolandstone, mit Streptomyces-Phage Darolandstone
        - Spezies Raleighvirus raleigh, mit Streptomyces-Phage Raleigh

      - Gattung Ravarandavirus
        - Spezies Ravarandavirus kac65v151, mit Nodularia-Phage vB_NspS-kac65v151
        - Spezies Ravarandavirus kac68v161, mit Nodularia-Phage vB_NspS-kac68v161
        - Spezies Ravarandavirus rv2AV2, mit Nodularia-Phage vB_NpeS-2AV2

      - Gattung Rerduovirus (früher Rer2virus; 5 Spezies)
        - Spezies Rerduovirus RER2 (Rhodococcus-Virus RER2), mit Rhodococcus-Phage RER2
        - Spezies Rerduovirus RGL3 (Rhodococcus-Virus RGL3), mit Rhodococcus-Phage RGL3, früher zu Gattung Fromanvirus (damals noch L5virus bzw. L5likevirus genannt)[160]
        - Spezies …

      - Gattung Richievirus
        - Spezies Richievirus auxilium, mit Arthrobacter-Phage Auxilium
        - Spezies Richievirus richie, mit Arthrobacter-Phage Richie

      - Gattung Rigallicvirus
        - Spezies Rigallicvirus P106B, mit Rhizobium-Phage vB_RglS_P106B

      - Gattung Rimavirus
        - Spezies Rimavirus drgrey, mit Streptomyces-Phage DrGrey
        - Spezies Rimavirus rima, mit Streptomyces-Phage Rima

      - Gattung Rockefellervirus (6 Spezies)
        - Spezies Rockefellervirus PH15, mit Staphylococcus-Phage PH15
        - Spezies …

      - Gattung Rockvillevirus
        - Spezies Rockvillevirus phi4J1, mit Bacillus-Phage phi4J1

      - TEM-Aufnahme: Microbacterium-Phage HendrixGattung Rogerhendrixvirus

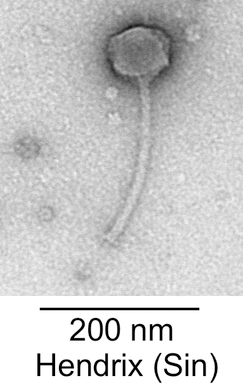
TEM-Aufnahme: Microbacterium-Phage Hendrix

        - Spezies Rogerhendrixvirus hendrix, mit Microbacterium-Phage Hendrix

      - Gattung Ronaldovirus
        - Spezies Ronaldovirus fryberger, mit Gordonia-Phage Fryberger
        - Spezies Ronaldovirus ronaldo, mit Gordonia-Phage Ronaldo

      - Gattung Roufvirus (früher Pis4avirus)
        - Spezies Roufvirus pIS4A (Aeromonas-Virus pIS4A), mit Aeromonas-Phage pIS4-A

      - Gattung Rowavirus
        - Spezies Rowavirus rowa, mit Streptomyces-Phage Rowa

      - Gattung Ruthyvirus
        - Spezies Ruthyvirus dumpsterdude, mit Gordonia-Phage DumpsterDude
        - Spezies Ruthyvirus ruthy, mit Gordonia-Phage Ruthy

      - Gattung Samunavirus
        - Spezies Samunavirus SM1, mit Pseudomonas-Phage SM1

      - Gattung Samwavirus (5 Spezie)
        - Spezies Samwavirus samW, mit Corynebacterium-Phage SamW
        - Spezies …

      - Gattung Sandinevirus
        - Spezies Sandinevirus BK5T, mit Lactococcus-Phage BK5-T

      - Gattung Sansavirus
        - Spezies Sansavirus sansa (Caulobacter-Virus Sansa), mit Caulobacter-Phage Sansa

      - Gattung Saphexavirus (früher Sap6virus, Sap6likevirus; 6 Spezies)[161]
        - Spezies Saphexavirus SAP6 (Enterococcus-Virus SAP6), mit Enterococcus-Phage SAP6
        - Spezies …

      - Gattung Sashavirus
        - Spezies Sashavirus sasha, mit Salmonella-Phage vB_SenS_Sasha

      - Gattung Sasvirus
        - Spezies Sasvirus BFK20, mit Corynebacterium-Phage BFK20

      - Gattung Saundersvirus (früher Tp84virus)
        - Spezies Saundersvirus Tp84 (Geobacillus-Virus Tp84), mit Geobacillus-Phage TP-84

      - Gattung Sawaravirus
        - Spezies Sawaravirus WGPS2, mit Stx2-converting-Phage Stx2a_WGPS2

      - Gattung Scapunavirus
        - Spezies Scapunavirus scap1, mit Streptomyces-Phage Scap1

      - Gattung Schnabeltiervirus
        - Spezies Schnabeltiervirus schnabeltier, mit Gordonia-Phage Schnabeltier

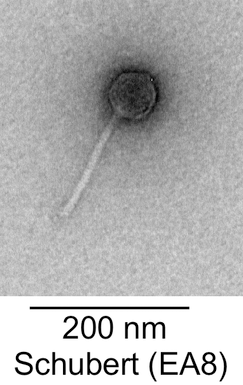
TEM-Aufnahme: Microbacterium-Phage Schubert

      - TEM-Aufnahme: Microbacterium-Phage SchubertGattung Schubertvirus (Subcluster EA8)
        - Spezies Schubertvirus schubert, mit Microbacterium-Phage Schubert[162]

      - Gattung Seongbukvirus
        - Spezies Seongbukvirus MH1, mit Leuconostoc-Phage phiMH1

      - Gattung Seussvirus
        - Spezies Seussvirus seuss, mit Caulobacter-Phage Seuss

      - Gattung Sextaecvirus
        - Spezies Sextaecvirus SEP9, mit Staphylococcus-Phage vB_SepS_SEP9
        - Spezies Sextaecvirus sextaec, mit Staphylococcus-Phage 6ec

      - Gattung Slashvirus (4 Spezies)
        - Spezies Slashvirus slash (Pseudomonas-Virus Slash), mit Bacillus-Phage Slash[163]
        - Spezies …

      - Gattung Sleepyheadvirus
        - Spezies Sleepyheadvirus sleepyhead, mit Rhodococcus-Phage Sleepyhead

      - Gattung Smoothievirus
        - Spezies Smoothievirus bachita, mit Gordonia-Phage Bachita
        - Spezies Smoothievirus clubL, mit Gordonia-Phage ClubL
        - Spezies Smoothievirus smoothie, mit Gordonia-Phage Smoothie

      - Gattung Sonalivirus
        - Spezies Sonalivirus sonali, mit Arthrobacter-Phage Sonali

      - Gattung Soupsvirus
        - Spezies Soupsvirus soups, mit Gordonia-Phage Soups
        - Spezies Soupsvirus strosahl, mit Gordonia-Phage Strosahl
        - Spezies Soupsvirus wait, mit Gordonia-Phage Wait
        - Spezies „Gordonia phage DekHockey33“ – im „Subcluster I2“[164]

      - Gattung Sourvirus
        - Spezies Sourvirus sour (Gordonia-Virus Sour), mit Gordonia-Phage Sour
        - Spezies „Gordonia phage Mariokart“ („Gordonia-Phage Mariokart“, Vorschlag)[55][165][166][167] im „Cluster DR“

      - Gattung Sozzivirus
        - Spezies Sozzivirus S11, mit Oenococcus-Phage phiS11
        - Spezies Sozzivirus S13, mit Oenococcus-Phage phiS13
        - Spezies Sozzivirus sv9805, mit Oenococcus-Phage phi9805

      - Gattung Sparkyvirus
        - Spezies Sparkyvirus sparky, mit Mycobacterium-Phage Sparky

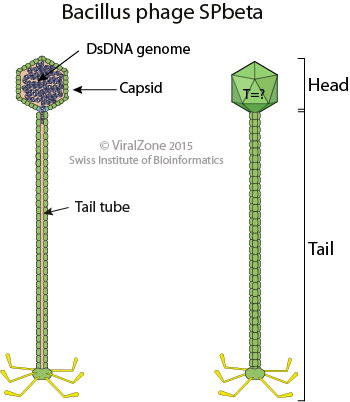
Schemazeichnung Bacillus-Phage SPbeta, Gattung Spbetavirus (Querschnitt und Seitenansicht)

      - Schemazeichnung Bacillus-Phage SPbeta, Gattung Spbetavirus (Querschnitt und Seitenansicht)Gattung Spbetavirus (früher Spbetalikevirus, SPbeta-ähnliche Viren, 1 Spezies)[168]
        - Spezies Spbetavirus SPbeta (Bacillus-Virus SPbeta), mit Bacillus-Phage SPβ alias Bacillus-Phage SPbeta, Bacillus-Phage SPBc2 oder Bacillus subtilis phage SPBc2, Bacillus-Phage Z, …
        - Spezies „Bacillus phage SPR“ („Bacillus-Phage SPR“; Vorschlag)

      - Gattung Spizizenvirus
        - Spezies Spizizenvirus sv105, mit Bacillus-Phage phi105

      - Gattung Squashvirus
        - Spezies Squashvirus hyperion, mit Microbacterium-Phage Hyperion
        - Spezies Squashvirus squash, mit Microbacterium-Phage Squash

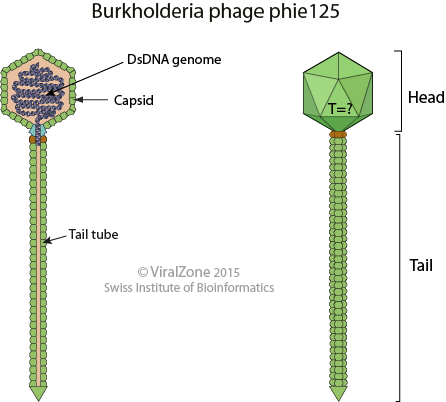
Schemazeichnung Burkholderia-Phage phie125, Gattung Stanholtvirus (Querschnitt und Seitenansicht)

      - Schemazeichnung Burkholderia-Phage phie125, Gattung Stanholtvirus (Querschnitt und Seitenansicht)Gattung Stanholtvirus (früher E125virus, Phie125likevirus; 3 Spezies)[169]
        - Spezies Stanholtvirus E125 (Burkholderia-Virus phiE125), mit Burkholderia-Phage phie125
        - Spezies Stanholtvirus sv6442 (Burkholderia-Virus phi6442), mit Burkholderia-Phage phi644-2
        - Spezies Stanholtvirus sv1026b, mit Burkholderia-Phage phi1026b

      - Gattung Steinhofvirus (früher Jwxvirus)
        - Spezies Steinhofvirus JWX (Achromobacter-Virus JWX), mit Achromobacter-Phage JWX[170][171][65]
        - Spezies Steinhofvirus sv8324 (Achromobacter-Virus 83-24), mit Achromobacter-Phage 83-24[172][171]
        - Spezies „Achromobacter phage JWT“[173]

      - Gattung Stonewallvirus
        - Spezies Stonewallvirus A25, mit Streptococcus-Phage A25[174]

      - Gattung Sukhumvitvirus
        - Spezies Sukhumvitvirus T25, mit Lactobacillus-Phage T25

      - Gattung Tandoganvirus
        - Spezies Tandoganvirus A403, mit Anoxybacillus-Phage A403

      - Gattung Tankvirus
        - Spezies Tankvirus tank, mit Arthrobacter-Phage Tank

      - Gattung Tantvirus
        - Spezies Tantvirus tant, mit Flavobacterium-Phage vB_FspS_tant8-1

      - Gattung Terapinvirus
        - Spezies Terapinvirus suzy, mit Gordonia-Phage Suzy
        - Spezies Terapinvirus terapin, mit Gordonia-Phage Terapin

      - Gattung Teubervirus (5 Spezies)
        - Spezies Teubervirus Q1, mit Lactococcus-Phage phiQ1
        - Spezies …

      - Gattung Tinduovirus (früher Tin2virus)
        - Spezies Tinduovirus TIN2 (Tsukamurella-Virus TIN2), mit Tsukamurella-Phage TIN2
        - Spezies Tinduovirus TIN3 (Tsukamurella-Virus TIN3), mit Tsukamurella-Phage TIN3 und Tsukamurella-Phage TIN4

      - Gattung Titanvirus
        - Spezies Titanvirus rcspartan, mit Rhodobacter-Phage RcSpartan
        - Spezies Titanvirus rctitan, mit Rhodobacter-Phage RcTitan

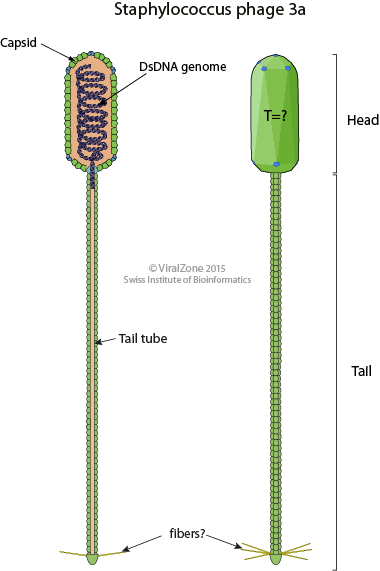
Schemazeichnung Staphylococcus-Phage 3A (Querschnitt und Seitenansicht)

      - Gattung EM-Aufnahme von Virionen des Staphylococcus-Phagen 3A, Gattung TriavirusSchemazeichnung Staphylococcus-Phage 3A (Querschnitt und Seitenansicht)Triavirus (früher 3alikevirus; 23 Spezies)[34][175]

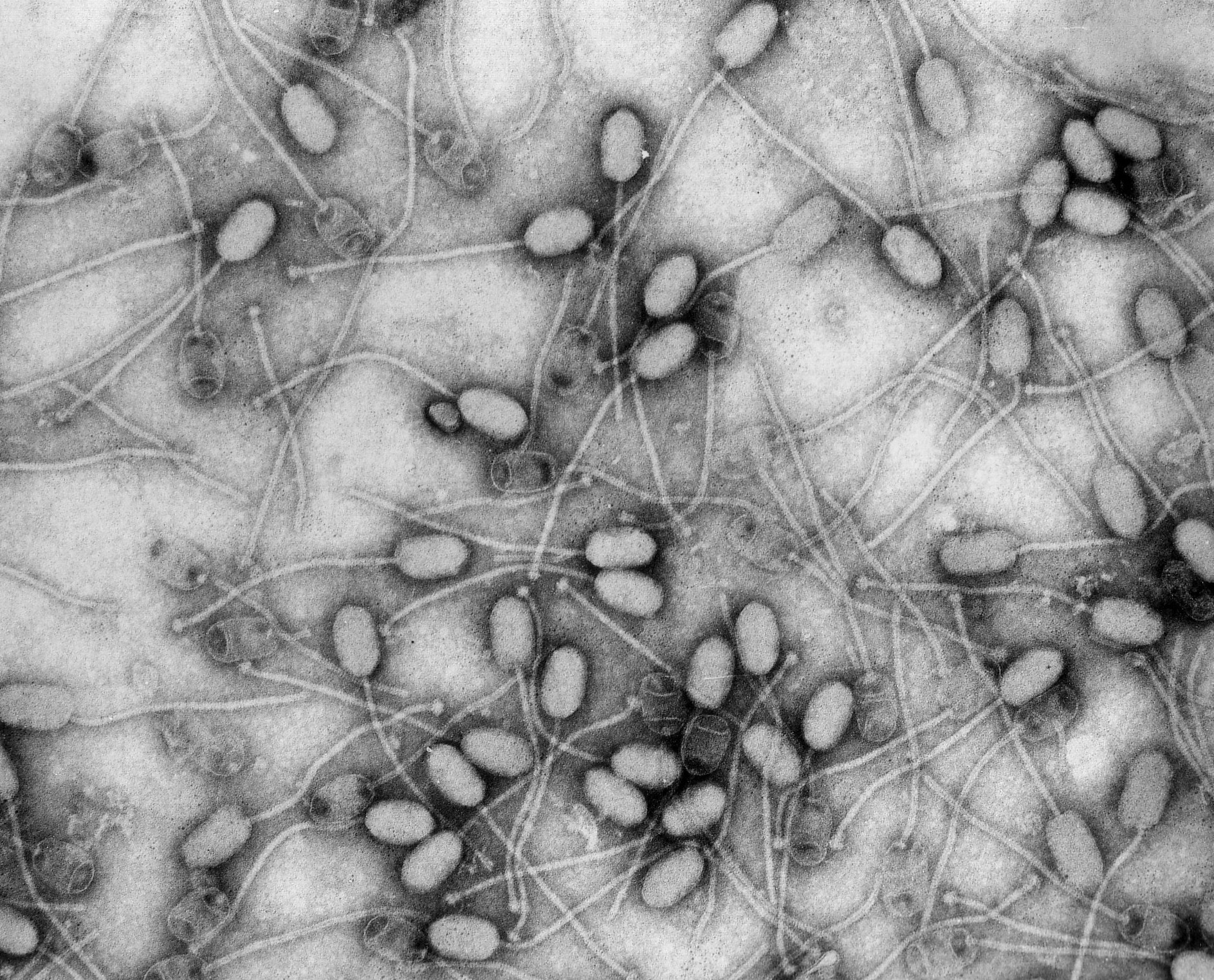
EM-Aufnahme von Virionen des Staphylococcus-Phagen 3A, Gattung Triavirus

        - Spezies Triavirus tp3102 (Staphylococcus-Virus tp310-2)
        - Spezies Triavirus tv2 (Staphylococcus-Virus phi2)
        - Spezies Triavirus tv12 (Staphylococcus-Virus phi12)
        - Spezies Triavirus tv47 (Staphylococcus-Virus 47)
        - Spezies Triavirus tv15644 (Staphylococcus-Virus phi12)
        - Spezies Triavirus tv2958PVL (Staphylococcus-Virus phi2958PVL)
        - Spezies Triavirus tv3a (Staphylococcus-Virus 3a),[176] mit Staphylococcus-Phage 3A alias Staphylococcus aureus phage 3A[28]
        - Spezies Triavirus tv42e (Staphylococcus-Virus 42e)
        - Spezies …

      - Gattung Trigintaduovirus
        - Spezies Trigintaduovirus 32HC, mit Mycobacterium-Phage 32HC
        - Spezies Trigintaduovirus rem711, mit Mycobacterium-Phage Rem711

      - Gattung Trinavirus
        - Spezies Trinavirus trina, mit Rhodococcus-Phage Trina

      - Gattung Trinevirus
        - Spezies Trinevirus trine, mit Gordonia-Phage Trine

      - Gattung Triplejayvirus
        - Spezies Triplejayvirus tripleJ, mit Arthrobacter-Phage TripleJ

      - Gattung Uwajimavirus
        - Spezies Uwajimavirus PLgW1, mit Lactococcus-Phage PLgW-1

      - Gattung Vedamuthuvirus (5 Spezies)
        - Spezies Vedamuthuvirus Q33, mit Lactococcus-Phage Q33
        - Spezies …

      - Gattung Vhulanivirus
        - Spezies Vhulanivirus Shpa, mit Paracoccus-Phage Shpa

      - Gattung Vidquintavirus
        - Spezies Vidquintavirus Vid5, mit Pantoea-Phage vB_PagS_Vid5

      - Gattung Vieuvirus
        - Spezies Vieuvirus B1251, mit Acinetobacter-Phage YMC/09/02/B1251
        - Spezies Vieuvirus R3177, mit Acinetobacter-Phage YMC11/11/R3177

      - Gattung Waukeshavirus
        - Spezies Waukeshavirus BMBtp3, mit Bacillus-Phage vB_BtS_BMBtp3
        - Spezies Waukeshavirus waukesha92, mit Bacillus-Phage Waukesha92

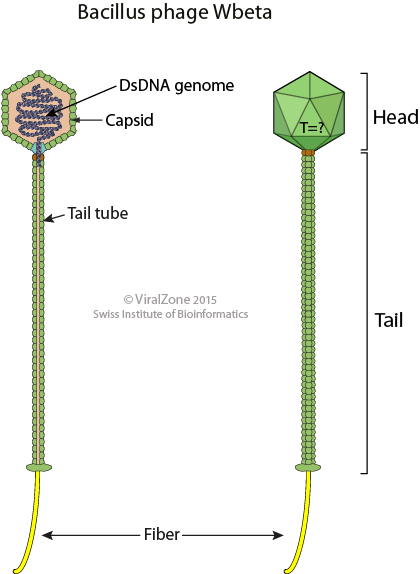
Schemazeichnung Bacillus-Phage Wbeta, Gattung Wbetavirus (Querschnitt und Seitenansicht)

      - Schemazeichnung Bacillus-Phage Wbeta, Gattung Wbetavirus (Querschnitt und Seitenansicht)Gattung Wbetavirus (früher Wbetalikevirus, 12 Spezies)[177]
        - Spezies Wbetavirus AP631, mit Bacillus-Phage AP631
        - Spezies Wbetavirus booya, mit Bacillus-Phage vB_BanS_Booya
        - Spezies Wbetavirus carmel, mit Bacillus-Phage Carmel_SA
        - Spezies Wbetavirus fah, mit Bacillus-Phage Fah alias Bacillus anthracis bacteriophage Fah (abgetrennt von Wbetavirus wbeta)
        - Spezies Wbetavirus F16Ba, mit Bacillus-Phage F16Ba
        - Spezies Wbetavirus gamma53, mit Bacillus anthracis phage Gamma isolate 53 alias Bacillus-Phage Gamma Iasolat 53 oder Phage γ Isolat 53[178]
        - Spezies Wbetavirus J5a, mit Bacillus-Phage J5a
        - Spezies Wbetavirus mcsteamy, mit Bacillus-Phage vB_BanS_McSteamy
        - Spezies Wbetavirus negev, mit Bacillus-Phage Negev_SA
        - Spezies Wbetavirus tavor, mit Bacillus-Phage Tavor_SA
        - Spezies Wbetavirus wbeta (Bacillus-Virus Wbeta), mit Bacillus-Phage Wbeta alias Bacillus phage Wβ[1][2][179]
        - Spezies Wbetavirus z1a, mit Bacillus-Phage z1a
        - Spezies …
        - Spezies „Bacillus phage Cherry“ („Bacillus-Phage Cherry“ alias „Bacillus anthracis phage Cherry“)
        - Spezies „Bacillus anthracis phage Gamma isolate d'Herelle“ („Bacillus-Phage Gamma Isolate d'Herelle“; gem. NCBI-Taxonomie eigene Spezies)
        - Spezies „…“

      - Gattung Weaselvirus
        - Spezies Weaselvirus weasel, mit Rhodococcus-Phage Weasels2

      - Gattung Whackvirus
        - Spezies Whackvirus whack, mit Rhodococcus-Phage Whack

      - Modell von Lactococcus-Phage 1358, Gattung Whiteheadvirus. Basisplatte aktivierbar, Bindung an Polysaccharide.Gattung Whiteheadvirus

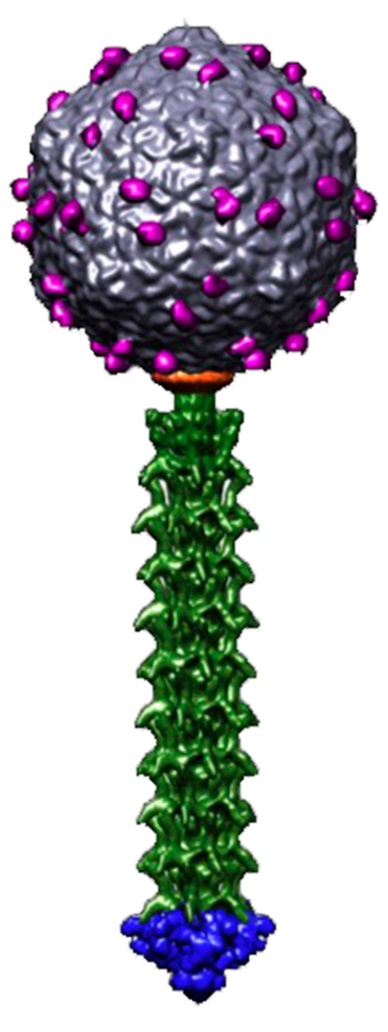
Modell von Lactococcus-Phage 1358, Gattung Whiteheadvirus. Basisplatte aktivierbar, Bindung an Polysaccharide.

        - Spezies Whiteheadvirus wv1358 (Lactococcus-Virus 1358), mit Lactococcus-Phage 1358

      - Gattung Woesvirus
        - Spezies Woesvirus woes, mit Gordonia-Phage Woes

      - Gattung Woodruffvirus (früher Ydn12virus)
        - Spezies Woodruffvirus TP1604 (Streptomyces-Virus TP1604), mit Streptomyces-Phage TP1604
        - Spezies Woodruffvirus YDN12 (Streptomyces-Virus YDN12), mit Streptomyces-Phage YDN12
        - Spezies Streptomyces phage phiSAJS1 („Streptomyces-Phage phiSAJS1“, Vorschlag) mit φSAJS1[180][181]

      - Gattung Xiamenvirus (früher Rdjlvirus)
        - Spezies Xiamenvirus RDJL1 (Roseobacter-Virus RDJL1), mit Roseobacter-Phage RDJL Phi 1 (RDJLΦ1)[182]
        - Spezies Xiamenvirus RDJL2 (Roseobacter-Virus RDJL2). mit Roseobacter-Phage RDJL Phi 2 (RDJLΦ2)

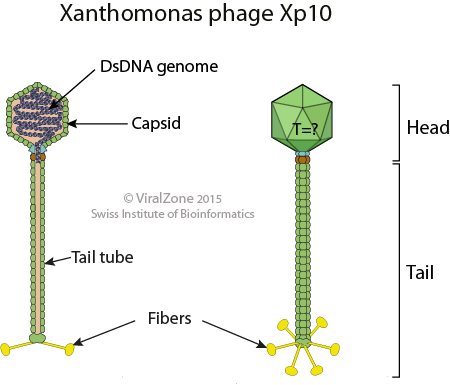
Schemazeichnung Xanthomonas-Phage Xp10, Gattung Xipdecavirus (Querschnitt und Seitenansicht)

      - Schemazeichnung Xanthomonas-Phage Xp10, Gattung Xipdecavirus (Querschnitt und Seitenansicht)Gattung Xipdecavirus (früher Xp10virus, Xp10likevirus)[183]
        - Spezies Xipdecavirus OP1, mit Xanthomonas-Phage OP1
        - Spezies Xipdecavirus Xop411, mit Xanthomonas-Phage Xop411
        - Spezies Xipdecavirus Xp10 (Xanthomonas-Virus Xp10), mit Xanthomonas-Phage Xp10

      - Gattung Yvonnevirus
        - Spezies Gordonia virus Yvonnetastic, mit Gordonia-Phage Yvonnetastic

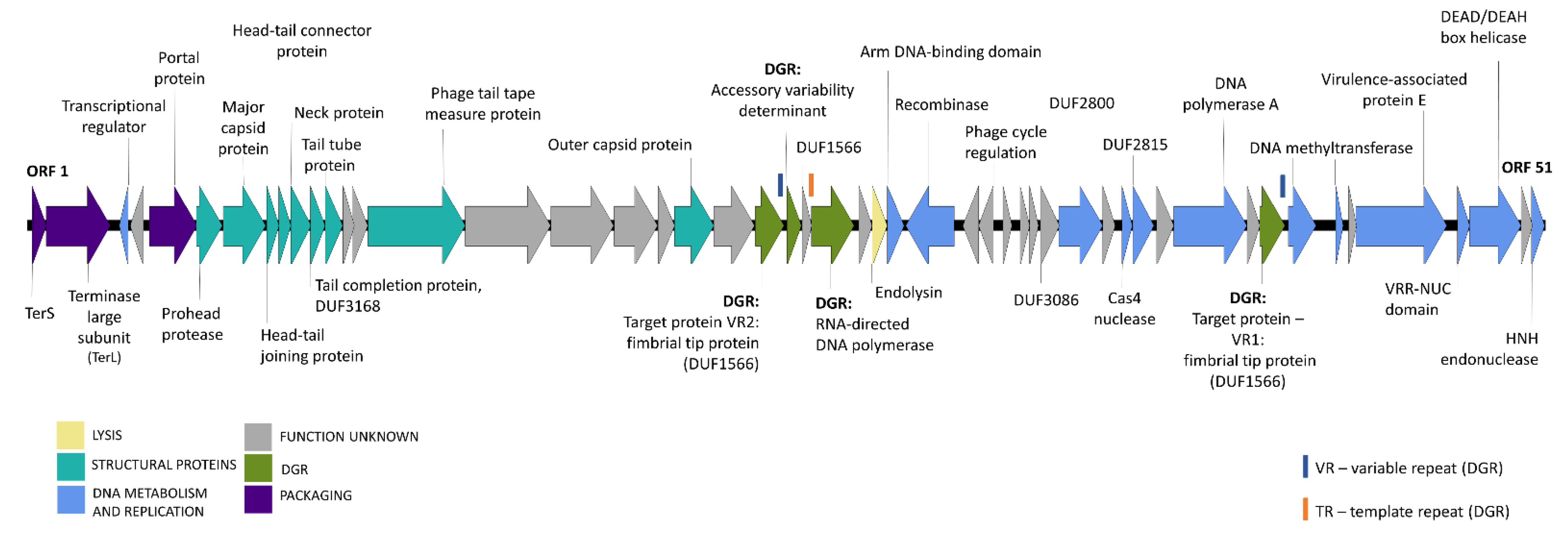
Genomkarte des Bacuni-Phagen F1.

      - EM-Aufnahme von Virionwen eines Bacuni-Phagen (vermutlich F1).[184]Genomkarte des Bacuni-Phagen F1.[184]Gattung „Bacuni“ (Vorschlag, soll heißen: „Bacunivirus“[A. 5])[184]

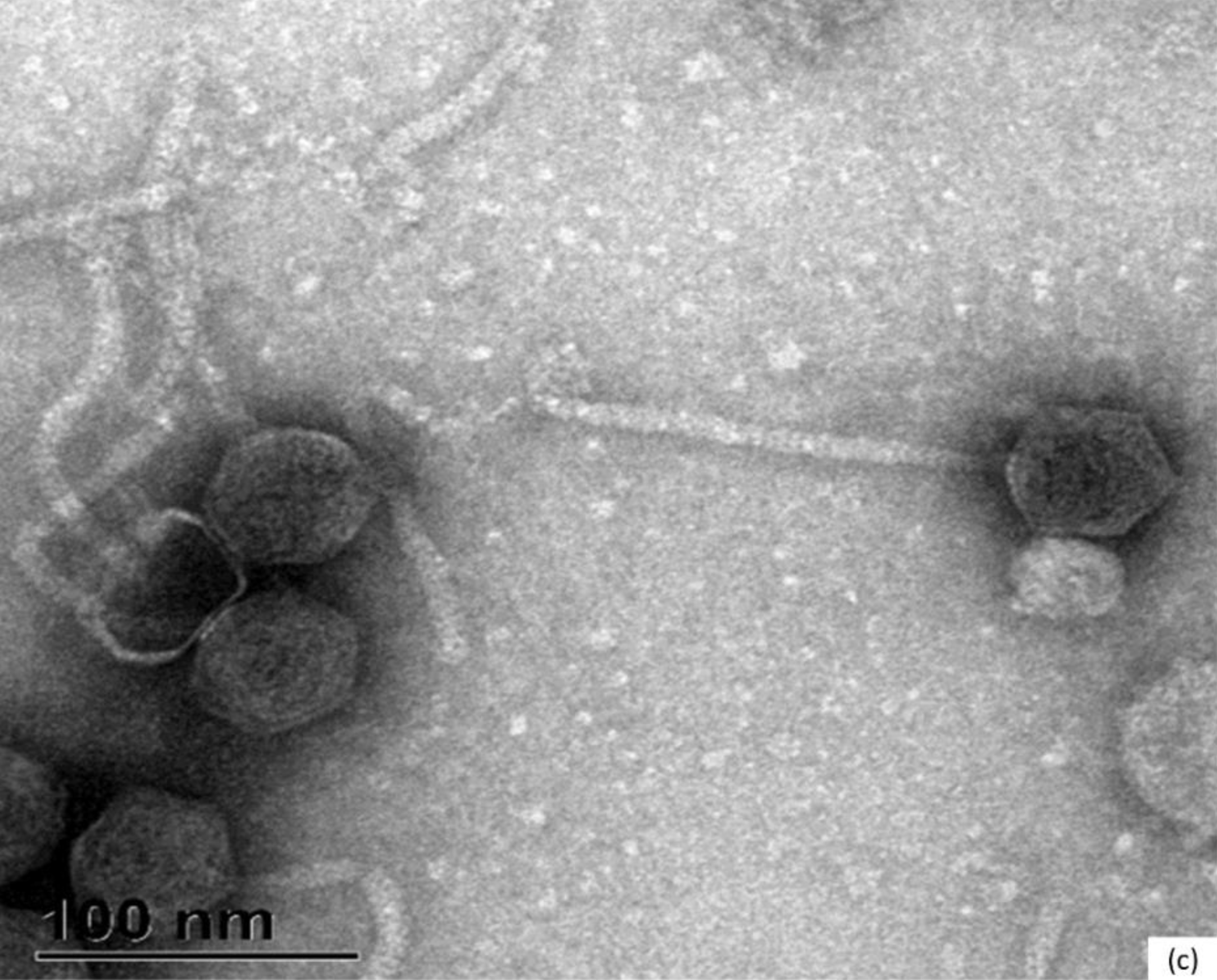
EM-Aufnahme von Virionwen eines Bacuni-Phagen (vermutlich F1).

        - Spezies „Bacteroides-Phage Bacuni_F1“, mit Bacteroides-Phage Bacuni F1[185]
        - Spezies „Bacteroides-Phage F2“[186]
        - Spezies „Bacteroides-Phage F4“[187]

      - Gattung „Cyanostylovirus“ (informell: nicht zugeordnete Cyanophagen mit Podoviren-Morphologie)
        - Spezies „Marine cyanobacterial siphovirus PSS2“, mit „Cyanophage PSS2“ – Wirt: Prochlorococcus marinus Stamm MIT 9313[188]
        - Spezies „Cyanophage KBS-S-2A“ – Wirt: Synechococcus sp. WH7803[189]
        - Spezies „Cyanophage MED4-117“ – Wirt: Prochlorococcus marinus MED4 alias Prochlorococcus marinus subsp. pastoris Stamm CCMP1986[190][191]
        - Spezies „Cyanophage S-2L“ (alias „Cyanobacteria phage S-2L“) – Wirt: Synechococcus[192]
        - Spezies „Cyanophage S-1“ – Wirt: Synechococcus (s. o.)[193]

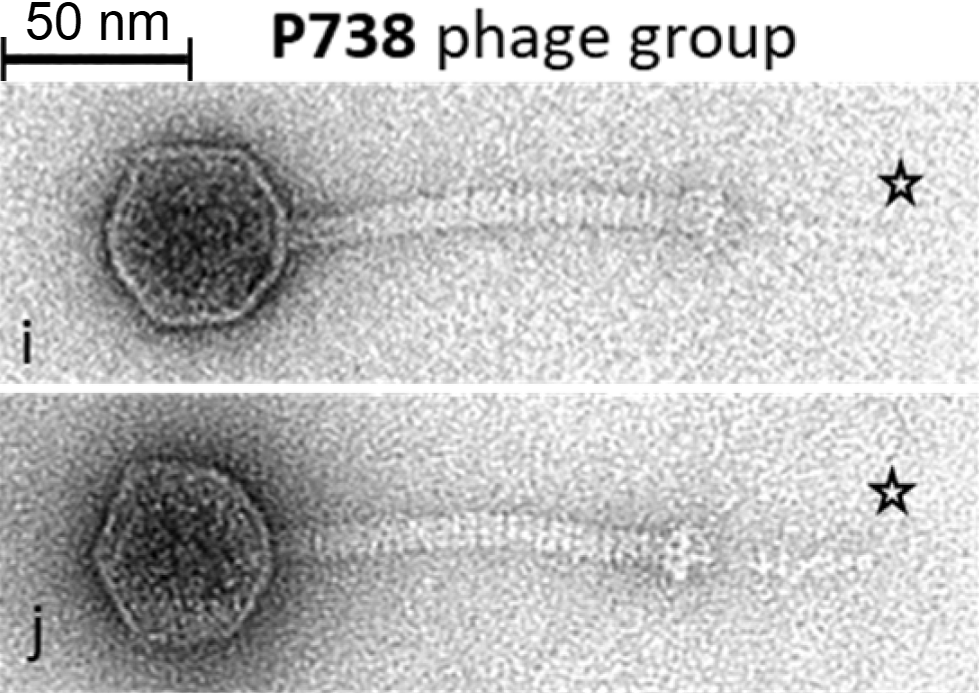
TEM-Aufnahme von Virionen der Streptococcus-Phagengruppe P738 (i: Phage P738, j: Phage D4446)

      - TEM-Aufnahme von Virionen der Streptococcus-Phagengruppe P738 (i: Phage P738, j: Phage D4446)[159]Gruppe der P738-ähnlichen Streptococcus-Phagen (Streptococcus-Phagengruppe P738)[159]
        - Spezies „Streptococcus-Phage P738“, syn. „Streptococcus thermophilus phage P738“
        - Spezies „Streptococcus-Phage D4446“

      - Flavobacterium-Phagencluster II[194]
        - Spezies „Flavobacterium-Phage Fpv5“
        - Spezies „Flavobacterium-Phage Fpv11“

      - Vorschläge ohne Gattungs- oder Cluster-Zuweisung[195][196][34][197][198][131][199]

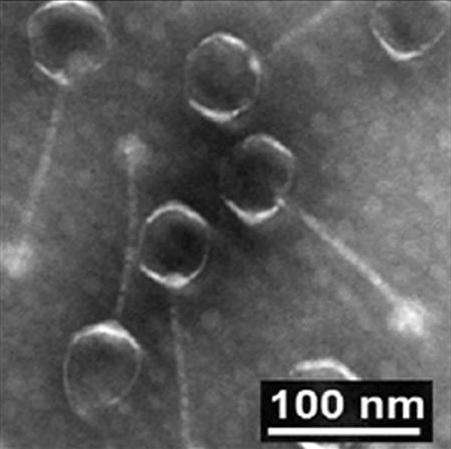
TEM-Aufnahme von Virionen des Acinetobacter-Phagen SH-Ab 15497

        - Spezies TEM-Aufnahme von Virionen des Acinetobacter-Phagen SH-Ab 15497[200]„Acinetobacter phage SH-Ab 15497“[201][202][203][200][204]
        - Spezies „Mycobacterium phage Lixy“[55][205]
        - Spezies „Mycobacterium-Phage TGIPhriday“[55][206]
        - Spezies „Achromobacter phage JWF“[207][171] (Gattung Steinhofvirus?)
        - Spezies „Achromobacter phage phiAxp-1“[208][65]
        - Spezies „Arthrobacter phage Beagle“[209]

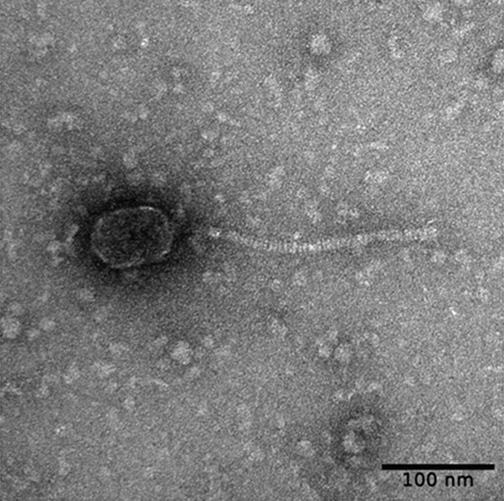
TEM-Aufnahem eines Virions des Arthrobacter-Phagen GantcherGoblin

        - TEM-Aufnahem eines Virions des Arthrobacter-Phagen GantcherGoblin[210]Spezies „Arthrobacter phage GantcherGoblin“[210][211]
        - Spezies „Arthrobacter phage Mimi“[212] – zu unterscheiden von Gattung Mimivirus
        - Spezies „Clostridium phage vB_CpeS-CP51“ (alias „Clostridium phage phiCP51“)[213][214] – unterscheide: Bacillus-Phage CP-51, Gattung Siminovitchvirus, Familie Herelleviridae

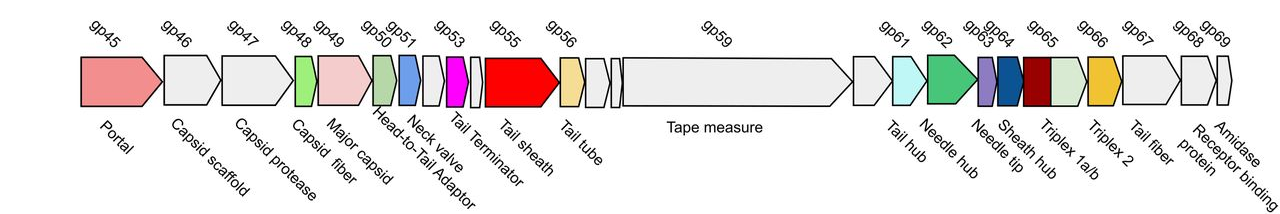
Genomkarte von Clostridioides-Phage φCD508

        - Clostridioides-Phage φCD508, rechts mit kontrahiertem SchwanzGenomkarte von Clostridioides-Phage φCD508Spezies „Clostridioides phage phiCD508“ (φCD508), mit Clostridioides difficile phage φCD508[215][216]

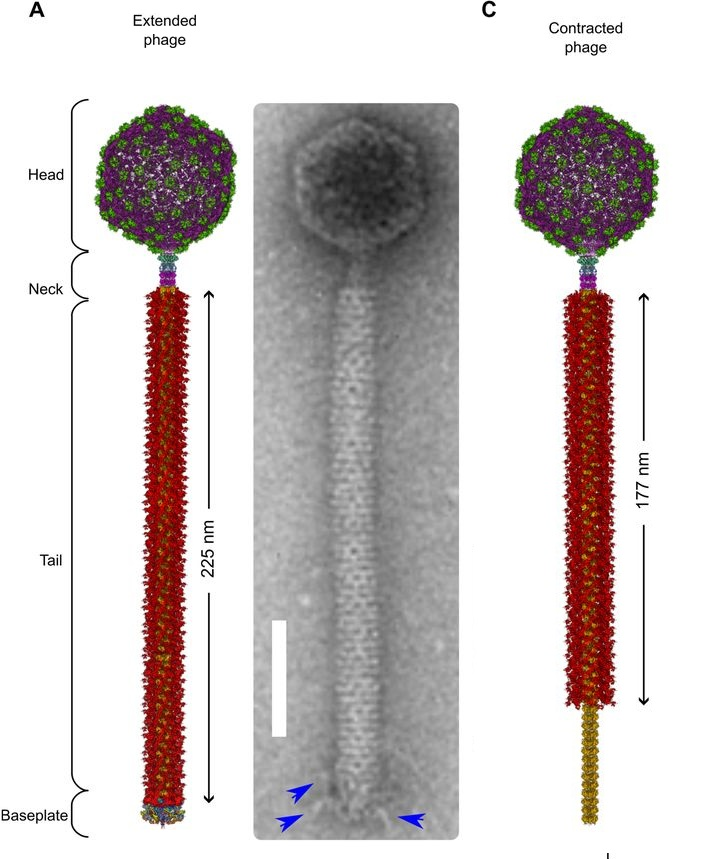
Clostridioides-Phage φCD508, rechts mit kontrahiertem Schwanz

        - Spezies „Enterobacteria phage phi-C3208“ , mit Phage ΦC3208 alias φFC3208[217][36][37][38]
        - Spezies „Pseudomonas phage phi297“[218][219]
        - Spezies „Streptococcus phage Dp-1“ („Streptococcus-Phage Dp-1“ alias „Pneumococcus phage Dp-1“), mit Diplophage 1)[220][221]
        - Spezies „Roseobacter phage DSS3phi1, Roseobacter siphophage DSS3phi1“ („Roseobacter-Phage DSS3phi1“), mit Phage DSS3phi1 (DSS3Φ1)[222] – identisch mit DSS3-P1?
        - Spezies „Roseobacter phage DSS3P8“ („Roseobacter-Phage DSS3Φ8“ alias „Ruegeria-Phage DSS3Φ8“)[223] – ähnelt den „CbK-like phages“ (der Gattung Shapirovirus)[11]
        - Spezies „Staphylococcus phage SPbeta-like“[224][33]
        - Spezies „Streptococcus pyogenes phage T12“ („Streptococcus-Phage T12“), mit Bakteriophage T12[225] – siehe Scharlach

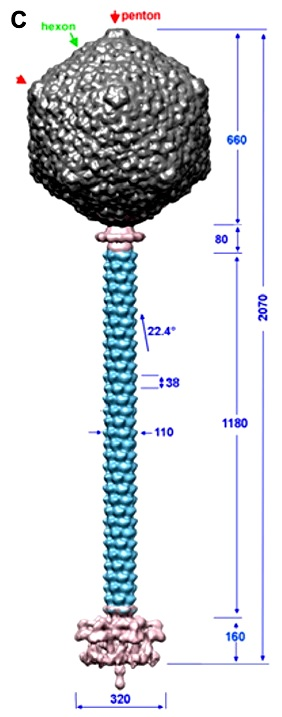
Modell von Lactococcus-Phage TP901-1. Größenangaben in Å, der Drehwinkel zwischen den MTP-Hexameren in Grad (°). Basisplatte aktiv, Bindung an Polysaccharide.

        - Modell von Lactococcus-Phage TP901-1. Größenangaben in Å, der Drehwinkel zwischen den MTP-Hexameren in Grad (°). Basisplatte aktiv, Bindung an Polysaccharide.Spezies „Lactococcus phage TP901-1“ („Lactococcus-Phage TP901-1“)
        - Spezies „Tetraselmis viridis virus S20“[226] – womöglich ein Tetraselmis-assoziierter Bakteriophage
        - Spezies „Tetraselmis viridis virus SI1“[227]
        - Spezies „Mycobacterium abscessus subsp. bolletii phage Araucaria“[228]

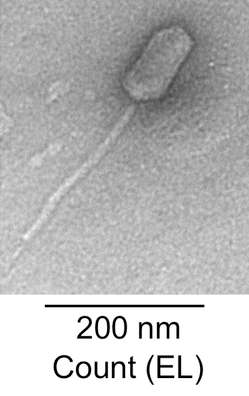
TEM-Aufnahme des Microbacterium-Phagen Count

        - TEM-Aufnahme des Microbacterium-Phagen Count[229]Spezies „Microbacterium phage Count“ (im Cluster EL)[230][229]
        - Spezies „Pseudoalteromonas phage TW1“ (alias „Pseudoalteromonas phenolica bacteriophage TW1“)[231][62]
        - Spezies „Rhodovulum-Phage RS1“ (en. „Rhodovulum phage RS1“)[232][233][234]

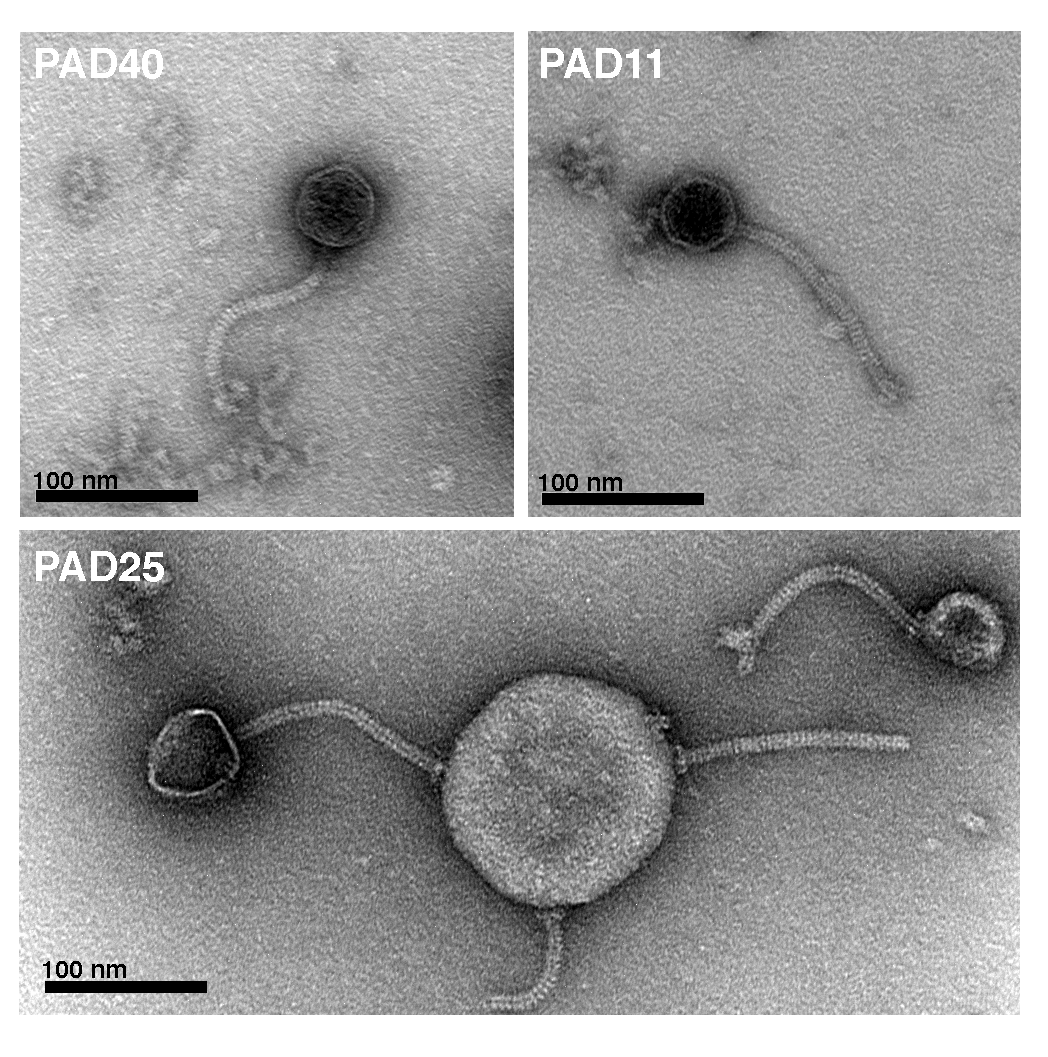
Propionibacterium-Phagen PAD40, PAD11 und PAD25. In der unteren Abb. haftet ein PAD25-Partikel an bakteriellen Zelltrümmern von Cutibacterium acnes (früher Propionibacterium acnes), und zwei Virionen haben ihre Köpfe verloren. An der Anheftungsstelle zwischen dem Virion und dem Zellrelikt ist eine Basisplatte mit angehefteten Spikes zu sehen.

        - Propionibacterium-Phagen PAD40, PAD11 und PAD25. In der unteren Abb. haftet ein PAD25-Partikel an bakteriellen Zelltrümmern von Cutibacterium acnes (früher Propionibacterium acnes), und zwei Virionen haben ihre Köpfe verloren. An der Anheftungsstelle zwischen dem Virion und dem Zellrelikt ist eine Basisplatte mit angehefteten Spikes zu sehen.Spezies „Propionibacterium-Phage PAD11“[235]
        - Spezies „Propionibacterium-Phage PAD25“[236]
        - Spezies „Propionibacterium-Phage PAD40“[237]
        - TEM-Aufnahme von Gordonia-Phage GMA4. Balken: 50 nmSpezies „Gordonia-Phage GMA4“[238]

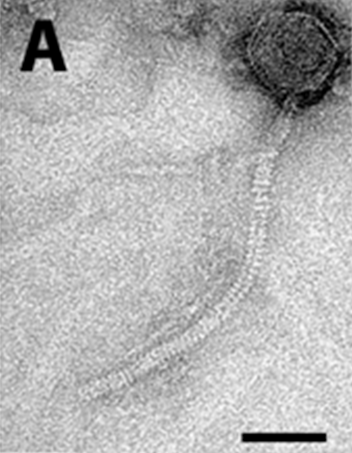
TEM-Aufnahme von Gordonia-Phage GMA4. Balken: 50 nm

        - ?Spezies „Microbacterium-Phage ChickenNugget“ (früher de „Microbacterium-Phage CrispyBacon“)[239]